# Represión en la zona sublevada durante la guerra civil española

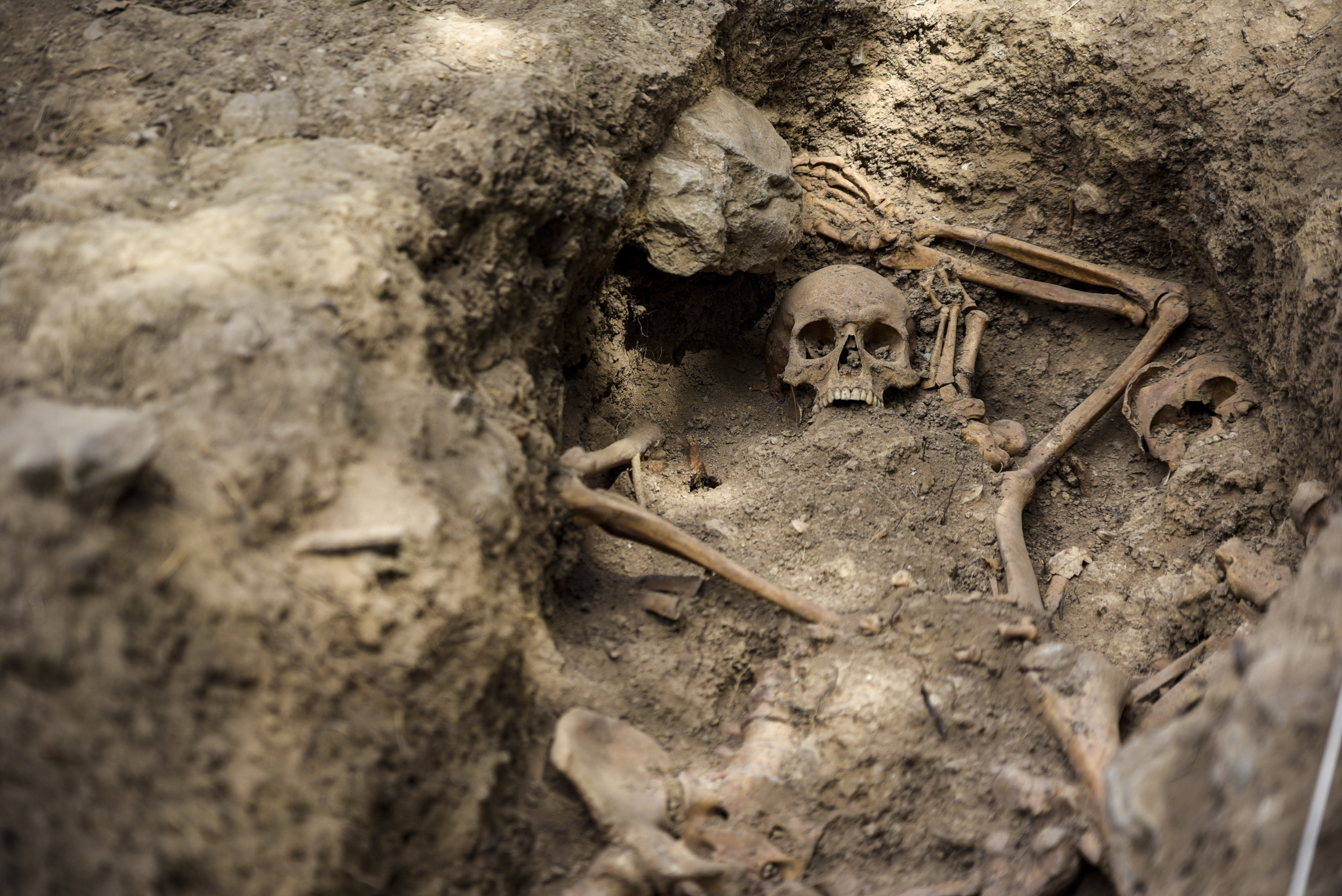
Restos óseos encontrados en una fosa de la guerra civil en el municipio de Prats de Llusanés.

La represión en la zona sublevada durante la guerra civil española fue la represión política que se desplegó en la «zona nacional» durante la guerra civil (1936-1939) contra los militares que permanecieron leales a la República, contra las autoridades que no secundaron la sublevación y contra los dirigentes, militantes y simpatizantes de los partidos y organizaciones obreras y de izquierdas y de los partidos republicanos que apoyaban al gobierno del Frente Popular. Y también contra personas destacadas de izquierda como el poeta Federico García Lorca. Su objetivo fue eliminar a los que se opusieran al golpe de Estado y atemorizar a la población para atajar cualquier intento de resistencia real o potencial. Para algunos historiadores, como Santos Juliá, Javier Rodrigo o Michael Richards, la represión buscaba también erradicar las diferentes tradiciones socialistas, anarquistas, liberales y demócratas.
La «limpieza» de la retaguardia sublevada se llevó a cabo de forma sistemática, consciente y meditada; no fue «el resultado de un mero estallido espontáneo de violencia irracional y pasional como consecuencia de las hostilidades». Los verdugos ejercieron lo que Julián Casanova ha denominado «represión de clase», especialmente evidente en el mundo rural. De ahí que las víctimas principales de la represión fueran la clase obrera y campesina y la clase media republicana.
El resultado de la represión fue la eliminación física de unas ciento treinta mil personas, ejecutadas extrajudicialmente en los llamados «paseos» y «sacas», predominantes en los primeros meses de la guerra ―los cadáveres aparecían al amanecer en las cunetas, en los descampados o junto a las tapias de los cementerios―, o juzgadas en consejos de guerra sumarísimos sin garantía procesal. En ellos se aplicó lo que Ramón Serrano Suñer calificó de «justicia al revés», que consistía en acusar de rebelión a quienes se habían mantenido fieles a la República. Según Javier Rodrigo, la represión que llevaron a cabo los sublevados fue «el despliegue de violencia política más enervado, sangriento y cruel de la historia de España».
El principal responsable de la represión fue el ejército sublevado, aunque los ejecutores del terror en ocasiones y sobre todo al principio, fueran grupos de falangistas, de requetés, o de voluntarios derechistas. «Sus jefes y oficiales nunca pusieron freno a una represión que siempre controlaron, pese a la apariencia de “descontrol” que rodeó a muchas “sacas” y “paseos”». Por otro lado, la Iglesia católica no solo no alzó su voz contra la persecución sino que la justificó al considerar que lo que se estaba viviendo en España no era una guerra civil sino una «cruzada por la religión, por la patria y por la civilización».
Enrique Moradiellos ha afirmado, en lo que coinciden otros historiadores, que los protagonistas de la represión sellaron un «inmenso “pacto de sangre”» que aseguró su fidelidad al régimen franquista e impidió cualquier tipo de reconciliación con los vencidos, que «quedaron mudos de terror y paralizados por el miedo durante mucho tiempo». Pasada la primera posguerra, el objetivo fundamental de la Dictadura fue ocultar esta «matanza fundacional del franquismo», esperando que pasara el tiempo y todo quedara en el olvido y solo permaneciese la versión de los vencedores. Finalmente, la ley de amnistía de 1977, permitió que nadie tuviera «que responder ante ningún tribunal de justicia».

## Características generales

### La eliminación de los adversarios

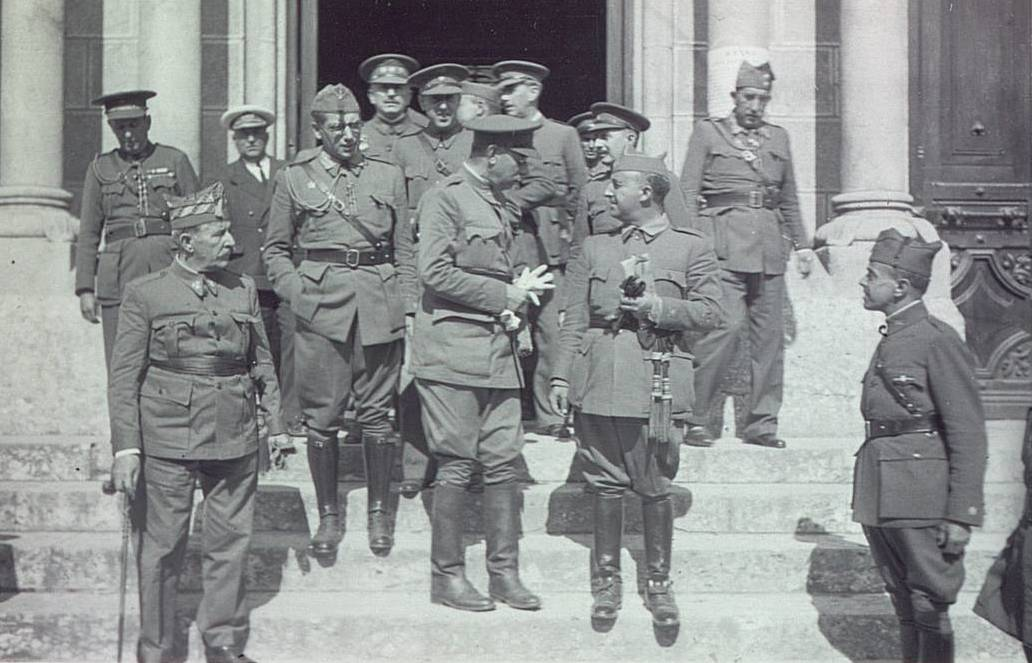
El general Franco y el general Mola junto con otros generales sublevados. Palacio de Capitanía General (Burgos). Fecha desconocida.

La represión violenta y sistemática fue un componente esencial del golpe de Estado en España de julio de 1936 que dio origen a la guerra civil. En las Instrucciones reservadas que dio el general Mola durante la preparación del golpe ya se hacía hincapié en ello. En la Instrucción n.º 1 del 25 de abril de 1936 se decía lo siguiente:

Se tendrá en cuenta que la acción ha de ser en extremo violenta para reducir lo antes posible al enemigo, que es fuerte y bien organizado. Desde luego serán encarcelados todos los directivos de los partidos políticos, sociedades o sindicatos no afectos al Movimiento, aplicándoles castigos ejemplares a dichos individuos para estrangular los movimientos de rebeldía o huelgas.

En la instrucción n.º 5, del 20 de junio, insistía en el recurso a la violencia extrema en este caso dirigida contra los militares que no se sumaran a la sublevación:

Ha de advertirse a los tímidos y vacilantes que aquel que no está con nosotros está contra nosotros, y como enemigo será tratado. Para los compañeros que no sean compañeros, el movimiento triunfante será inexorable.

En los bandos que proclamaron los generales insurrectos en los que declaraban el estado de guerra, supuesta base legal para el golpe y por el que asumían todos los poderes del Estado, aparecía el doble objetivo de la represión: eliminar a los que se opusieran al golpe de Estado y sembrar el miedo y el terror entre la población para atajar cualquier intento de resistencia real o potencial. Un ejemplo fue el bando de guerra que proclamó el general Queipo de Llano en Sevilla el 23 de julio de 1936 en el que se amenazaba con ser «pasadas por las armas inmediatamente [a] todas las personas que compongan la Directiva del gremio» que se pusiera en huelga «y además [a] un número igual de individuos de éste discrecionalmente escogidos». Añadiendo en el punto siguiente: «advierto y resuelvo que toda persona que resista las órdenes de la autoridad o desobedezca las prescripciones de los bandos publicados o que en lo sucesivo se publiquen, será también fusilada sin formación de causa».
Un decreto de 28 de julio de la Junta de Defensa Nacional extendió el estado de guerra a toda España ―estaría vigente hasta 1948― y en él se establecía que incurriría en el delito de rebelión militar todo aquel que defendiera, activa o pasivamente, el orden constitucional republicano. Entre otras cosas en ese bando firmado por el general Miguel Cabanellas, jefe de la Junta de Defensa Nacional, se decía:

Los funcionarios, Autoridades o Corporaciones que no presten el inmediato auxilio que por mi Autoridad o por mis subordinados sea reclamando para el restablecimiento del orden o ejecución de lo mandado en este Bando, serán inmediatamente suspendidos de sus cargos, sin perjuicio de la correspondiente responsabilidad criminal, que les será exigida por la jurisdicción de Guerra.

#### Objetivos

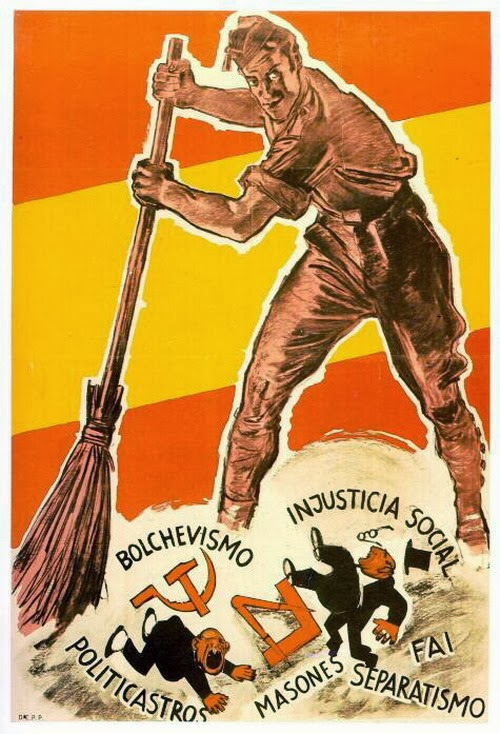
Barrer España, póster propagandístico del bando sublevado que incita a la represión contra comunistas, anarquistas, masones, intelectuales y separatistas para "limpiar" el país.

El objetivo de los sublevados en los territorios que habían caído en sus manos tras el golpe de julio de 1936 y en los que fueron ocupando fue acabar con cualquier vestigio de república. Así lo justificó el propio general Franco en febrero de 1937, cinco meses después de haberse convertido en el Caudillo de la zona sublevada: «En una guerra civil, es preferible una ocupación sistemática de territorio, acompañada de una limpieza necesaria, a una rápida derrota de los ejércitos enemigos que deje el país infestado de adversarios». Un mes más tarde insistiría en la necesidad de la «redención moral de las zonas ocupadas»:

Debemos realizar la tarea, necesariamente lenta, de redención y pacificación, sin la cual la ocupación militar sería totalmente inútil. La redención moral de las zonas ocupadas será larga y difícil, porque en España las raíces del anarquismo son antiguas y profundas. […] Ocuparé España ciudad a ciudad, pueblo a pueblo, ferrocarril a ferrocarril… nada me hará abandonar este programa gradual. Me dará menos gloria, pero mayor paz en el territorio. […] La conquista del territorio es el medio, la redención de los habitantes el fin.

En plena ofensiva de Asturias el coronel Juan Yagüe celebró el 1 de octubre de 1937 el «Día del Caudillo», primer aniversario de la exaltación de Franco a la Jefatura del Estado, en su localidad natal de San Leonardo (provincia de Soria). Allí, vestido con la camisa azul falangista, pronunció un discurso aclamado por sus paisanos en el que tras afirmar que había que «exterminar» a todos los dirigentes obreros dijo lo siguiente:

Y al que resista, ya sabéis lo que tenéis que hacer: a la cárcel o al paredón, lo mismo da. Nosotros nos hemos propuesto redimiros y os redimiremos, queráis o no queráis. Necesitaros, no os necesitamos para nada; elecciones, no volverá a haber jamás, ¿para qué queremos vuestros votos? Primero vamos a redimir los del otro lado; vamos a imponerles nuestra civilización, ya que no quieren por las buenas, por las malas, venciéndoles de la misma manera que vencimos a los moros, cuando se resistían a aceptar nuestras carreteras, nuestros médicos y nuestras vacunas, nuestra civilización, en una palabra.

Yagüe dijo en otra ocasión:

... el hecho de que la conquista de España por el Ejército avance a un paso tan lento tiene esta ventaja: nos da tiempo para purgar el país concienzudamente de todos los elementos rojos.

Según el historiador Michael Richards, «se trató de una represión dirigida por el Estado con la intención de llevar a cabo un proyecto político reaccionario» que se realizó «de acuerdo a un plan preconcebido para purgar la sociedad». Por su parte el también historiador Gutmaro Gómez Bravo ha destacado que «el régimen político más violento de la historia española surgió de las cenizas de una guerra civil en la que ya se habían puesto en marcha la mayor parte de los mecanismos de eliminación, física o civil, del enemigo, empezando por su clasificación, separación en grupos y traslado de sus lugares de origen». La razón la expuso el propio Franco: «los criminales y sus víctimas no pueden vivir juntos».

#### Víctimas y verdugos
La «limpieza» de la retaguardia sublevada se llevó a cabo de forma sistemática, consciente y meditada ―«no era el resultado de un mero estallido espontáneo de violencia irracional y pasional como consecuencia de las hostilidades», ha afirmado Enrique Moradiellos―. Desde el principio tuvo un carácter selectivo: fue dirigida inicialmente contra los militares que no se sumaron a la rebelión, contra las autoridades políticas ―gobernadores civiles, alcaldes, concejales, presidentes de las diputaciones, etc.―, contra los dirigentes de los partidos políticos republicanos y de izquierdas ―especialmente si eran diputados a Cortes por el Frente Popular (cuarenta fueron asesinados) o eran masones― y contra los líderes de las organizaciones obreras ―también personas destacadas de izquierdas como el poeta Federico García Lorca, cuyo certificado de defunción recurría a un eufemismo como le ocurrirá a miles de víctimas ejecutadas extrajudicialmente: «a consecuencia de heridas producidas por hechos de guerra»―. Casi todos ellos fueron fusilados sin juicio previo o «paseados» en las primeras semanas de la guerra o más tarde conforme los rebeldes fueron ocupando territorios que tras el golpe habían quedado bajo el control de la República ―«no eran asesinados para dar un escarmiento ejemplar, para que se enteraran sus seguidores, como a veces se dice, sino para arrebatarles el poder, para echar abajo el modelo de sociedad y el sistema de libertades que defendían», ha afirmado Julián Casanova―.

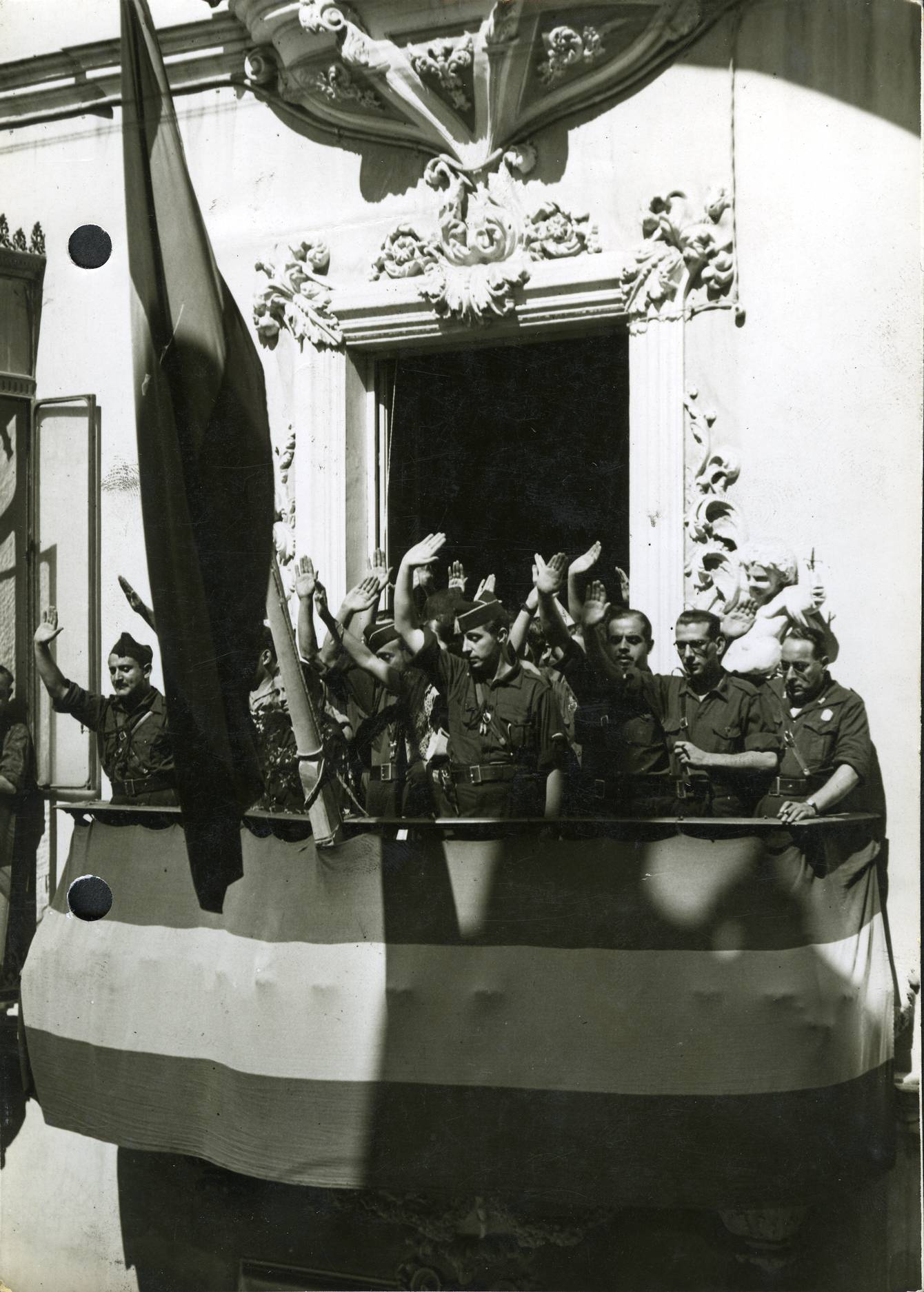
Grupo de falangistas saludando desde el balcón de su sede de Sevilla en septiembre de 1936. Los falangistas fueron uno de los principales perpetradores de la represión llevada a cabo por los sublevados.

Sus cuerpos quedaron abandonados en las cunetas o junto a las tapias de los cementerios. Por ejemplo, en Galicia fueron fusilados o «paseados» sus cuatro gobernadores civiles ―el de La Coruña, Francisco Pérez Carballo, fue fusilado junto con los dos oficiales que resistieron junto a él en el edificio del gobierno civil; la esposa de Pérez Carballo, Juana Capdevielle, que había abortado tras conocer que su marido había sido ejecutado, fue violada y asesinada por una escuadra falangista, que dejó su cuerpo abandonado en el campo―. En ocasiones, si no conseguían apresar a la persona que buscaban, asesinaban a su familia, como les sucedió al padre, a tres hermanos y a un tío del gobernador civil de Cáceres que fueron «paseados» ―el resto de la familia fue encarcelada y el negocio del padre saqueado―.
Tras los dirigentes, la violencia en la retaguardia sublevada se cebó con los militantes o con los simples simpatizantes de los partidos del Frente Popular y de las organizaciones obreras ―que «cayeron como moscas», subraya Julián Casanova―, así como con determinados colectivos como los maestros, cuyos miembros más progresistas eran especialmente odiados por los conservadores, los católicos y los falangistas ―varios cientos de maestros fueron ejecutados en las primeras semanas sin pasar por ningún tribunal―. También fueron objeto de la violencia personas que simplemente habían sido denunciadas por sus vecinos como elemento «significado y contrario al Movimiento Nacional» [sic]. Los cuerpos aparecían al amanecer en las cunetas, en los descampados o junto a las tapias de los cementerios.

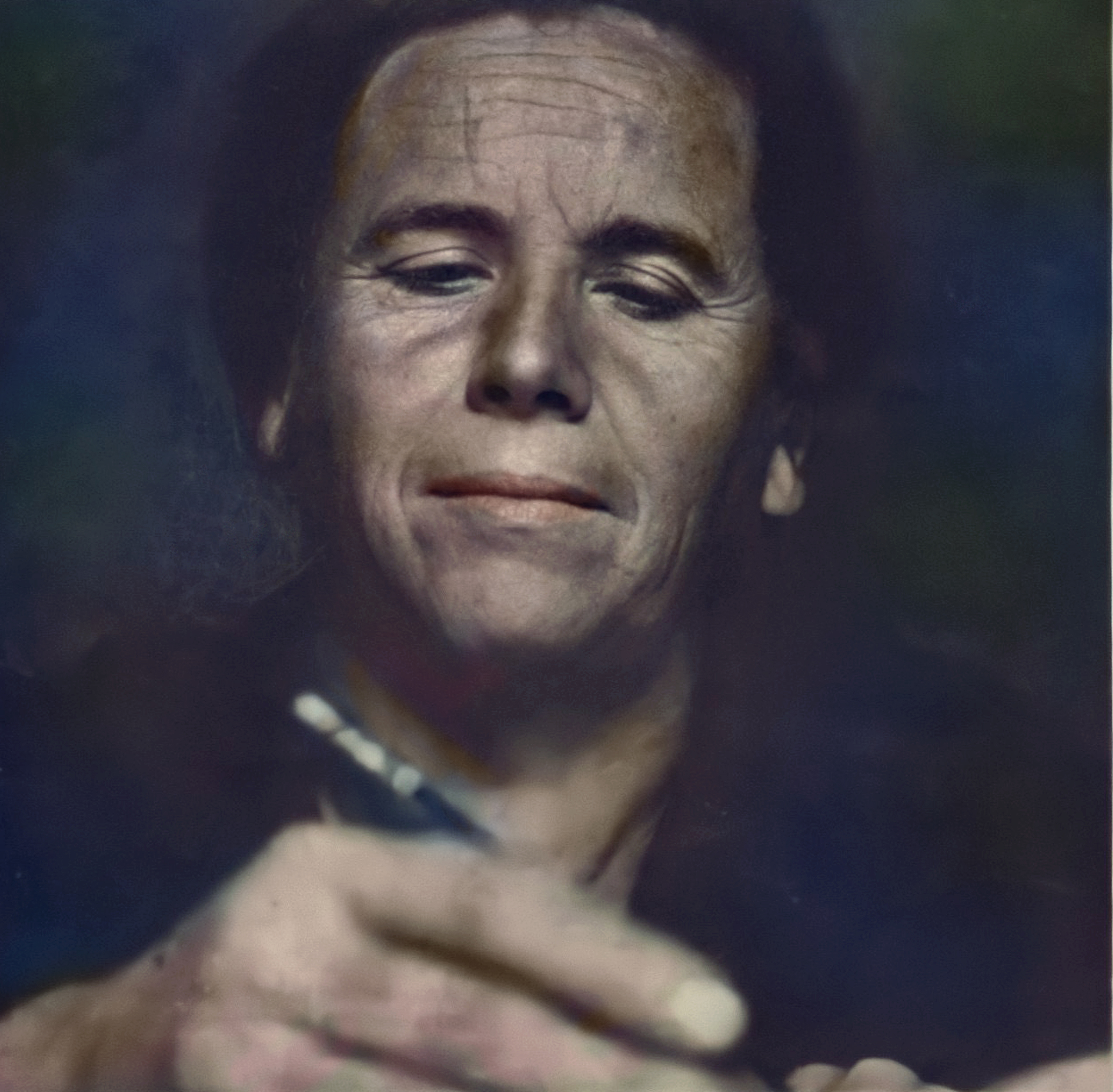
María Domínguez, primera alcaldesa en la historia de España, fue detenida y «paseada» en Fuendejalón (provincia de Zaragoza) a principios de noviembre de 1936.

Las mujeres por su parte sufrieron formas específicas de represión, que incluyeron los malos tratos y la tortura, como la mutilación del clítoris o la violación, y la humillación, como las rapaduras de pelo o la ingestión de aceite de ricino. A los miles de mujeres que perdieron un padre o un marido víctimas de la represión también se les prohibió manifestar su dolor a través del luto. Otras muchas fueron asesinadas, algunas de ellas por no seguir el papel tradicional que se les había asignado, como la socialista María Domínguez, primera alcaldesa en la historia de España, que fue detenida y «paseada» unos días después de haber hecho lo mismo con su marido, también socialista; o por ser la pareja de un «rojo» muy conocido, como Amparo Barayón, esposa del escritor Ramón J. Sender y a quien antes de la «saca» le arrebataron a su hija de pocos meses porque «los rojos no tienen derecho a criar hijos», según le dijo su carcelero.
La brutal represión provocó que algunas personas que inicialmente habían apoyado la sublevación renegaran de ella, como le pasó al escritor y rector de la Universidad de Salamanca Miguel de Unamuno, que denunció la violencia de la «guerra incivil» y que dirigiéndose a los «nacionales» les dijo: «Vencer no es convencer…». Los verdugos fueron militares, falangistas, requetés y «personas de orden» que ajustaban cuentas y liquidaban viejas disputas; que ejercían lo que Julián Casanova ha denominado «represión de clase», especialmente evidente en el mundo rural. De ahí que la víctima principal de la represión fueran la clase obrera y campesina. Entre los verdugos también hubo gente del hampa que ingresó en las milicias derechistas, como sucedió en Sevilla o en Cádiz donde fueron utilizados, según José María García Márquez, «como avanzadilla del terror a medida que los pueblos iban siendo ocupados».
José María García Márquez ha destacado que los auténticos organizadores de la represión fueron los militares sublevados y que ningún asesinato o ejecución extrajudicial escapó a su control, y cuando lo hacía el implicado sufría las consecuencias. Pone el ejemplo de Pablo Fernández Gómez, jefe de la brigada de ejecuciones de Falange de Sevilla que llevó a cabo ochocientos asesinatos ordenados por el delegado de Orden Público. Fue fusilado años después por haber cometido tres asesinatos por su cuenta fuera de la jerarquía del mando. Por su parte Michael Richards ha llamado la atención sobre el hecho de que ningún líder de los sublevados protestó ni cuestionó la represión en su zona, a diferencia de lo que sucedió en la zona republicana donde destacados líderes como Indalecio Prieto, Juan Negrín o Joan Peiró, y el propio presidente de la República Manuel Azaña, hicieron continuos esfuerzos para acabar con la «violencia revolucionaria». Sin embargo, el líder provisional de Falange, Manuel Hedilla, dictó a finales de septiembre de 1936 una circular a los afiliados en la que decía: «Es menester evitar que sobre la Falange se eche una fama sangrienta, que puede perjudicarnos para el porvenir. No se castigará a nadie sin averiguación de sus antecedentes, y sin orden de la autoridad competente». Como las escuadras falangistas continuaron con las sacas y los paseos Hedilla volvió a ocuparse del tema en su alocución radiada de Nochebuena:

Y me dirijo a los falangistas que se cuidan de las investigaciones políticas y judiciales en las ciudades y sobre todo en los pueblos. Vuestra misión ha de ser obra de depuración contra los jefes cabecillas y asesinos. Pero impedid, con toda energía, que nadie sacie odios personales y que castigue o humille a quien, por hambre o desesperación, haya votado a las izquierdas. [...] Y allí donde os encontréis, estad resueltamente dispuestos a oponeros a los procedimientos contra los humildes. [...] Nos pertenece la salvación, y no la muerte de los que en su inmensa mayoría tenían hambre de Pan y de Justicia. Pero tenían también —ya lo habéis visto con nuestro crecimiento— hambre de Patria».

El historiador Gutmaro Gómez Bravo ha destacado el impacto que tuvo la represión en la sociedad española. «Gentes que vieron truncadas sus vidas por un golpe de Estado que derivó en una guerra civil larga y devastadora que abrió las puertas a la dictadura más larga y más sangrienta del sur de Europa. Personas que fueron denunciadas, espiadas y expoliadas por sus propios vecinos, y no solo en la guerra, sino mucho tiempo después, por agentes, colaboradores y beneficiarios directos de la dictadura». Gómez Bravo recuerda que, según la ONU, «España sigue ocupando el segundo lugar con mayor número de desaparecidos después de Camboya» y que, a diferencia de otros países «que han tenido procesos y experiencias muy traumáticas en su siglo XX, como Alemania, Rusia, Sudáfrica, Colombia, etc., los condenados por la dictadura en España siguen siendo oficialmente culpables de delitos, muchos de los cuales hoy en día son derechos políticos y sociales».
Gómez Bravo también ha destacado que la represión fue de «una extrema crueldad» y que «en ello tuvo mucho que ver el triunfo de una mentalidad favorable al castigo duro y ejemplar contra todo lo que pudiera suponer un peligro para el orden social tradicional». Según este historiador, en «el triunfo de esta mentalidad» desempeñó un papel clave la Iglesia católica ya que «antes de que terminara la guerra, el uso del "castigo legítimo" se había integrado ya dentro de un proyecto más amplio de conversión de los "extraviados", concebido como un medio para la recristianización de España».

#### Los dos mecanismos de la represión: la vía «extrajudicial» y la vía «legalizada»
La eliminación física de más de cien mil personas vinculadas a los partidos y organizaciones republicanas y de izquierdas se realizó mediante dos mecanismos: la vía «extrajudicial» de los «paseos» y las «sacas» ―que predominaron durante los primeros meses de la guerra―; y la vía «legalizada» de los consejos de guerra sumarísimos llevados a cabo por los tribunales militares sin ninguna garantía procesal para los acusados.

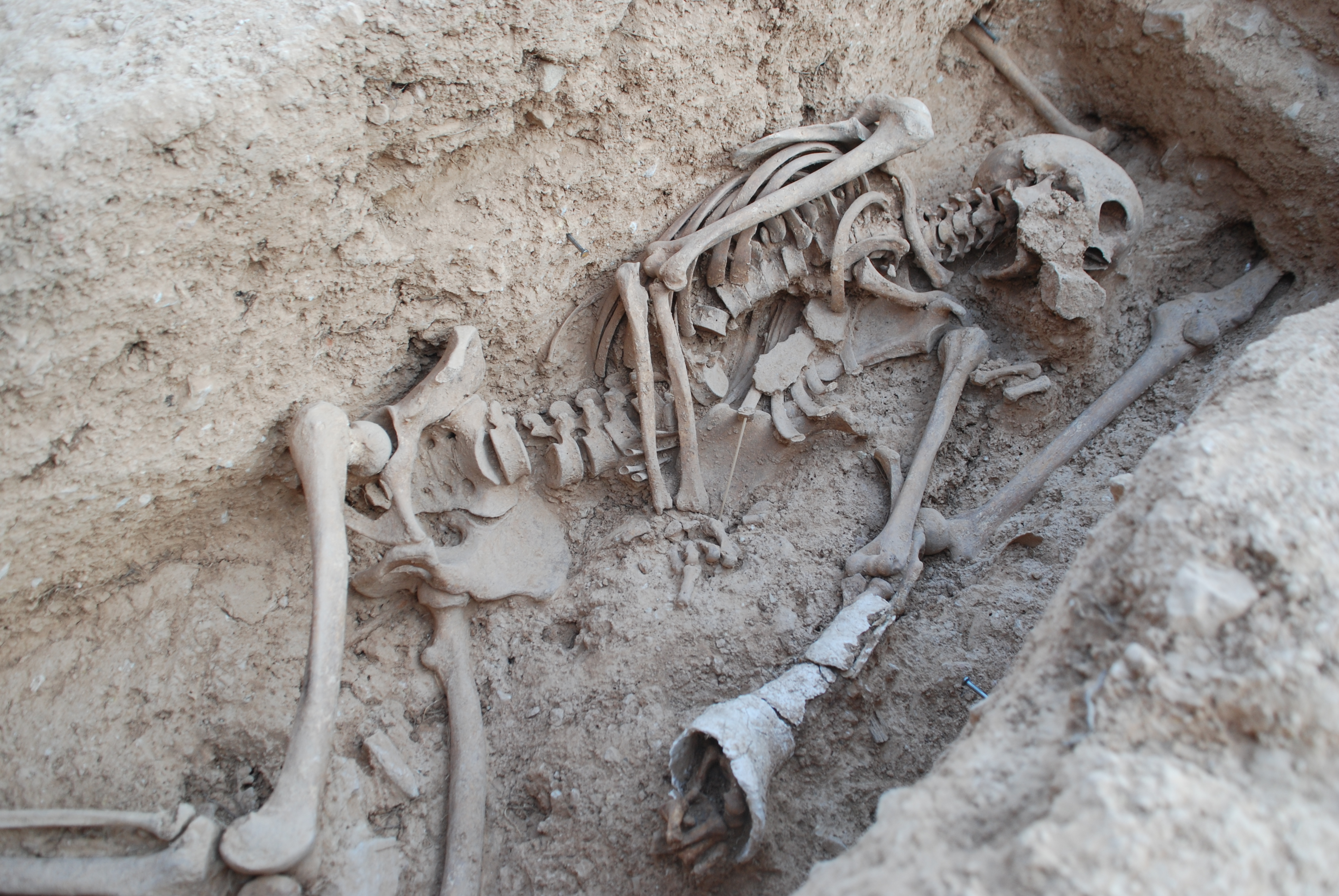
Fosa de Solerás (La Garriga). Los cadáveres de los asesinados extrajudicialmente solían ser enterrados en fosas comunes sin que quedara registrada su muerte, por lo que quedaban como desaparecidos.

La vía «extrajudicial», que predominó hasta la primavera de 1937, fue llevada a cabo por los propios militares sublevados en aplicación del «bando de guerra», por la Guardia Civil que se les sumó o por las escuadras de falangistas y los requetés carlistas, bajo las órdenes directas de las autoridades militares o al menos contando con su beneplácito. Para seleccionar a sus víctimas se valieron de las listas de afiliados que encontraban tras el saqueo de las sedes de los partidos republicanos y de izquierdas y de las organizaciones obreras y también de las denuncias de la «gente de orden» y de personas anónimas, cuya veracidad no era comprobada. Estos grupos paramilitares actuaban con total impunidad para detener, asesinar, robar y saquear. Las víctimas eran «paseadas», es decir, detenidas en su propia casa ―o en su centro de trabajo― y llevadas a un descampado, a un camino o a las tapias de un cementerio donde eran asesinadas; o cuando ya estaban detenidas eran «sacadas» de la cárcel o del lugar donde estaban recluidas y asesinadas lejos de allí ―normalmente la explicación que se daba era que durante el supuesto traslado a otra prisión el reo había intentado escapar, es decir, se le aplicaba la «ley de fugas»―. Era frecuente que antes de los «paseos» y de las «sacas» las víctimas fueran torturadas en los locales de Falange o en los cuartelillos. Lo habitual era que los cadáveres quedaran tirados en el lugar de la ejecución, con el fin de infundir el terror a sus familiares y vecinos. Finalmente eran enterrados allí mismo o iban a parar a las fosas comunes de los cementerios, sin que en buena parte de los casos ―un 40% en la provincia de Segovia, por ejemplo― la muerte quedara anotada en el Registro Civil por lo que pasaban a ser «desaparecidos». Las familias iniciaban entonces un lento y complicado proceso judicial para que se inscribiera el fallecimiento.
Como ha destacado José María García Márquez, los sublevados tuvieron un «enorme interés» en «ocultar concienzudamente el rastro documental de las matanzas llevadas a cabo en el territorio que controlaban mediante la aplicación de los llamados “bandos de guerra”». Así los muertos o no eran inscritos en los registros civiles o cuando lo hacían ocultaban la verdad de lo ocurrido al consignar la causa de la muerte, utilizando expresiones como «a consecuencia de la Guerra Civil», «en choque con fuerza pública», «con motivo del movimiento» o «en enfrentamiento con el Glorioso Ejército Salvador». El problema que se planteaba a continuación era qué hacer con los cadáveres. La solución más habitual fue enterrarlos en fosas comunes, la mayor parte de ellas abiertas en los cementerios municipales, pero también en cunetas, descampados, minas, fincas, etc. Otros fueron enterrados en el mismo lugar donde fueron asesinados. Una práctica muy extendida para ocultar las pruebas fue trasladar a los que iban a ser asesinados a otra localidad. «El objetivo no era otro que confundir a los familiares, a quienes se decían frases como “ya no se encuentra aquí”, “lo han trasladado para una gestión”, “se lo han llevado unos forasteros”, etc. Aparte de esto se buscaba intercambiar con otras milicias fascistas las tareas represivas con idea de evitar la posible identificación de los verdugos e impedir que las familias conocieran el lugar donde se había cometido el asesinato y enterrado a las víctimas», ha señalado García Márquez.

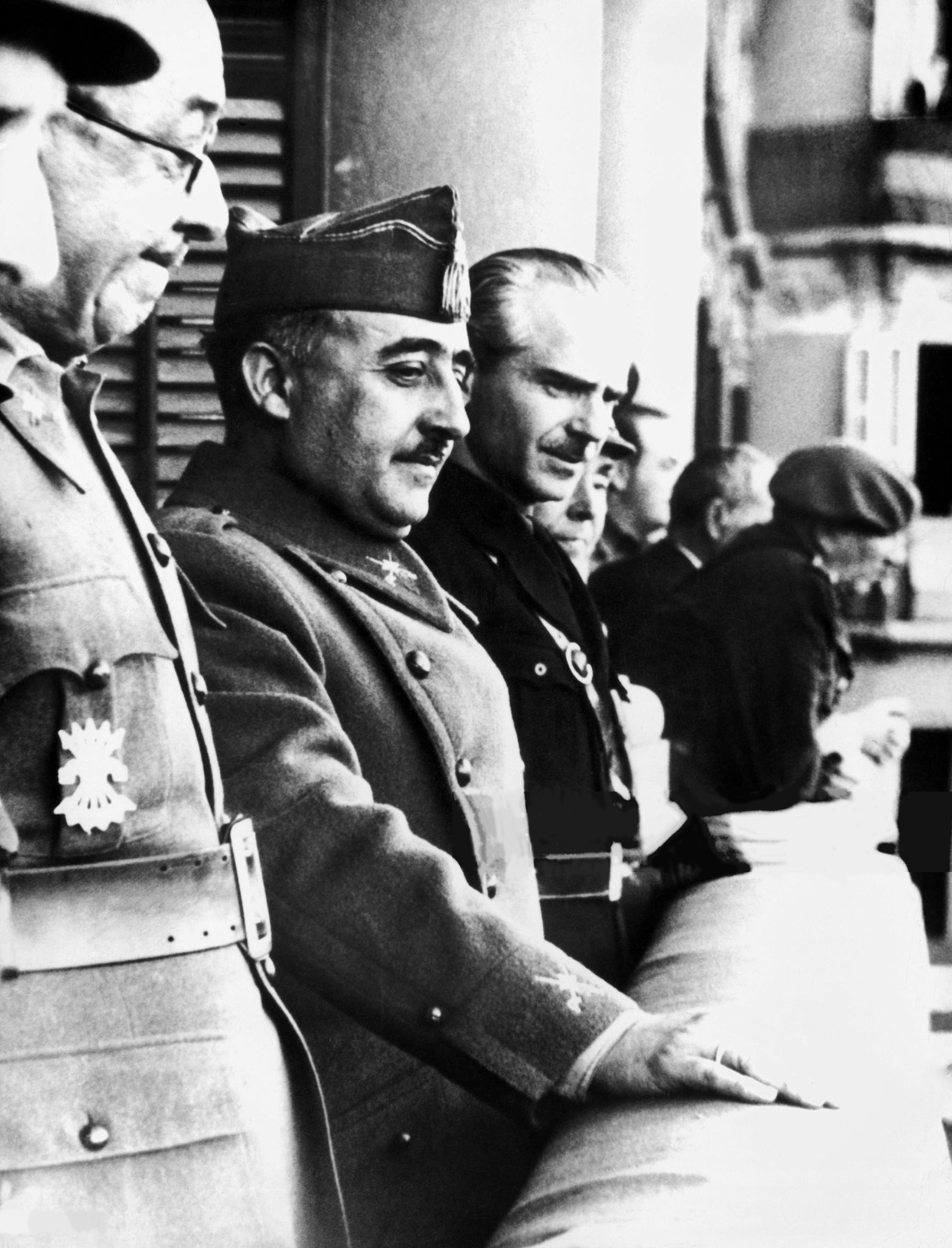
Ramón Serrano Suñer, junto al general Franco y al general Moscardó en 1938. Serrano Suñer treinta años después justificó la vía "legalizada" llamándola la «justicia al revés».

La vía «legalizada» se basó en el Bando de Guerra de 28 de julio de 1936 de la Junta de Defensa Nacional en la que se establecía la preeminencia de la jurisdicción militar ―cuyo ámbito de aplicación se amplió extraordinariamente― al decretarse el estado de guerra que se mantendría hasta 1948. El primer problema al que se enfrentaban los sublevados era legitimar su golpe de Estado. Para ello determinaron lo que treinta años más tarde Ramón Serrano Suñer denominaría la «justicia al revés»: que los «rebeldes» eran los defensores de la República ―en alguna sentencia de los consejos de guerra se llegó a afirmar que «el gobierno de Madrid» «desde el 19 de julio se levantó en armas contra el Ejército», cuando lo que había sucedido era exactamente lo contrario― y que el «Alzamiento Nacional» estaba justificado porque pretendía la «salvación de la patria» ―«[El Ejército] en vista de la marcha de los asuntos públicos se vio en la precisión de asumir la responsabilidad del poder, para evitar que el caos se adueñara del país…», se decía en la misma sentencia―. Así en el primer resultando de las sentencias de los consejos de guerra se explicaba la legitimación que los sublevados se arrogaban. Esto se decía en una sentencia dictada en Segovia:

El 18 de julio el Ejército español recogiendo las abandonadas funciones del Gobierno del Estado por demandarlo y exigirlo así, de manera imperiosa, ineludible e inaplazable la salvación de España necesitada de tan propia privativa y eficaz defensa contra los elementos rojos separatistas que en desaprensivo contubernio y en la más inicua de las alianzas pusieron en peligro la independencia Patria.

Los consejos de guerra aplicaban el Código de Justicia Militar de 1890, reformado en 1930, pero con tantas modificaciones introducidas por los sublevados en los bandos de guerra y en normas posteriores, que hubo que publicar un manual para su aplicación, el Código de Justicia Militar con notas aclaratorias y formularios de José María Dávila y Huguet. Los procesos judiciales se instruían por el procedimiento sumarísimo y los tribunales militares estaban compuestos por siete miembros: un presidente, con categoría de jefe del ejército, cinco vocales que debían ser oficiales y un vocal ponente, miembro del Cuerpo Jurídico Militar ―el resto de miembros del tribunal no era necesario que tuvieran conocimientos jurídicos―. El papel de fiscal lo desempeñaría preferentemente un miembro del Cuerpo Jurídico Militar y el de abogado defensor «un militar» sin que se requiriese que tuviera formación jurídica. Además era nombrado por el tribunal y no elegido por el acusado, por lo que de esta forma se producía la indefensión de los reos.
A estos se les acusaba de alguna de las categorías del delito de rebelión militar (rebelión en calidad de jefes; adhesión, auxilio o excitación a la rebelión) y la inclusión en una u otra dependían del comportamiento político y social del acusado anterior al 18 de julio, lo que constituía una aberración jurídica pues contravenía el principio de irretroactividad penal. Precisamente los «informes fidedignos» de la Guardia Civil, de los alcaldes, de los jefes de Falange, de los curas párrocos y de «personas de orden» sobre los acusados eran los que acababan determinando su condena, mucho más que los propios hechos. También se valoraba su conducta privada y social. Así pues, los consejos de guerra carecían de las mínimas garantías procesales. Las penas eran arbitrarias pues para unos hechos similares había gran variedad de ellas según cada tribunal. Las absoluciones eran muy poco frecuentes. De los 959 sumarios estudiados en la provincia de Segovia, solo 146 (un 15 %) acabaron con la absolución del acusado, mientras 124 (un 13 %) tuvieron como resultado la condena a la pena de muerte y 245 (un 25 %) a la pena de 30 años de cárcel.
Pablo Gil Vico valora así los consejos de guerra aplicados por los sublevados: 

Todas las acciones se desarrollaban siguiendo aparentes rituales de toga y vistas orales, en un intento de simular que la verdadera justicia se había instalado en el solar español. Pero detrás de todo eso operaba una compleja ficción donde las proclamadas garantías jamás existieron y en la que los procesados recibían quiméricas imputaciones. La justicia militar fue el medio elegido para esta insólita puesta en escena en la que acusadores y acusados desfilaban fantasmagóricamente por un mundo imaginario gobernado por el derecho».

### Las cárceles, los campos de concentración y los batallones de trabajadores

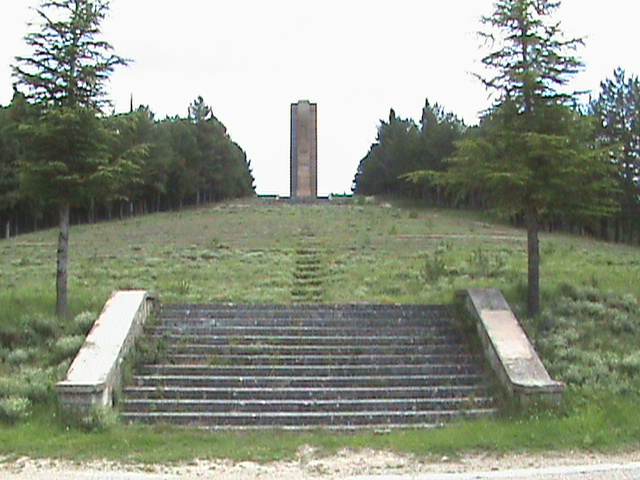
Monumento al general Emilio Mola. Fue la primera obra que realizaron los presos políticos encuadrados en los destacamentos penales de trabajo.

Allí donde los sublevados se impusieron desde el primer momento y en los territorios que fueron ocupando a lo largo de la guerra se produjeron detenciones en masa, muchas de ellas arbitrarias pues se basaban en simples denuncias que no se investigaban. Las prisiones se llenaron rápidamente y hubo que habilitar otros recintos que a menudo no reunían unas mínimas condiciones de habitabilidad y salubridad.
Según las cifras oficiales pocos meses después de acabar la guerra civil, concretamente en enero de 1940, había en España 270 719 presos, de ellos 23 232 mujeres (cuando antes de la guerra la media de reclusos no superaba los 13 000 y la de mujeres los 500). Pero estas cifras aún se quedan cortas porque, como ha señalado Gutmaro Gómez Bravo, «no mencionaban todas aquellas prisiones irregulares o habilitadas por las que desfilaron miles de personas, ni tampoco tenían en cuenta a todos los detenidos a disposición de la policía gubernativa». Por ejemplo, en Madrid se crearon al menos 17 centros provisionales con más de 30 000 detenidos. «El Ejército y, sobre todo, la Iglesia aportaron la mayor parte de los edificios (cuarteles, colegios, conventos, aunque también fábricas, frontones y casas alquiladas a particulares) que fueron utilizados para estos fines. Los centros habilitados o provisionales fueron mayoritarios hasta la primera mitad de la década, cuando muchos pasaron a ser prisiones centrales». «La cifra exacta [de presos] nunca se podrá saber, pero se acerca al millón y es, con mucho, la más elevada en la historia de nuestro país, y hasta que avance la Segunda Guerra Mundial destacaría igualmente en el ámbito europeo. La particularidad del caso español se manifiesta inicialmente en que los prisioneros pasaran de los campos de concentración a las prisiones, convirtiéndolos de facto en presos comunes, situación que ya había empezado con la negación de su reconocimiento como soldados o combatientes», concluye Gómez Bravo.
Las condiciones de vida en las prisiones eran extremas. «La masificación, la miseria, la insalubridad, el hambre, el terror, el trabajo forzado y el adoctrinamiento religioso y político fueron los rasgos distintivos de un sistema que más allá de vigilar y castigar, pretendía “la transformación existencial completa de los capturados y, por extensión, de sus familias”», ha afirmado Lorenzo Rubio. En un informe de la Inspección Central de Sanidad, del 15 de septiembre de 1941, sobre la prisión central de mujeres de Alcalá de Henares (y que nunca vio la luz) se decía: «El estado nutritivo de esta prisión es francamente malo. La dieta no alcanza el mínimo indispensable y si se tiene en cuenta el estado de enfermedad de la mayoría de las reclusas se comprenderá que repercuta en mayor intensidad este déficit. Nada puede extrañar que las embarazadas en su mayoría enfermas y con una dieta tan precaria den a luz fetos más que niños en donde la mortalidad sea prácticamente del 100 por 100». Gutmaro Gómez Bravo ha señalado que en las prisiones habilitadas, la mayoría de las cuales quedaron bajo el mando del jefe militar de la ocupación, los internos padecieron unas condiciones aún mucho más inhumanas y fueron víctimas de una violencia todavía más extrema que en las cárceles.
Se calcula que cerca de 140 000 personas murieron en prisión. «La causa fundamental fue la combinación de las ejecuciones legales, tras un consejo de guerra rápido, y las extralegales, fundamentalmente las sacas y paseos. Pero resulta muy difícil separar las ejecuciones (se cifran en 50 000) de las muertes por "causas naturales" dentro de prisión. Fue un foco masivo de muerte por la combinación del hambre, la enfermedad y la desmoralización generalizada, que llevó a muchas personas al suicidio», ha indicado Gómez Bravo. Los jueces militares llegaron a quejarse ante la Dirección de Prisiones por lo que estaba sucediendo con los presos, «que se estaban muriendo literalmente a cientos todos los días». Otras causas de la sobremortalidad de las cárceles fueron el desvío masivo de alimentos al mercado negro por parte de las propias autoridades y los traslados de presos, ya que al separarlos de sus lugares de origen perdían el contacto con sus familias, que no podían enviarles los víveres imprescindibles para su supervivencia en la prisión. A lo que habría que añadir la entrada masiva de excombatientes como funcionarios de prisiones, así como que la mayor parte de los capellanes de prisiones fueron capellanes castrenses durante la guerra, cuando no habían sido víctimas de la persecución religiosa. «De este modo se allanó el camino para la delación, el hostigamiento constante y los malos tratos. El elevado número de suicidios señala que la presión y el asilamiento fueron solo la punta visible de un castigo sustentado en la combinación de varios elementos simultáneos de presión», ha apuntado Gómez Bravo.
Entre los presos se distinguía entre los detenidos gubernativos, que estaban en la cárcel por una orden del gobernador civil o del gobernador militar y no estaban sujetos a proceso alguno por lo que su situación era de total indefensión ―uno de los motivos podía ser que «con anterioridad al Glorioso Movimiento Nacional no tuvo una actuación afín a nuestra Causa»―; los presos preventivos en espera de juicio y los penados, ya condenados. En cuanto a la libertad condicional estaba supeditada a la redención de penas y el destino del preso dependía de «su disposición a colaborar y a la de los miembros de sus familias». Un hecho sintomático, señalado por Gómez Bravo, fue que «desde 1938 solo podían tener visitas y correspondencia los matrimonios católicos. Las cartas con los hijos solo se permitían siempre que estuvieran bautizados, lo que forzaba a esconder, mentir o bautizar, en la mayoría de los casos, a los propios hijos».
Hasta el establecimiento de la redención de penas por el trabajo en octubre de 1938, solo trabajaron fuera de las cárceles en destacamentos penales bajo la vigilancia de un funcionario los detenidos gubernativos, ya que no estaban sometidos a ningún procedimiento penal. Se utilizaron en la reparación de edificios y en la realización de obras públicas, especialmente las que tenían una utilidad militar ―el primer destacamento, formado por 365 presos, se dedicó a la construcción del monumento al general Mola en Alcocero (provincia de Burgos)―. A partir de octubre de 1938 pudieron trabajar los presos políticos que se acogieran a la «redención». Cobraban dos pesetas al día, cuando el jornal agrario en 1933, por ejemplo, era de cinco pesetas, y de ese jornal le quitaban tres cuartas partes en concepto de manutención. Si tenía esposa recibía dos pesetas más al día y una más por cada hijo menor de quince años.

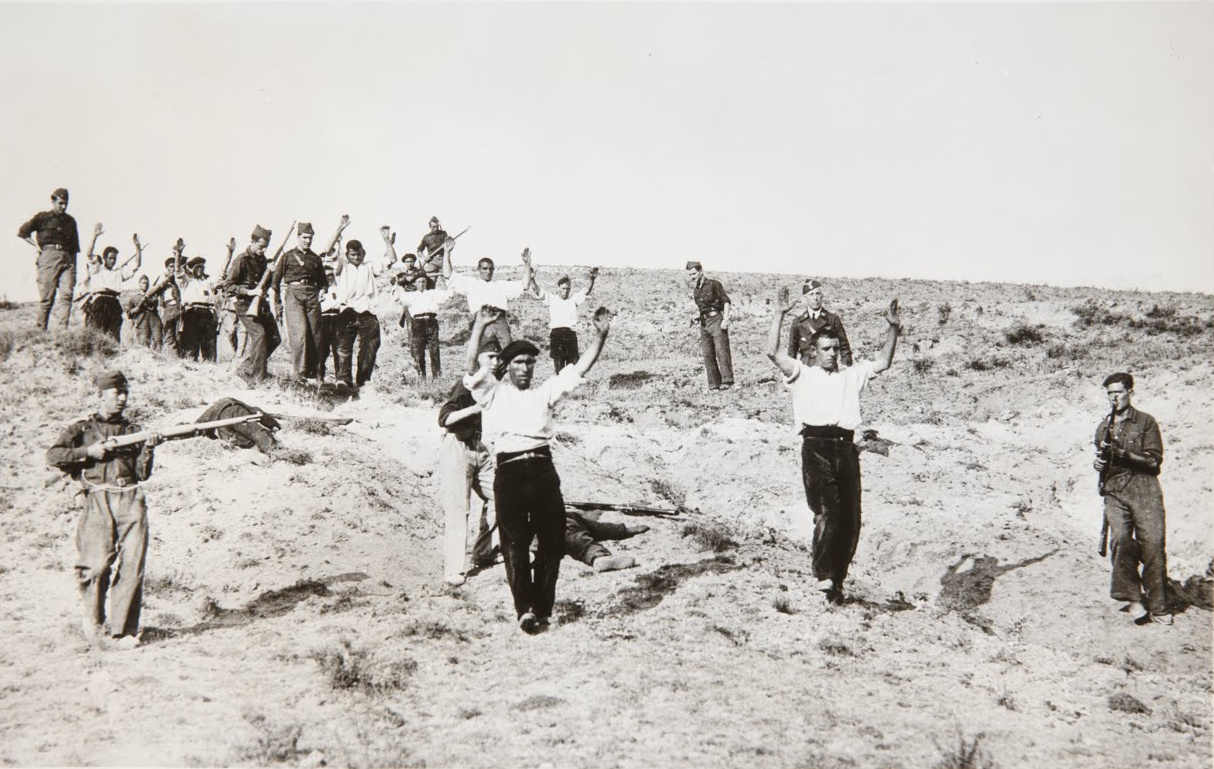
Milicianos republicanos caídos prisioneros de los sublevados durante la batalla de Guadarrama. Los soldados capturados fueron internados en más de ciento ochenta campos de concentración.

Los soldados capturados fueron internados en más de ciento ochenta campos de concentración (ciento cuatro de ellos estables). Allí a los prisioneros de guerra «se les internaba, reeducaba, torturaba, aniquilaba ideológicamente y preparaba para formar parte de la enorme legión de esclavos que construyeron y reconstruyeron infraestructuras estatales, como parte del castigo que debían pagar a la “verdadera” España, por haber ingresado en las filas de una supuesta “antiespaña”», ha afirmado Javier Rodrigo. Según las cifras proporcionadas por la Inspección de Campos de Concentración de Prisioneros dos semanas antes de finalizar la guerra había en los más de cien campos existentes entonces 177 905 soldados enemigos prisioneros pendientes de clasificación procesal ―la Inspección informaba también de que hasta entonces habían pasado por los campos 431 251 personas―. Cuando acabó la guerra se sumaron las decenas de miles de soldados republicanos que fueron capturados en los frentes de Levante y del Centro.
Los campos fueron el primer eslabón en la cadena depuradora y represiva sobre el ejército republicano derrotado. Así, en los campos actuaron las Comisiones Clasificatorias para determinar el destino de los internados: los declarados «afectos» eran incorporados al ejército franquista; los «desafectos leves» y sin responsabilidades políticas graves eran enviados a los batallones de trabajadores ―al final de la guerra había un total de 93 096 soldados trabajadores (o de 121 061, según otras fuentes) encuadrados en 137 batallones―; y los «desafectos graves» iban a prisión y estaban a disposición de la Auditoría de Guerra para ser procesados por un tribunal militar. Pero los campos de concentración no solo se utilizaron para clasificar a los prisioneros de guerra, sino también para reeducarlos, evangelizarlos y «doblegarlos». Tanto o más importante que la clasificación «era la demostración pública de la aceptación y el sometimiento en izadas y arriadas de bandera, formaciones ―dos al día además de las de distribución de la comida―, y demás actos públicos como las conferencias “religioso-patrióticas”», ha subrayado Javier Rodrigo. Lo mismo ocurrió en las cárceles en las que el adoctrinamiento político y religioso fue constante.
A partir de la creación de la Inspección de Campos de Concentración a mediados de 1937 los batallones de trabajadores (a los que también se incorporaron soldados del bando sublevado cuya fidelidad se considerara dudosa) fueron adscritos a cada cuerpo de ejército franquista realizando fundamentalmente obras públicas con fines militares como la reparación de carreteras y puentes, pero también eran los encargados de la recogida de los cadáveres después de las batallas. Los primeros batallones se crearon en los campos de concentración de Cardeña y de Miranda de Ebro. Las torturas, los malos tratos y las humillaciones que padecieron los detenidos, incluso ante la presencia del juez militar ―cuando no eran asesinados sin más dilación― también se produjeron en las prisiones y en los campos de concentración, a menudo a cargo de los cabos de vara. Los presos calificados como «desafectos» fueron obligados a realizar trabajos forzados en batallones formados al efecto. Las mujeres detenidas y presas sufrieron formas específicas de torturas y malos tratos, que incluyeron las violaciones. Su objetivo era negarles la condición de ciudadanas que les había reconocido la República y humillarlas y anularlas por su condición femenina (lo que Irene Abad ha definido como «represión sexuada»).
El sufrimiento de los internados en los campos de concentración no terminaba cuando salían de ellos porque cuando volvían a sus casas seguían siendo objeto de humillaciones y de malos tratos y eran marginados lo que les hacía muy difícil retornar a su vida anterior. La situación llegó a conocimiento del ministro-secretario general del Movimiento, el general Agustín Muñoz Grandes: «Llegan a mí noticias que hay pueblos donde al repatriarse de los campos de concentración los combatientes que formaban en las filas del ejército rojo, después de haber estado sometidos a una meditada y minuciosa depuración basada en avales expedidos por las propias autoridades, son acogidos con extremado desprecio que les hace imposible la convivencia y, en algunos casos, se ha llegado a requerir el retorno a los campos de donde procedían». Muñoz Grandes se propuso poner fin a esa situación y emitió una orden dirigida a los «falangistas que representáis el apostolado del bien y que tenéis como misión principal en los momentos actuales del desarrollo del partido la de educar al pueblo en los más sanos principios de amor a la Patria y veneración al Caudillo», para que emprendieran una «cruzada de la educación patria» con los «combatientes que no cometieron delitos de sangre, que formaban en las filas del ejército rojo como rebaños acosados por los dirigentes del marxismo». De esta forma, concluía la orden, «España quedará perfectamente cimentada en su lema UNA, GRANDE Y LIBRE». Joan Maria Thomàs comenta sobre esta orden: «A la vista de los múltiples testimonios de malos tratos y acoso hacia exprisioneros que se vivieron en aquellos años, cabe dudar de la eficacia de la directiva».

### La expropiación de los bienes de los «desafectos» y la depuración de los funcionarios

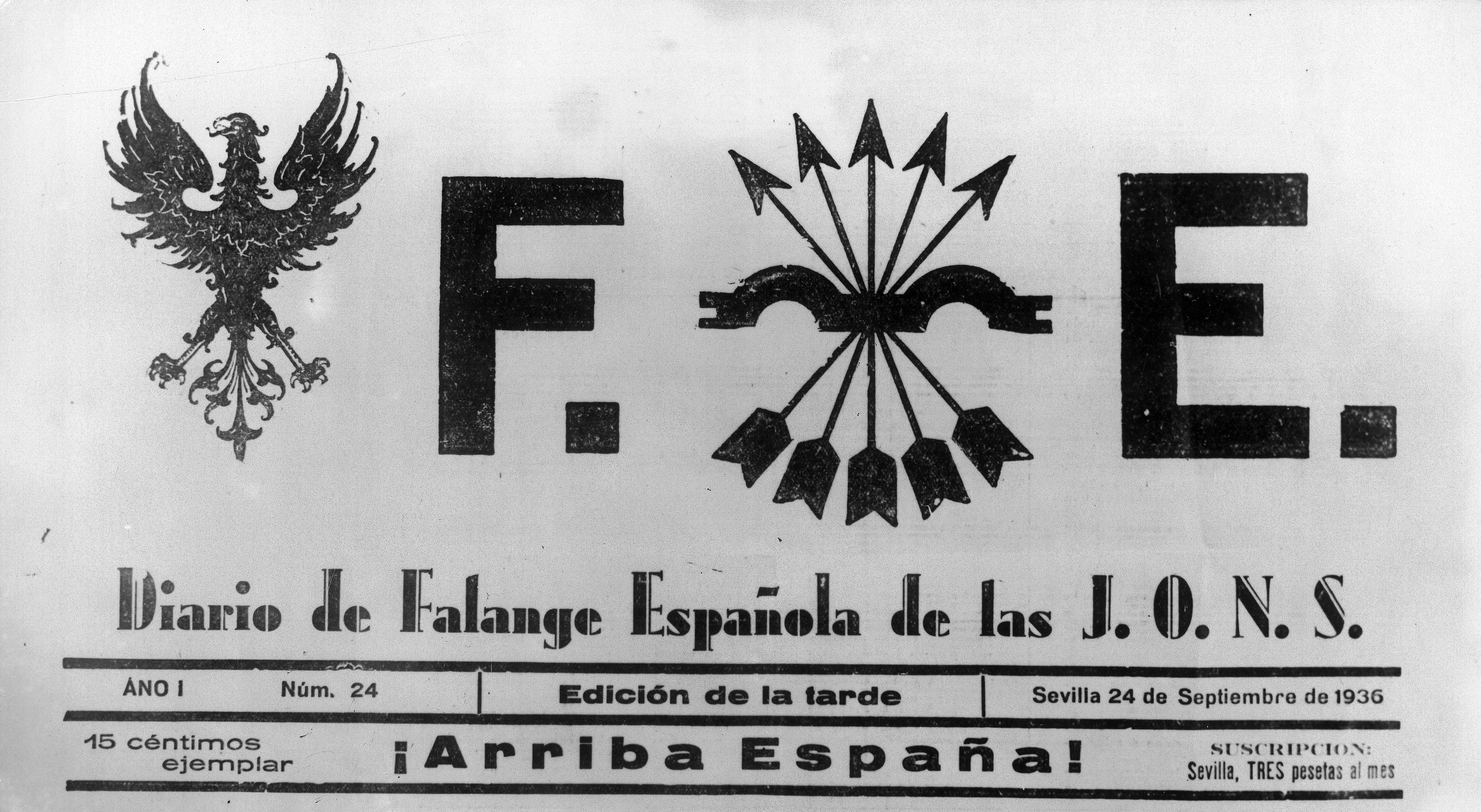
Cabecera del diario F.E. editado en Sevilla en los talleres del diario El Liberal cuyos bienes fueron incautados por los sublevados y entregados a Falange Española y de las JONS.

La represión sobre las personas se completó con el proceso de confiscación de sus bienes, incluidos los de las organizaciones y entidades vinculadas al bando republicano, declaradas ilegales. El objetivo era triple: castigar a los adversarios políticos a los que se hacía responsables de la guerra al «oponerse al nuevo poder legítimo encarnado por las autoridades militares»; abortar cualquier voluntad de resistencia al dejar a los «desafectos» sin medios de subsistencia; y recaudar fondos para sufragar los gastos de la guerra. Inicialmente hubo una incautación «descontrolada» hasta la aprobación del Decreto 108 de 13 de septiembre de 1936 de la Junta de Defensa Nacional y del Decreto de 10 de enero de 1937 de la Junta Técnica del Estado que regularon la confiscación de bienes. Este último decreto creó la Comisión Central Administradora de Bienes Incautados por el Estado de la que dependían las Comisiones Provinciales de Incautación de Bienes que abrían expedientes de expropiación a los «responsables de daños o perjuicios causados a España» (es decir, a los partidarios del bando republicano) y a las personas condenadas en consejo de guerra por «actos y omisiones contra el Movimiento Nacional». Otra forma de incautación de bienes eran las suscripciones patrióticas que solo en teoría eran voluntarias.
También se creó la Delegación para recuperar, clasificar y custodiar la documentación procedente de personas y entidades del bando republicano, que después se transformó en el Servicio de Recuperación Documental, dirigido por Marcelino Ulibarri Eguilaz, cuya finalidad era proporcionar información a los consejos de guerra de los acusados que juzgaban. Por otro lado, les fueron devueltas a sus antiguos propietarios las fincas requisadas y ocupadas por las colectividades campesinas.
La depuración de los funcionarios de todos los ámbitos de la administración perseguía no solo castigar a los opuestos a la sublevación, sino también intimidar a los indecisos e indiferentes y promocionar a los adictos. Inicialmente la depuración se basó en la aplicación del Bando de Guerra de 28 de julio de 1936 de la Junta de Defensa Nacional y estaba dirigida contra aquellos funcionarios que habían secundado las convocatorias de huelga de los sindicatos CNT y UGT. Los gobernadores civiles de las provincias que habían quedado en manos de los sublevados tomaron sus propias medidas. Como el gobernador civil de Segovia que el 14 de agosto decretó el cese de todos los funcionarios «que por hechos anteriores o posteriores al Movimiento Militar, hayan demostrado simpatía por las doctrinas de tipo marxista». También eran cesados los que «por sus actos o palabras hayan incurrido en responsabilidad y se encuentren detenidos a disposición de la autoridad civil o militar desde el 19 de julio último».

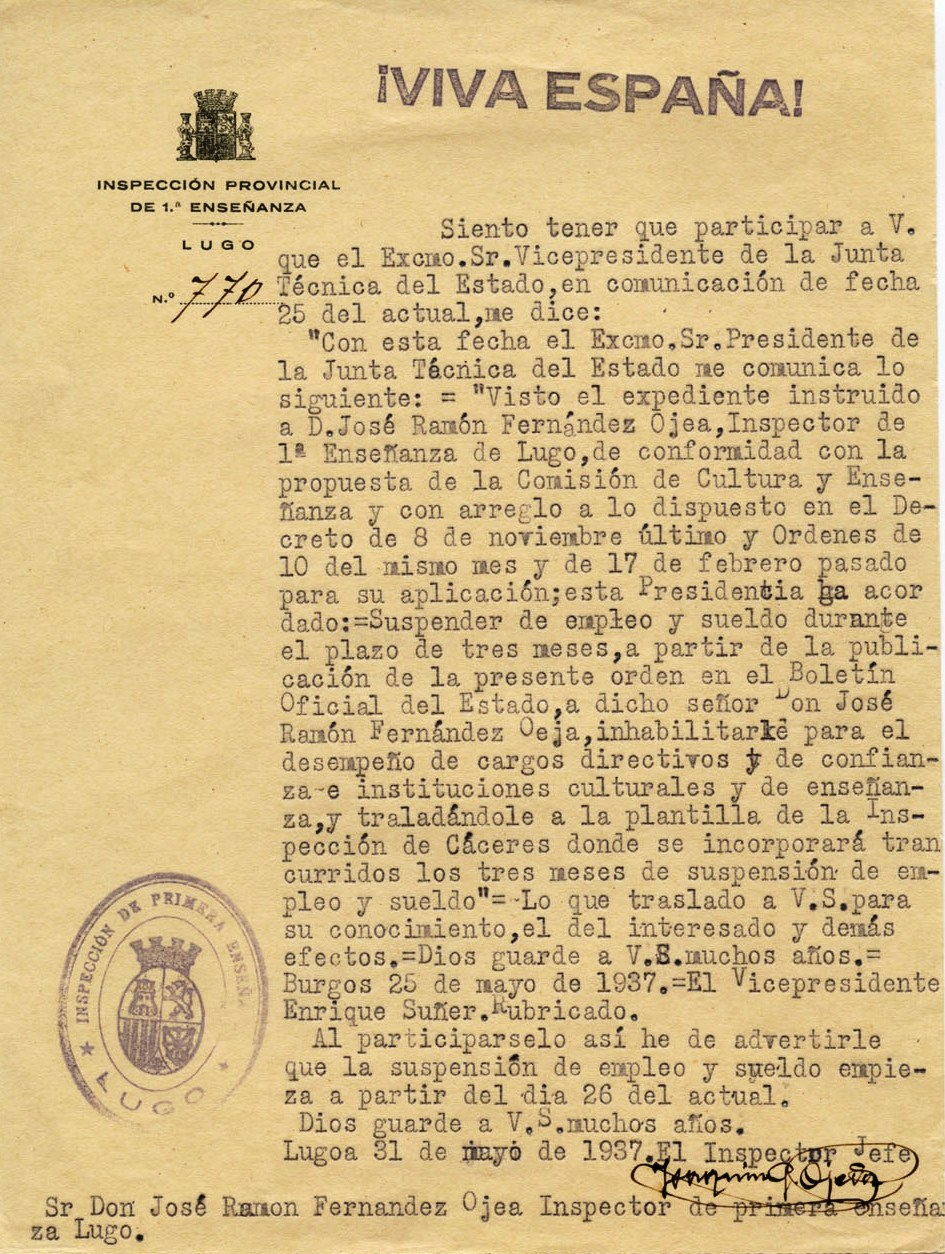
Resolución de la Junta Técnica del Estado del expediente de José Ramón Fernández Ojea, Inspector de primera enseñanza de Lugo, por el que se acuerda "suspender de empleo y sueldo durante el plazo de tres meses a don José Ramón Fernández Ojea, inhabilitarle para el desempeño de cargos directivos y de confianza e instituciones culturales y de enseñanza, y trasladarle a la plantilla de la inspección de Cáceres donde se incorporará transcurridos los tres meses de suspensión de empleo y sueldo. Burgos, 25 de mayo de 1937"

La regulación definitiva de la depuración de los funcionarios se produjo con la promulgación por la Junta Técnica del Estado del Decreto de 5 de diciembre de 1936 que ordenó la «separación definitiva del servicio» de los funcionarios «contrarios al Movimiento Nacional». La decisión final correspondía al generalísimo Franco sin que hubiera ninguna posibilidad de recurso. Cada organismo de la administración se encargó de nombrar su propia comisión de depuración que era la que instruía los expedientes cuya resolución se basaba en los informes recabados de las autoridades y de los curas párrocos sobre la conducta política, social y religiosa del encausado, que tenía derecho a presentar un pliego de descargos en el que tenía que demostrar su inocencia ―y no las autoridades probar su culpabilidad―.
Posiblemente el colectivo que fue objeto de una depuración más dura y exhaustiva fue el cuerpo de maestros nacionales a los que un decreto del 10 de diciembre de 1936 les advertía que «no se volverá a tolerar, ni menos a proteger y subvencionar, a los envenenadores del alma popular». Muchos de ellos, además, fueron asesinados. «La finalidad de la depuración era inicialmente la destrucción de la obra escolar republicana, acabar con el laicismo, la coeducación, la organización democrática de la enseñanza y el espíritu de innovación pedagógica», afirma Santiago Vega Sombría. En su lugar se proponían implantar una educación reaccionaria, antiliberal, agresivamente nacionalista española y ultracatólica. La depuración de los maestros ―a los que se hacía responsables de la «caótica» situación de España― y de los enseñantes en general, se reguló en el Decreto 66 de 8 de noviembre de 1936 (aunque las depuraciones habían comenzado mucho antes por orden de las autoridades militares), en cuyo preámbulo se decía lo siguiente:

El hecho de que durante décadas el Magisterio en todos sus grados y cada vez con más raras excepciones haya estado influido y casi monopolizado por ideologías e instituciones disolventes, en abierta oposición con el genio y tradición nacional, hace preciso que en los solemnes momentos que atravesamos se lleve a cabo una revisión total y profunda en el personal de Instrucción Pública, trámite previo a una reorganización radical y definitiva de la enseñanza, extirpando así de raíz esas falsas doctrinas que con sus apóstoles han sido los principales factores de la trágica situación a que fue llevada nuestra patria.

Santiago Vega Sombría ha estudiado los expedientes de depuración de la provincia de Segovia. Fueron 703 los maestros afectados, de los que 184, es decir un 26,2 % del total, fueron sancionados y 518 fueron confirmados en sus cargos. De los 184 sancionados, 57 fueron dados de baja en el escalafón y separados del servicio; 45 fueron suspendidos de empleo y sueldo y trasladados forzosamente fuera de la provincia y 42 con la misma sanción, pero con el traslado forzoso dentro de la provincia; 20 fueron sancionados con la suspensión de empleo y sueldo e inhabilitación; y por último 21 fueron inhabilitados para cargos directivos y de confianza. «Los maestros depurados en la provincia de Segovia, un 25,2%, constituían la vanguardia del Magisterio, aquellos maestros deseosos de llevar las innovaciones pedagógicas a las escuelas».
Los profesores de los Institutos de Educación Secundaria y los de Universidad también fueron depurados. Uno de los expedientados fue el poeta Jorge Guillén, catedrático de Filosofía y Letras de la Universidad de Sevilla. Se le acusó de ser «simpatizante de las izquierdas», «militante de Acción Republicana», dar «conferencias en el Instituto Hispano-Cubano en unión de otros catedráticos militantes de izquierdas» y ser «de avanzada ideología en el orden político y religioso». En uno de los informes en que se basaban estas acusaciones se decía: «en Madrid fue del grupo vanguardista de intelectuales, en su mayoría de izquierdas. Casado con... hija de un hacendado judío, que se asegura que es masón. No tendría nada de particular que lo fuera el referido». En octubre de 1937 le llegó la sanción que, según Santiago Vega Sombría, no fue tan grave como se pudiera esperar, pues se redujo a la suspensión de empleo y sueldo por dos años e inhabilitación para cargos directivos y de confianza. Al año siguiente Jorge Guillén se exilió. Cruzó los Pirineos occidentales a pie y desde Francia embarcó hacia Estados Unidos. Allí declaró: «Soy demócrata liberal y me marché de España porque no podía tragar la dictadura».
Fuera de la Administración, determinadas profesiones como los abogados y los médicos también fueron objeto de depuraciones. Una de las más afectadas fueron los periodistas. En diciembre de 1937 se creó un tribunal de admisión en la Asociación de la Prensa, presidido por Luis Martínez de Galinsoga.

## La represión en Melilla, Ceuta, el Protectorado de Marruecos, Canarias y Baleares
En Melilla, Ceuta y el Protectorado español de Marruecos el jefe de la conspiración era el teniente coronel Juan Yagüe. El día 24 de junio recibió unas instrucciones del general Mola, El director, en las que volvía a insistir en el recurso a una violencia extrema para asegurar el triunfo de la sublevación: 

El movimiento ha de ser simultáneo en todas las guarniciones comprometidas, y desde luego, de una gran violencia. Las vacilaciones no conducen más que al fracaso.

Seis días después Yagüe recibió unas órdenes más específicas de Mola sobre cómo organizar la represión. Entre ellas figuraba: «detener a las autoridades españolas que sean sospechosas…»; «eliminar los elementos izquierdistas: comunistas, anarquistas, sindicalistas, masones, etc.»; «prohibir toda clase de manifestaciones, huelgas, reuniones públicas y privadas».
En Melilla el golpe, al mando del coronel Luis Soláns Labedán, triunfó en la tarde del 17 de julio. El general jefe de la plaza Manuel Romerales Quintero fue detenido y posteriormente fusilado. Tuvo más suerte el general Agustín Gómez Morato, jefe de las fuerzas militares en Marruecos, quien tras enterarse de la sublevación había cogido un avión en Larache y nada más aterrizar en Melilla fue detenido, pero le perdonaron la vida. El que sí fue fusilado inmediatamente fue el capitán Virgilio Leret Ruiz que había resistido a los insurrectos en la Base de Hidroaviones del Atalayón. Está considerado como el primer oficial leal a la República asesinado por los sublevados. Su esposa, la escritora y feminista de izquierdas Carlota O'Neill, fue detenida y le apartaron de sus dos hijas. Compartió la prisión con muchas esposas e hijas de republicanos que habían sido capturadas, torturadas y violadas por los falangistas ―a finales de septiembre para conmemorar la liberación del Alcázar de Toledo «sacaron» de la prisión a varias mujeres y no se supo más de ellas―. Carlota O’Neill fue juzgada por un tribunal militar que la condenó a seis años de prisión, por ser la esposa del capitán Leret y también por ser «subversiva» y hablar ruso.

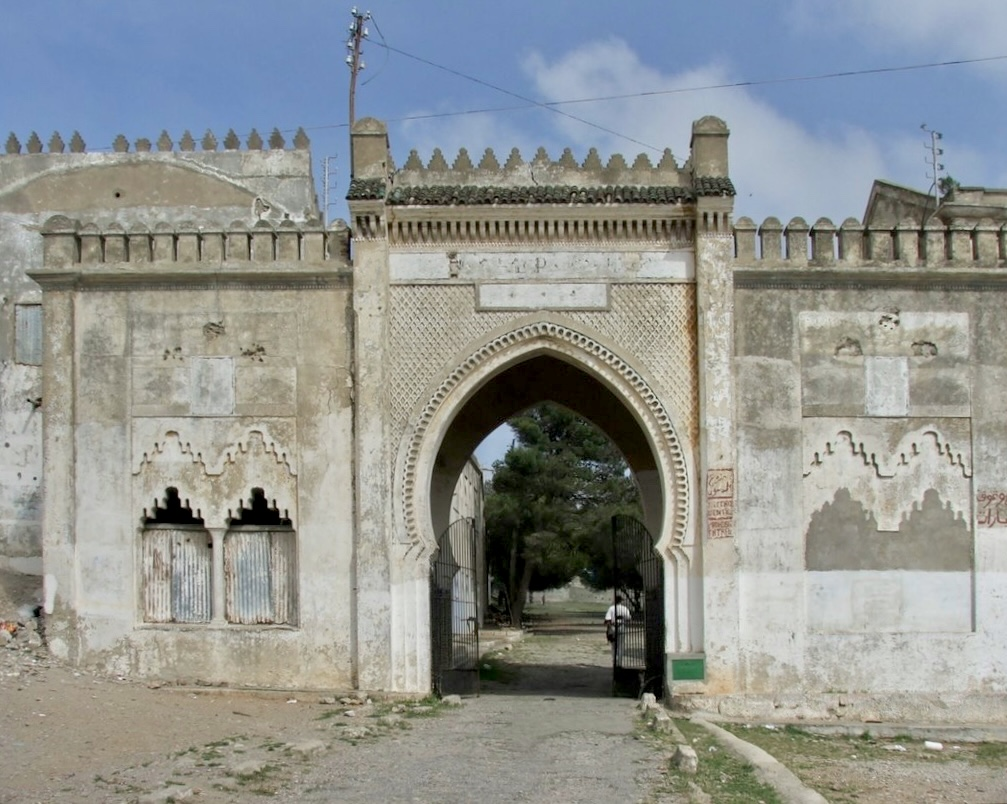
Entrada del antiguo cuartel de regulares en Tetuán.

En Ceuta y en Tetuán, capital de Protectorado, también triunfó la sublevación. En esta última ciudad fue detenido el alto comisario interino Arturo Álvarez-Buylla Godino, que sería ejecutado pocos meses después. Según Paul Preston, en la noche del 18 al 19 de julio fueron pasadas por las armas en Melilla, Ceuta y el Protectorado doscientas veinticinco personas. Durante el resto de la guerra murieron víctimas de la represión unas quinientas cincuenta personas más. Entre ellos el comandante Edmundo Seco Sánchez, ejecutado en Ceuta en junio de 1937 por haberse opuesto al golpe en Melilla el 17 de julio de 1936. Su hijo el historiador Carlos Seco Serrano, le dedicó su libro Militarismo y civilismo en la España contemporánea con las siguientes palabras: «A mi padre el comandante Edmundo Seco Sánchez. Su vida y su muerte fueron espejo del verdadero honor militar». En Tetuán los prisioneros civiles y militares fueron recluidos en el campo de concentración del Mogote. En agosto hubo un supuesto intento de fuga en el que murieron treinta y seis internos, «en su mayoría de antecedentes peligrosos y muy significados como hombres de acción», puesto que «fue necesario proceder con esa energía a fin de imponer el orden en los elementos perturbadores», según informó el general Orgaz al general Franco.

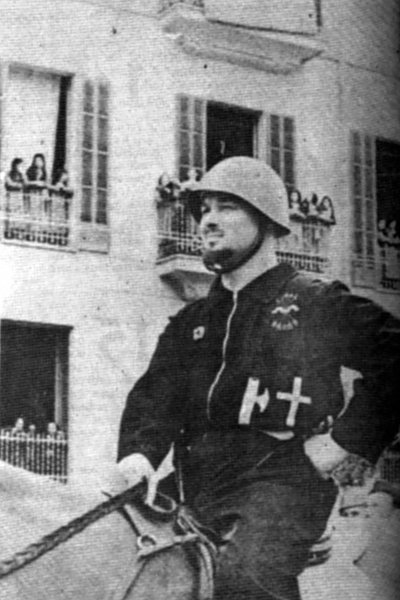
El conde Rossi desfilando a caballo en Palma de Mallorca en septiembre de 1936.

En Canarias el general Franco proclamó el 18 de julio en Las Palmas el estado de guerra en el archipiélago. Todos los edificios oficiales fueron tomados por los militares sublevados y los gobernadores civiles de las dos provincias fueron detenidos. En Las Palmas se declaró la huelga general, pero el intento de algunos grupos de obreros de llegar al Gobierno civil fue impedido por las fuerzas militares. En Santa Cruz de Tenerife, donde se encontraba el general Orgaz por haber sido desterrado allí por orden del gobierno, la resistencia obrera al golpe fue mayor y las tropas tuvieron que salir a la calle. Ese mismo día 18 de julio se dio a conocer en Tenerife un Manifiesto redactado por el general Franco en el que justificaba el alzamiento militar y que terminaba con vivas a España y al «honrado pueblo español». A mediodía el archipiélago canario estaba bajo el control de los sublevados. A las dos de la tarde de ese día había despegado de Gando el Dragon Rapide que iba a llevar al general Franco a Tetuán, la capital del Protectorado de Marruecos, a donde llegaría a las siete y media de la mañana del domingo 19 de julio, para hacerse cargo del mando de la sublevación en el norte de África. A pesar de que en Canarias no hubo muertos a manos de los republicanos, la represión de los sublevados causó la muerte a más de 2500 personas, 1000 en Las Palmas y 1600 en Tenerife. En Tenerife se habilitaron unos enormes almacenes de fruta, convirtiéndolos en lo que se conoció como Prisión de Fyffes, para retener a los presos republicanos y sindicalistas. Desde allí, los «patrulleros del amanecer» se los llevaban para arrojarlos al mar.

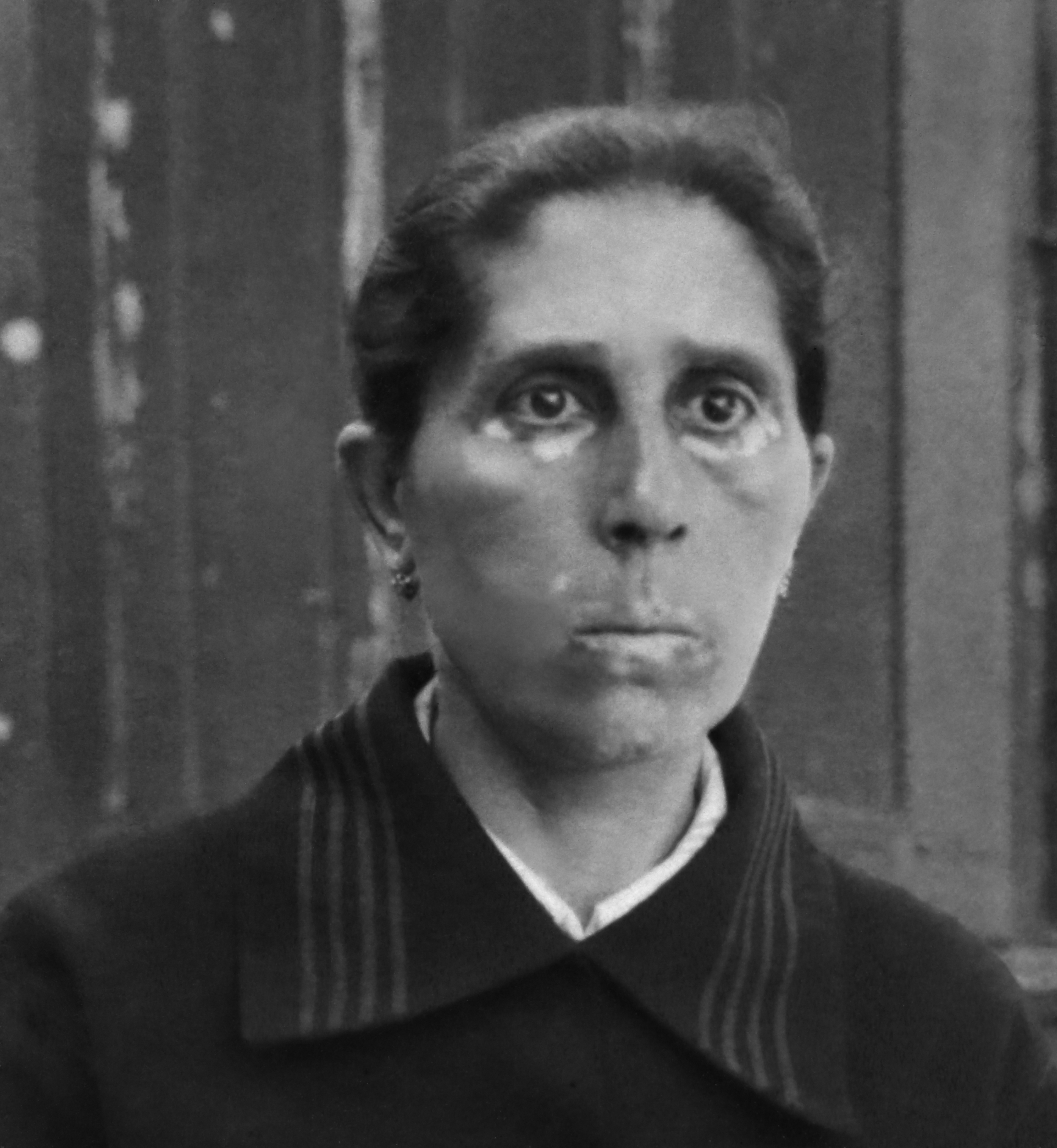
María García Sanchís, miliciana y tejedora fusilada en Manacor el 5 de septiembre de 1936

En las Islas Baleares el golpe triunfó sin apenas oposición en las islas de Mallorca y de Ibiza, pero fracasó en Menorca. En Mallorca fueron detenidos y encarcelados dirigentes y militantes de los partidos republicanos y de las organizaciones obreras que en su mayoría fueron ejecutados tras el fracasado intento de las fuerzas republicanas por recuperar Mallorca. La represión que se desató en la isla de Mallorca fue organizada por el jefe de las fuerzas italianas que habían repelido el desembarco republicano y que se hacía llamar el conde Rossi. El escritor católico Georges Bernanos que vivía en la isla quedó horrorizado por los asesinatos y dio testimonio de ello en su libro Los grandes cementerios bajo la luna publicado en 1938. Entre las víctimas se encontraban la comunista Aurora Picornell, conocida como La Pasionaria mallorquina, y que fue asesinada junto a otras cuatro mujeres, o el padre Jeroni Alomar, condenado a muerte por haber escondido y ayudado a fugarse a un cabo y a un soldado que no se habían incorporado a filas ―en el mismo consejo de guerra fue condenado a veinte años de prisión el también sacerdote Antoni Rosselló Sabater por ser amigo de Alomar―.
A mediados de febrero de 1937 fue sometido a un consejo de guerra Emili Darder, exalcalde republicano de Palma de Mallorca, acusado de ser «un elemento perturbador que azuzaba a los obreros contra los patronos», de pertenecer a Izquierda Republicana, de elevar «un telegrama de protesta a Madrid con motivo del atentado contra Jiménez de Asúa y en cambio no lo hizo cuando se asesinó al Sr. Calvo Sotelo» y de intervenir «en el movimiento soviético que se preparaba en Mallorca». Fue condenado a muerte y fusilado en el cementerio de Palma junto con el exdiputado socialista Alexandre Jaume, también acusado, absurdamente según Julián Casanova, de haber querido instaurar una república soviética en Mallorca, y el alcalde de Inca Antoni Mateu Ferrer.

## La represión del general Queipo de Llano

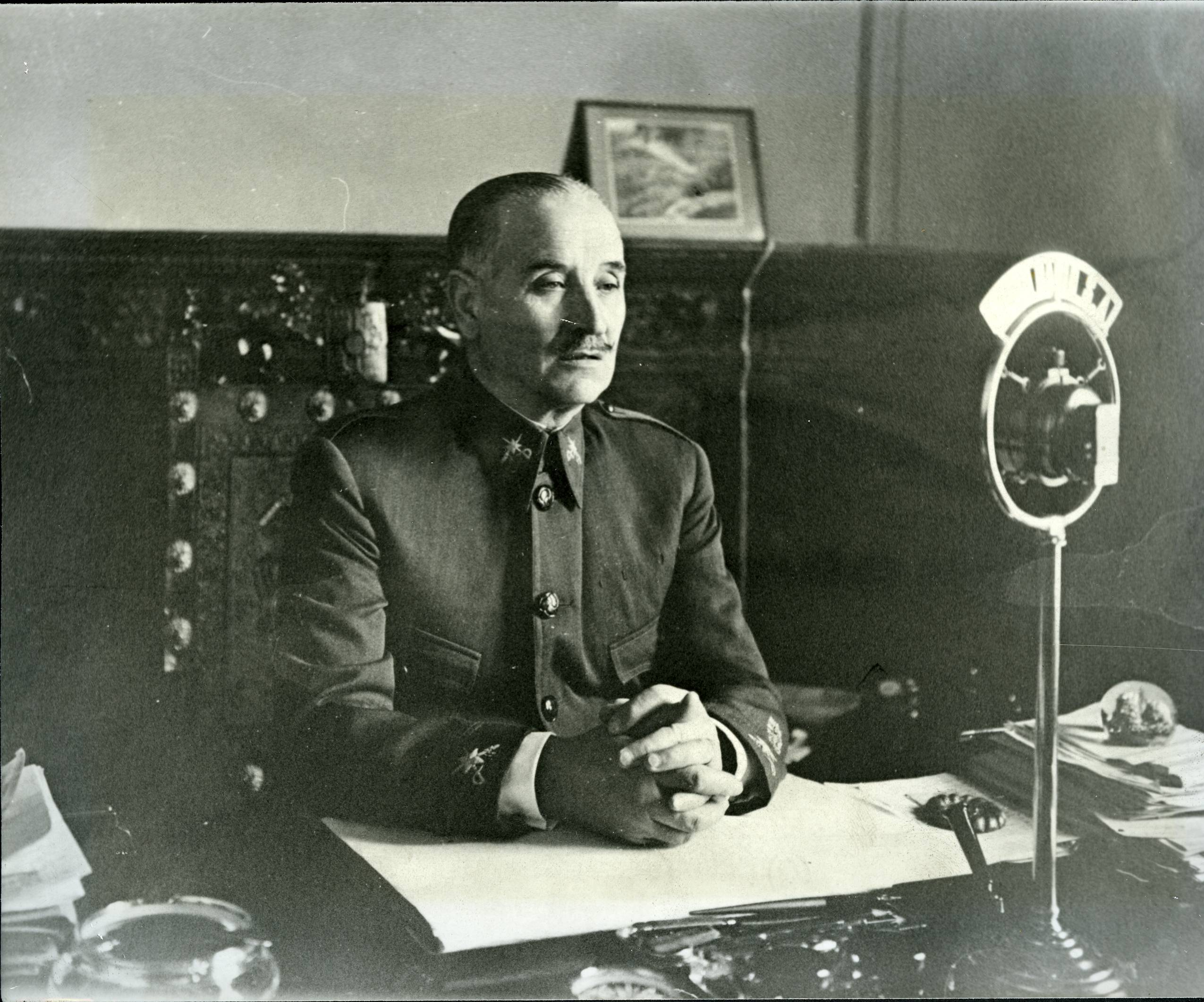
General Queipo de Llano.

El objetivo y el alcance de la represión desencadenada por el general Queipo de Llano quedaron claras en una de sus habituales emisiones radiofónicas:

El 80 por 100 de las familias de Andalucía ya están de luto. Pero no vacilaremos, tampoco, en adoptar medidas más rigurosas si hace falta para asegurarnos la victoria final. Seguiremos hasta el final y continuaremos nuestra labor hasta que no quede ni un solo marxista en España.

### Cádiz, Sevilla y Huelva
Cádiz fue la primera capital andaluza en la que se sublevó su guarnición al mando del general José López-Pinto Berizo. Fue en la madrugada del 18 de julio. López Berizo tras proclamar el estado de guerra liberó al general José Enrique Varela Iglesias, que a partir de ese momento se hizo cargo de las operaciones. A las fuerzas sublevadas se les unieron los falangistas y derechistas encabezados por el terrateniente José de Mora-Figueroa y Gómez-Imaz, marqués de Tamarón, y por su hermano Manuel Mora-Figueroa, oficial de la Armada y jefe de las milicias. El edificio del gobierno civil fue bombardeado pero el gobernador civil, Mariano Zapico Menéndez Valdés, y los guardias de asalto y varios centenares de obreros, pobremente armados, que lo defendían lograron resistir hasta la mañana del 19 de julio ―la llegada en la noche del 18 de un tabor de regulares procedente de Ceuta inclinó la balanza a favor de los sublevados―. Inmediatamente después fueron fusilados sin juicio la mayoría de los cargos municipales ―el alcalde, Manuel de la Pinta Leal, se salvó porque no se encontraba en la ciudad, pero dos meses después fue detenido en Córdoba y trasladado a Cádiz donde fue fusilado―. El resto de autoridades, como el gobernador civil y el presidente de la Diputación Francisco Cossi Ochoa, junto con los militares que se negaron a sumarse a la sublevación, fueron sometidos a consejos de guerra por «rebelión». Antes de que se celebrara ningún juicio el capitán de la Armada Tomás Azcárate García de Lomas fue objeto de una «saca» junto con el diputado socialista Rafael Calvo Cuadrado y el abogado del ayuntamiento Antonio Muños Dueñas. Los tres fueron fusilados por orden del general Gonzalo Queipo de Llano, jefe de los rebeldes en la zona sur.
La represión no se limitó a las autoridades, sino que los sublevados desataron una razia por toda la ciudad ―previamente habían cerrado el tómbolo que la unía al continente―. «Grupos de falangistas, guardias civiles y regulares procedieron al registro y el saqueo de viviendas. Se produjeron detenciones en masa de liberales e izquierdistas, masones y sindicalistas. A algunos los fusilaron directamente en la calle; a otros se los llevaron a la sede de Falange, en el casino, para someterlos a sádicas torturas. Los obligaron a beber aceite de ricino y alcohol industrial mezclado con serrín y miga de pan, y, por si el dolor abdominal no fuera suficiente, les propinaron brutales palizas. Se estableció el llamado “Tribunal de la Sangre”, que cada día seleccionaba a 25 detenidos para su ejecución», ha señalado Paul Preston. A lo largo de los meses siguientes fueron fusilados alrededor de seiscientos detenidos, mil en toda la guerra. El 4 de agosto el general Queipo de Llano conminó al general López-Pinto a que acabara de una vez «con todos los pistoleros y comunistas de esa [plaza]».
La razia que había sufrido la ciudad de Cádiz se extendió a toda la provincia, contando con la colaboración entusiasta de los terratenientes locales, cuyos hijos se habían afiliado a Falange o al Requeté y uno de cuyos objetivos era recuperar las tierras que habían sido ocupadas por los campesinos. En Alcalá de los Gazules, fueron fusilados el alcalde, los concejales y otros cincuenta vecinos. A este pueblo fueron llevadas para ser fusiladas en su mayoría personas de las localidades vecinas, donde se habían formado comités de defensa del Frente Popular que habían arrestado a derechistas. Sanlúcar de Barrameda logró resistir hasta el 21 de julio a la columna de regulares enviada desde Jerez de la Frontera por el comandante Salvador de Arizón Mejía, marqués de Casa Arizón, que había sublevado a la guarnición de la ciudad. Enseguida comenzaron los fusilamientos de personas vinculadas al Frente Popular y a las organizaciones obreras. Lo mismo ocurrió en Rota, tomada por la Guardia Civil y el grupo de falangistas y de derechistas de José de Mora-Figueroa, también conocido como el «Tercio Mora-Figueroa». Sesenta personas fueron fusiladas. El «Tercio Mora-Figueroa», compuesto por unos trescientos hombres, fue el que llevó a cabo la represión en Arcos de la Frontera, causando ochenta y seis muertes, y en otras localidades como Villamartín, con el apoyo de la columna de regulares comandada por el capitán Mariano Gómez de Zamalloa. Allí fueron torturadas y asesinadas muchas personas, entre ellas varios adolescentes y ancianos cuyos padres o hijos habían conseguido escapar. Entre julio de 1936 y febrero de 1937 fueron ejecutadas en Villamartín ciento veinte hombres y nueve mujeres.

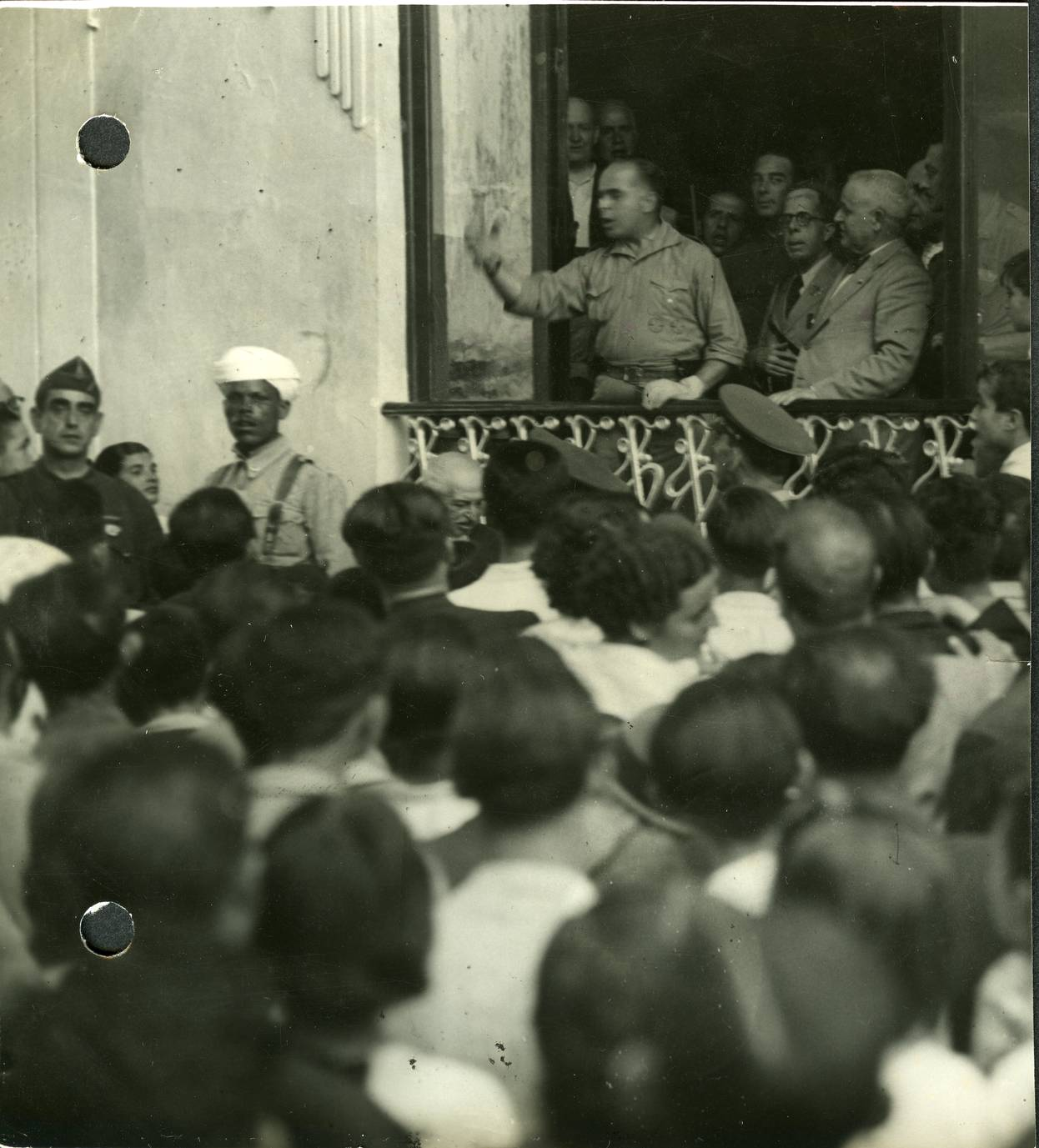
El general Varela arengando a civiles y a militares en Sevilla (3 de septiembre de 1936). El general Varela dirigió la sublevación en Cádiz.

En Alcalá del Valle también actuó el «Tercio Mora-Figueroa», esta vez con el apoyo de veinte guardias civiles. Allí fusilaron a veintiséis hombres y cuatro mujeres, después de torturarlos. En Benamahoma la represión fue llevada a cabo por el grupo falangista conocido como los «Leones de Rota», al mando de Fernando Zamacola. Al asesinato de más de cincuenta personas se sumó el robo de propiedades y las humillaciones, los abusos sexuales y las violaciones a mujeres cuyos maridos habían sido fusilados o habían huido. En Ubrique fueron ejecutadas al menos ciento cuarenta y nueve personas. Muchas de ellas habían regresado al pueblo desde la sierra donde se habían refugiado creyéndose la promesa de que los que no tuvieran las manos manchadas de sangre no tenían nada que temer, entre ellas el alcalde de Izquierda Republicana Manuel Arenas Guerrero, que fue torturado y obligado a entregar el dinero que tenía antes de ser fusilado. El total de víctimas de la represión de los sublevados en la provincia de Cádiz, incluida la capital, se estima en más de tres mil.
Los que perpetraron los asesinatos en la ciudad de Cádiz y en su provincia alegaron que habían «aplicado el bando de guerra» proclamado en Sevilla por el general Gonzalo Queipo de Llano el 18 de julio. Por su parte, el escritor monárquico José María Pemán los justificó desde Radio Jerez, comparando a la clase trabajadora de izquierdas con las «hordas de bárbaros invasores» del año 711:

La Guerra con su luz de fusilería nos ha abierto los ojos a todos. La idea de turno político ha sido sustituida para siempre por la idea de exterminio y expulsión, única válida frente a un enemigo que está haciendo en España un destrozo como jamás en la Historia nos lo causó ninguna nación invasora.

En Sevilla cuatro mil hombres al mando del general Gonzalo Queipo de Llano ―aunque el verdadero cerebro de la conspiración fue el comandante José Cuesta Monereo― se hicieron con el control del centro de la ciudad el sábado 18 de julio, contando con la pasividad del general jefe de la II División Orgánica José de Fernández Villa-Abrille y su estado mayor, a pesar de las reiteradas peticiones para que actuara por parte del gobernador civil José María Varela Rendueles ―este fue condenado a muerte pero la pena le fue conmutada por la de treinta años de prisión―. Al día siguiente se presentó en Sevilla el comandante Antonio Castejón Espinosa al frente de treinta legionarios, a los que se unieron ciento cincuenta hombres más entre falangistas, requetés y guardias civiles. Con estas fuerzas Castejón inició la toma de los barrios populares de Triana, La Macarena, San Julián y San Marcos donde los militantes de las organizaciones obreras estaban preparados para hacer frente al golpe. Contó con el apoyo de la artillería y de la aviación que bombardearon los barrios obreros, causando muchos muertos. Una vez ocupados muchos hombres y mujeres, e incluso niños, fueron pasados por las armas. Sus cadáveres aún estaban por las calles cuando el nuevo alcalde de Sevilla nombrado por Queipo de Llano, el falangista Ramón de Carranza, ordenó a los supervivientes, en su mayoría mujeres y niños, que limpiaran las fachadas de las casas para quitar las consignas republicanas y antifascistas que había en ellas. Una mujer recordó así los días que siguieron a la ocupación del barrio obrero donde vivía:

Pasamos cinco días sin salir de casa para nada... Había fusilamientos en el paredón, justo delante de donde vivíamos. Pero yo no los vi. Algunos se despertaban por la mañana para ver a quién habían matado. Los dejaban allí dos o tres horas para que la gente los pudiera ver... Los camiones cargados de gente en dirección al cementerio también bajaban por mi calle... Pero tampoco queríamos verlos. Cuando sonaban los disparos por la noche nos tapábamos los oídos.

El encargado de dirigir la represión posterior fue el capitán Manuel Díaz Criado, nombrado el 24 de julio por Queipo de Llano delegado militar gubernativo de Andalucía y Extremadura con poderes ilimitados, quien junto con su mano derecha, el sargento de la Guardia Civil José Rebollo Montiel ―encargado de las torturas y de los interrogatorios―, llevó a cabo su misión, según Paul Preston, de forma brutal, arbitraria y despiadada ―y también corrupta pues excarcelaba a los detenidos a cambio de dinero o de los favores sexuales de las mujeres que acudían a él para pedir su liberación―. Vació barrios enteros de hombres para llevarlos a las cárceles o al barco-prisión Cabo Carvoeiro y a la mayoría los fusilaba sin juicio ―como al antiguo alcalde republicano de Sevilla José González Fernández de Labandera, el líder andalucista Blas Infante, el diputado socialista Manuel Barrios Jiménez, el presidente de la Diputación Provincial José Manuel Puelles de los Santos y el alcalde de Sevilla Horacio Hermoso Araujo―. Cuando no encontraban a quien buscaban encarcelaban a sus familias o a veces las asesinaban, como fue el caso de la madre de 72 años del comunista Saturnino Barneto Atienza que había logrado huir a zona republicana. Fueron tantas las atrocidades cometidas por Díaz Criado que el jefe del aparato de propaganda de Queipo de Llano, Antonio Bahomonde acabó dimitiendo. «En una hora, y a veces en menos tiempo, despachaba los expedientes; firmaba las sentencias de muerte ―unas sesenta diarias― sin tomar declaración a los detenidos la mayoría de veces. Para acallar su conciencia, o por lo que fuere, estaba siempre borracho… Él decía que, puesto en el tobogán, le daba lo mismo firmar cien sentencias que trescientas, que lo interesante era “limpiar bien a España de marxistas”», escribió Bahamonde. Díaz Criado estuvo en el cargo hasta noviembre de 1936. Le sustituyó el comandante de la Guardia Civil Santiago Garrigós Bernabeu que continuó con la represión. Díaz Criado utilizaba la clave X-2 con la que los militares sublevados se referían a la pena de muerte. Así, cuando en un expediente de un detenido escribía X-2 eso significaba que debía ser asesinado inmediatamente. Asimismo se elaboraron «listas X-2» que Díaz Criado entregaba a la brigada de ejecuciones de Falange que se encargaba de asesinar a los que aparecían en ella. En Sevilla funcionó una «checa azul» instalada en el edificio de los jesuitas en la calle de Jesús del Gran Poder.

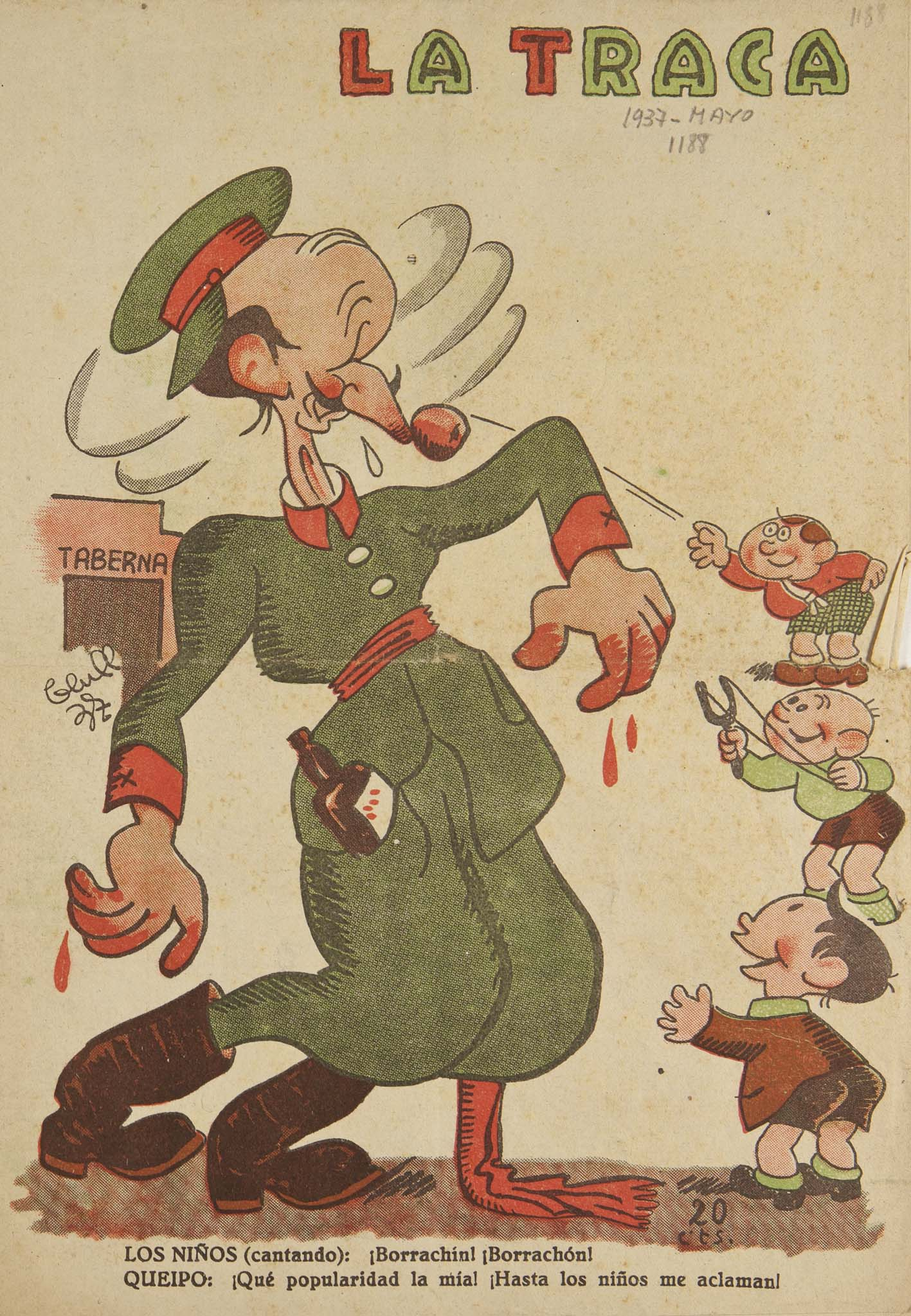
Portada de la revista satírica republicana La Traca en la que aparece una caricatura del general Queipo de Llano borracho. En el bando republicano estaba muy extendida la idea de que Queipo de Llano cuando daba sus habituales charlas radiofónicas estaba borracho. Un poema que Rafael Alberti le dedicó abundó en esta idea. Uno de sus versos decía: «Que el vino corra al encuentro / de un libertador de España». Por su parte el historiador británico Michael Richards afirma que Queipo realizaba «sus amenazadoras y enajenadas emisiones radiofónicas desde Sevilla en pleno estado de embriaguez».

De Sevilla salieron varias columnas para ocupar el resto de la provincia, donde en muchas localidades al conocer lo que había sucedido en la capital se habían formado comités de defensa integrados por los partidos y organizaciones del Frente Popular. El cometido de estas columnas ya lo había concretado de forma brutal el día 23 de julio el general Queipo de Llano en uno de sus discursos radiofónicos: «Estamos decididos a aplicar la ley con firmeza inexorable: ¡Morón, Utrera, Puente Genil, Castro del Río, id preparando sepulturas! Yo os autorizo a matar como a un perro a cualquiera que se atreva a ejercer coacción ante vosotros; que si lo hiciereis así, quedaréis exentos de toda responsabilidad». Otra parte del discurso no fue reproducido por la prensa por considerarlo demasiado bárbaro ―lo que ocurrió en bastantes ocasiones por orden expresa de la censura para no dañar la imagen del bando sublevado en el extranjero―: «Nuestros valientes Legionarios y Regulares han demostrado a los rojos cobardes lo que significa ser hombre de verdad. Y, a la vez, a sus mujeres. Esto es totalmente justificado porque estas comunistas y anarquistas predican el amor libre. Ahora por lo menos sabrán lo que son hombres de verdad y no milicianos maricones. No se van a librar por mucho que berren y pataleen». En otros discursos radiofónicos se ocupó de exagerar «hasta extremos delirantes», según Paul Preston, los supuestos «desmanes» y el «terror rojo» que según él se habían producido en ciertas localidades para de esa forma justificar la brutal represión de sus columnas, negando al mismo tiempo que hubieran cometido ningún crimen. Un ejemplo puede ser el discurso radiofónico siguiente:

Nosotros podremos fusilar a alguno que cometiera esos crímenes; pero no puede nadie en absoluto probar que se ha cometido, en ningún pueblo, en ninguna parte, la villanía de asesinar a una sola persona. […] Es decir, que nosotros lo hemos hecho siguiendo las indicaciones del bando, y no por el capricho de matar como ellos, que lo hacen con la mayor crueldad, quemando seres vivos, arrojándolos en los pozos que luego dinamitan, sacándoles los ojos, cortándoles los pechos a las mujeres.

La columna principal fue la que dirigió el comandante Antonio Castejón Espinosa, quien ya se había distinguido por la represión en los barrios obreros de Sevilla. Tomó Alcalá de Guadaira, Arahal, Morón de la Frontera, La Puebla de Cazalla, Écija, Osuna, Estepa y La Roda para alcanzar la localidad cordobesa de Puente Genil. En Alcalá de Guadaira la derecha local perpetró una terrible venganza y ciento treinta y siete personas fueron asesinadas, cincuenta y nueve de ellas en la propia localidad y el resto en Sevilla ―el propio Castejón mató al jefe de la Policía Local, según el testimonio de su hijo―. En Arahal, las atrocidades perpetradas por los republicanos ―el ayuntamiento fue incendiado con veintitrés derechistas detenidos dentro, muriendo todos ellos―, fueron respondidas con creces al desatarse una ola de violencia indiscriminada: fueron asesinados cerca de doscientos vecinos, incluido el alcalde socialista que había intentado impedir la «violencia revolucionaria». Lo mismo ocurrió en Morón de la Frontera. El general Queipo de Llano en uno de sus discursos radiofónicos dijo: «En Morón se ha hecho un escarmiento, que supongo impresionará a los pueblos que aún tienen la estulticia de creer en el marxismo y en la esperanza de podernos resistir». Igual de dura fue la represión en La Puebla de Cazalla a pesar de que allí no había muerto ningún derechista. Más de cien vecinos fueron asesinados y sus casas saqueadas.
La amenaza de Queipo de Llano también se cumplió en la localidad cordobesa de Puente Genil, donde el comité revolucionario había desencadenado una represión brutal que causó la muerte de ciento quince personas, entre ellas diez sacerdotes, tras haber conseguido derrotar a las fuerzas de la guardia civil, de falangistas y de derechistas que habían intentado hacerse con el poder en la población ―en los enfrentamientos armados habían muerto trescientos miembros de las organizaciones obreras, de ellos cincuenta y dos rehenes fusilados por la Guardia Civil, y veintiún guardias civiles―. Cuando la localidad fue finalmente tomada por la columna de Castejón, apoyada por otras unidades como la columna de Ramón de Carranza, se desató una represión indiscriminada ―«se castigó de firme», reconoció el propio comandante Castejón―. Solo el primer día fueron fusiladas quinientas personas. En los meses siguientes otras mil personas fueron asesinadas. Los muertos víctimas de la columna de Castejón que fueron inscritos en los registros civiles lo hicieron con fórmulas que ocultaban la verdad, como les ocurrió a los siete asesinados de Castilleja de los que se hizo constar: muertos «en colisión con la fuerza del Ejército».

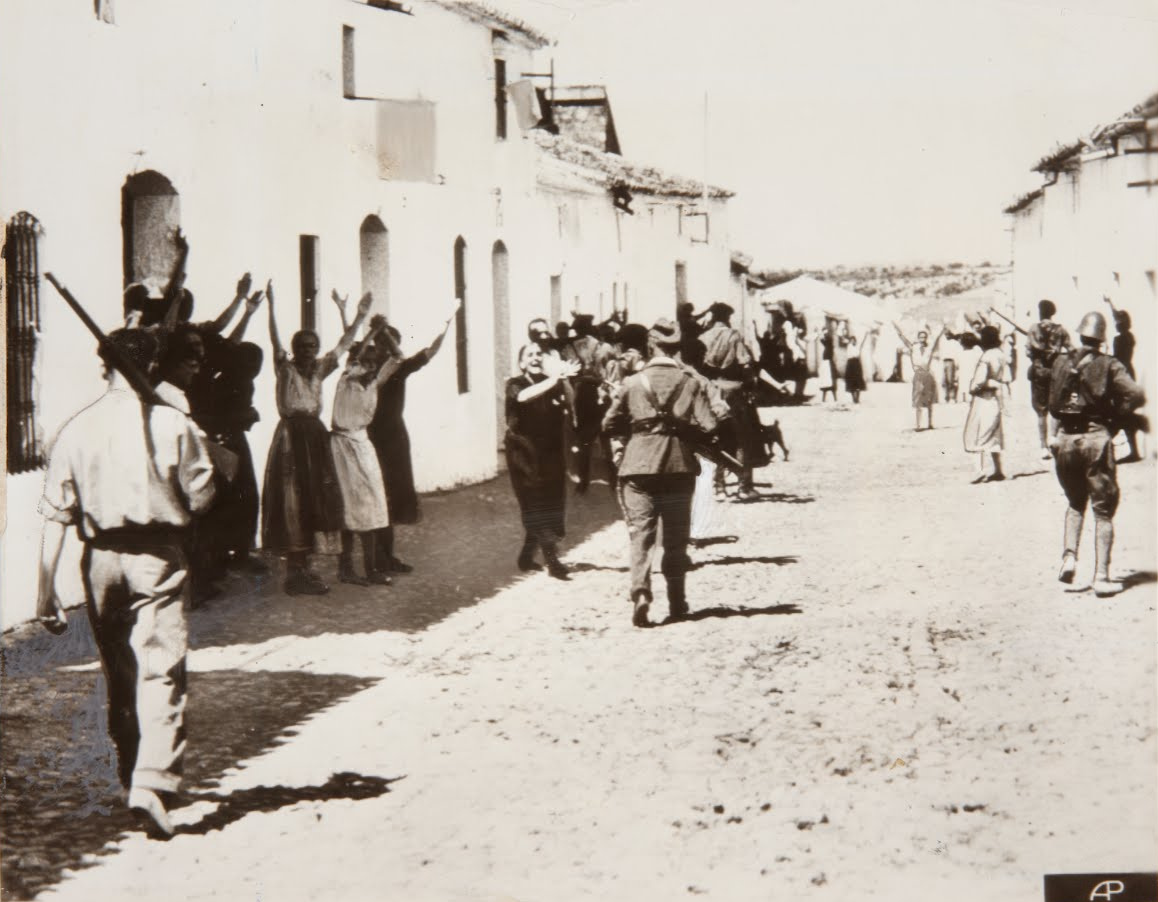
Mujeres de Constantina implorando a los sublevados piedad para los prisioneros en 1936.

El comandante Castejón fue llamado por el general Franco para que mandara una de las tres columnas de la campaña de Extremadura, por lo que el resto de localidades de la provincia de Sevilla que aún no habían caído en manos de los sublevados fueron tomadas por otras columnas. Fue el caso de Lora del Río, donde habían sido asesinados noventa derechistas, entre ellos dos sacerdotes y veinte guardias civiles. Fue tomada el 8 de agosto y enseguida «las tropas salvadoras hicieron ejemplar justicia», según informó el diario ABC de Sevilla. La «ejemplar justicia» consistió en el fusilamiento en las tapias del cementerio de cerca de trescientos trabajadores ―incluidas mujeres; dos embarazadas― tras ser sometidos a una farsa de juicios. En Constantina el asesinato de ciento dos derechistas que habían apoyado el golpe fue vengado con la muerte de trescientos vecinos, mientras otros tres mil abandonaban el pueblo ―cuando al finalizar la guerra muchos volvieron, cuarenta y dos de ellos fueron ejecutados tras someterlos a un consejo de guerra y quince murieron en prisión―. Algo similar ocurrió en Cazalla de la Sierra, donde el comité revolucionario había fusilado a cuarentaiún civiles y a veintitrés guardias civiles tras fracasar el primer intento de toma de la localidad por las fuerzas sublevadas. En represalia setenta y seis vecinos fueron fusilados.
En Tocina el mismo día de la ocupación más de treinta hombres fueron llevados a un paredón y ametrallados en aplicación del «bando de guerra». En Dos Hermanas una parte de los detenidos fueron llevados a Sevilla donde fueron asesinados en sucesivas «sacas». Las muertes de veintinueve de ellos quedaron sin anotar en el registro civil, por lo que quedaron como «desaparecidos». Otros cinco fueron juzgados en consejo de guerra y ejecutados, por lo que sí quedó constancia escrita de su muerte. Lo mismo sucedió con los que sobrevivieron a la matanza y luego fueron juzgados. En Écija fueron asesinadas doscientas setenta y cuatro personas. Algunos de las ejecuciones fueron públicas y a ellas acudieron los vecinos porque eran un «acto patriótico». En Brenes actuó el sargento de la Guardia Civil Francisco Cuevas Rodríguez que también acosó a las mujeres del pueblo, incluidas las casadas. Sería condenado en un consejo de guerra a veinte años de cárcel por esta razón y no por los asesinatos que cometió. En Castilblanco de los Arroyos la represión la dirigió el jefe local de Falange, Fernando Escribano.
En Carmona el primer intento de ser tomada la localidad por una compañía de regulares fracasó y el Comité de Defensa tomó una serie de represalias ―diciséis derechistas fueron detenidos y uno fue asesinado cuando intentaba escapar―. Queipo de Llano exageró lo ocurrido en uno de sus discursos radiofónicos que acabó con la siguiente amenaza: «En Carmona se han realizado hechos que merecen ejemplares castigos, y yo he de imponerlos de tal modo que hagan época y que Carmona se acuerde por mucho tiempo de los Regulares». Cuando la localidad fue finalmente ocupada por las fuerzas rebeldes la amenaza se cumplió: solo el primer día doce vecinos fueron asesinados, incluido el teniente de la Guardia Civil que se había sumado al Comité de Defensa. En los cuatro meses siguientes fueron ejecutados sin juicio doscientos hombres y dieciséis mujeres en «aplicación del bando de guerra». El cura párroco protestó por tantos asesinatos, pero los terratenientes locales lo acallaron con amenazas. Por otro lado, muchas mujeres sufrieron todo tipo de humillaciones públicas. Más lejos se llegó aún en Fuentes de Andalucía donde cuatro mujeres muy jóvenes fueron violadas y después fusiladas y echadas a un pozo. Previamente los falangistas habían asesinado al alcalde y a tres concejales comunistas, lo que dio paso a más asesinatos y al saqueo de las viviendas de los detenidos y de los ejecutados. En la provincia de Sevilla murieron 12 507 personas víctimas de la represión, de las cuales cuatrocientas setenta y siete fueron mujeres. Muchas de estas muertes no fueron inscritas en los registros civiles, por lo que quedaron como «desaparecidos».
En la ciudad de Huelva el golpe fracasó y las autoridades republicanas decidieron enviar una columna de auxilio hacia Sevilla compuesta por guardias civiles, carabineros y guardias de asalto, a la que se uniría la columna minera de Riotinto. El mando se confió al comandante de la Guardia Civil Gregorio Haro Lumbreras pero este cuando llegó a Sevilla se unió a los sublevados y le tendió una emboscada a la columna de los mineros. Murieron 28 y 68 fueron hechos prisioneros ―estos fueron sometidos a finales de agosto a un consejo de guerra por «rebelión» y fusilados en seis grupos por distintos puntos de Sevilla para que sirvieran de escarmiento; los cadáveres permanecieron en las calles durante horas para aterrorizar aún más a la población―.
Tras la emboscada a los mineros partieron de Sevilla varias columnas en dirección a Huelva que fueron tomando por el camino los pueblos que encontraron a su paso. Una estaba formada por requetés y a su frente estaba el comandante retirado Luis Redondo. Otra, integrada por falangistas hijos de terratenientes como Rafael Medina y Villalonga y mandada por el recién nombrado alcalde de Sevilla el también falangista Ramón de Carranza, actuó sobre todo en la comarca del Aljarafe, donde fue recuperando las fincas ocupadas por las colectividades campesinas y enviando a Sevilla a muchos de sus miembros para ser encarcelados y fusilados, cuando no los asesinaban allí mismo haciéndoles cavar sus propias tumbas al grito de: «¿No pedíais tierra? Pues la vais a tener, ¡y para siempre!». La columna de Carranza entró en la provincia de Huelva por Almonte y en Rociana del condado continuaron la represión que como en otras ocasiones incluyó las humillaciones a las mujeres. En sus discursos radiofónicos Queipo de Llano elogió a la columna de Carranza por su «labor eficacísima en la pacificación de los pueblos». El cónsul portugués en Sevilla, por su parte, informaba a su gobierno que «no ha quedado vivo un solo comunista rebelde, porque los han fusilado a todos en la plaza mayor». Finalmente, la ciudad de Huelva fue tomada el 29 de julio. Se apresó a unos 400 milicianos que la habían defendido y muchos de ellos fueron inmediatamente fusilados y sus cadáveres arrojados en las cunetas. Las autoridades civiles y militares republicanas que no habían conseguido huir ―en un barco con destino a Casablanca― fueron acusadas de «rebelión» y juzgadas en un consejo de guerra en el que testificó en su contra el comandante Haro Lumbreras, nombrado por Queipo de Llano gobernador civil y militar de la provincia. Fueron condenados a muerte y fusilados el 4 de agosto el gobernador civil Diego Jiménez Castellano y los mandos de la Guardia Civil y de los Carabineros.
Una vez tomada Huelva las columnas procedieron a ocupar el resto de la provincia. Lepe, Isla Cristina y Ayamonte ―el alcalde republicano consiguió escapar pero fue localizado dos años después; trasladado al pueblo fue paseado por las calles entre golpes e insultos hasta que fue sentado en la plaza principal y asesinado por un tiro en la nuca― fueron tomadas por la columna de Carranza y las personas que detuvieron fueron asesinadas camino de la capital. La columna de Carranza también participó en la toma de La Palma del Condado, junto con la columna del comandante Antonio Castejón. De la ocupación de los pueblos situados al este y al norte, incluyendo la zona minera de Riotinto, se encargó la columna carlista al mando de Luis Redondo, que llevó a cabo fusilamientos indiscriminados. Cuando llegó a El Campillo, al encontrarlo vacío, Redondo ordenó que lo incendiaran. En la vecina Nerva fueron ejecutadas doscientas ochenta y ocho personas y en Aroche ciento cuarenta y tres vecinos, entre ellos diez mujeres. La represión en El Cerro de Andévalo fue aún mayor, según Paul Preston, debido a la dura resistencia que había ofrecido.
En el sur la represión fue llevada a cabo por falangistas llegados de Huelva como en Moguer donde ejecutaron a 146 personas y saquearon las casas de los republicanos y violaron a sus mujeres. En Palos de la Frontera fueron asesinados 30 vecinos. Según Paul Preston, la represión que practicaron los sublevados en Huelva «respondió a un plan de exterminio perfectamente diseñado. En 75 de los 78 municipios onubenses se ejecutó a un total de 6019 personas», mientras que el número de muertos por la represión republicana ascendió a cuarenta y cuatro en nueve localidades. Muchas de las víctimas de la represión en Huelva quedaron sin registrar por lo que constaron como «desparecidos». Lo sucedido en Huelva demuestra, según Javier Rodrigo, la falsedad de la propaganda y la historiografía franquistas de que la violencia de los sublevados era un reacción a posteriori a la violencia de los republicanos: «en Huelva, la violencia revolucionaria acabó con 145 personas. La supuesta violencia "reactiva" se llevó por delante a 5455 personas en toda la provincia».
Entre agosto de 1937 y enero de 1938 se recrudeció la represión en la provincia de Huelva como represalia a las acciones de los huidos y de los guerrilleros de la sierra del norte de la provincia. Así muchos pueblos onubenses, como Valverde del Camino o Aroche ―la comarca de esta última localidad fue declarada zona de guerra por el general Queipo de Llano―, vivieron una segunda etapa de represión, como la del verano y el otoño de 1936. Junto a los consejos de guerra sumarísimos, volvieron los fusilamientos extrajudiciales en las cunetas y en las tapias de los cementerios en aplicación de «bando de guerra». En total se calcula que hubo 600 víctimas mortales ya que no sólo se ejecutó a los huidos y a los que les podían haber ayudado, sino que se aprovechó la ocasión para acabar con numerosas personas de izquierdas que habían sobrevivido a la primera ola represiva. Así contó el párroco de Aroche lo que sucedió en su localidad:

El día 10 de agosto al detener a uno que se sabía que estaba en combinación con los rojos, el cual cuando era conducido quiso escaparse, por lo que fue preciso aplicarle el bando de guerra [ejecutarlo sin juicio]; poco después se le aplicaba a otro que se escapó de la cárcel. El día 21 del mismo mes, a la una de la madrugada, se le aplicó también el bando de guerra a 28 hombres, que según se decía estaban complicados en un complot para facilitarle a los rojos la entrada en el pueblo. El día 29 se aplicó a cuatro hombres y cuatro mujeres, el día 13 de septiembre a dos hombres, el día 20 a un hombre, el 27 de octubre a dos hombres y tres mujeres y el día 14 de enero de 1938 a un hombre.
A partir de esa fecha comenzó a mejorar la situación, pues los rojos tuvieron un encuentro con las fuerzas nacionales, a los que se les hicieron muchas bajas y se vieron precisados a abandonar la tierra y los pocos del pueblo que se quedaron se fueron cazando poco a poco, hasta que quedó completamente limpio y así renació la calma y se pudieron emprender de nuevo las faenas del campo; calma y tranquilidad que aún perdura cuando se termina de escribir esto.

### Córdoba, Granada y Málaga
En Córdoba la sublevación dirigida por el mando militar de la ciudad, el coronel Ciriaco Cascajo triunfó el 18 de julio sin encontrar mucha resistencia. De la represión se encargó el comandante de la Guardia Civil Bruno Ibáñez («Don Bruno») llegado desde Sevilla por orden de Queipo de Llano. Enseguida comenzaron los fusilamientos en los campos y caminos cercanos a la ciudad y en el cementerio. Además de las autoridades municipales, incluido el alcalde Manuel Sánchez-Badajoz, y los líderes republicanos fueron ejecutados cinco diputados a Cortes ―cuatro socialistas: Antonio Acuña Caballar, Antonio Bujalance López, Luis Dorado Luque y Vicente Martín Romera; y un comunista Bautista Garcés Granell― y el fiscal de la Audiencia Provincial, Gregorio Azaña Cuevas, sobrino del presidente de la República Manuel Azaña. El periodista de izquierdas Joaquín García-Hidalgo murió en la cárcel por un coma diabético inducido por sus carceleros al obligarle a tomar azúcar a pesar de que padecía esa enfermedad.
Fuera de la capital, en Lucena, donde actuó el Escuadrón de Caballistas Aracelitanos formado por terratenientes, fueron ejecutados ciento dieciocho hombres y cinco mujeres. En Baena, donde se había proclamado el comunismo libertario, los rebeldes cometieron «una de sus mayores atrocidades», en palabras de Paul Preston. Los prisioneros fueron obligados a tumbarse boca abajo en medio de la plaza y allí el comandante del puesto de la Guardia Civil, el teniente Pascual Sánchez Ramírez, les fue disparando uno por uno en la cabeza, mientras le iban trayendo más detenidos para sustituir a los ejecutados ―Sánchez Ramírez dos meses después fue condecorado por el jefe de las fuerzas que habían tomado la localidad, el comandante Eduardo Sáenz de Buruaga―. En respuesta, los milicianos que se habían refugiado en el asilo de San Francisco asesinaron a los ochenta rehenes que retenían con ellos. Cuando el asilo fue tomado por las fuerzas sublevadas y descubrieron los cadáveres fusilaron en masa a todos los prisioneros. En total se calcula que setecientas personas fueron asesinadas por los sublevados. A sus mujeres las violaron y las sometieron a toda clase de humillaciones y abusos. El general Queipo de Llano justificó lo que había sucedido en uno de sus discursos radiofónicos como el resultado de la «indignación» que provocaron en las tropas los «horrores» y «crímenes monstruosos» que se habían producido en el pueblo. Por su parte el escritor monárquico José María Pemán, tras referirse a «esta contienda magnífica que desangra España», afirmó que lo sucedido en Baena era «como quema de rastrojos para dejar abonada la tierra de la cosecha nueva. Vamos a tener, españoles, tierra lisa y llana para llenarla alegremente de piedras imperiales». Por último, el diario ABC de Sevilla publicó: «Es seguro que el pueblo de Baena no olvidará nunca ni el cuadro de horror con tantos asesinatos allí cometidos, ni tampoco la actuación de la fuerza llegada al mismo».

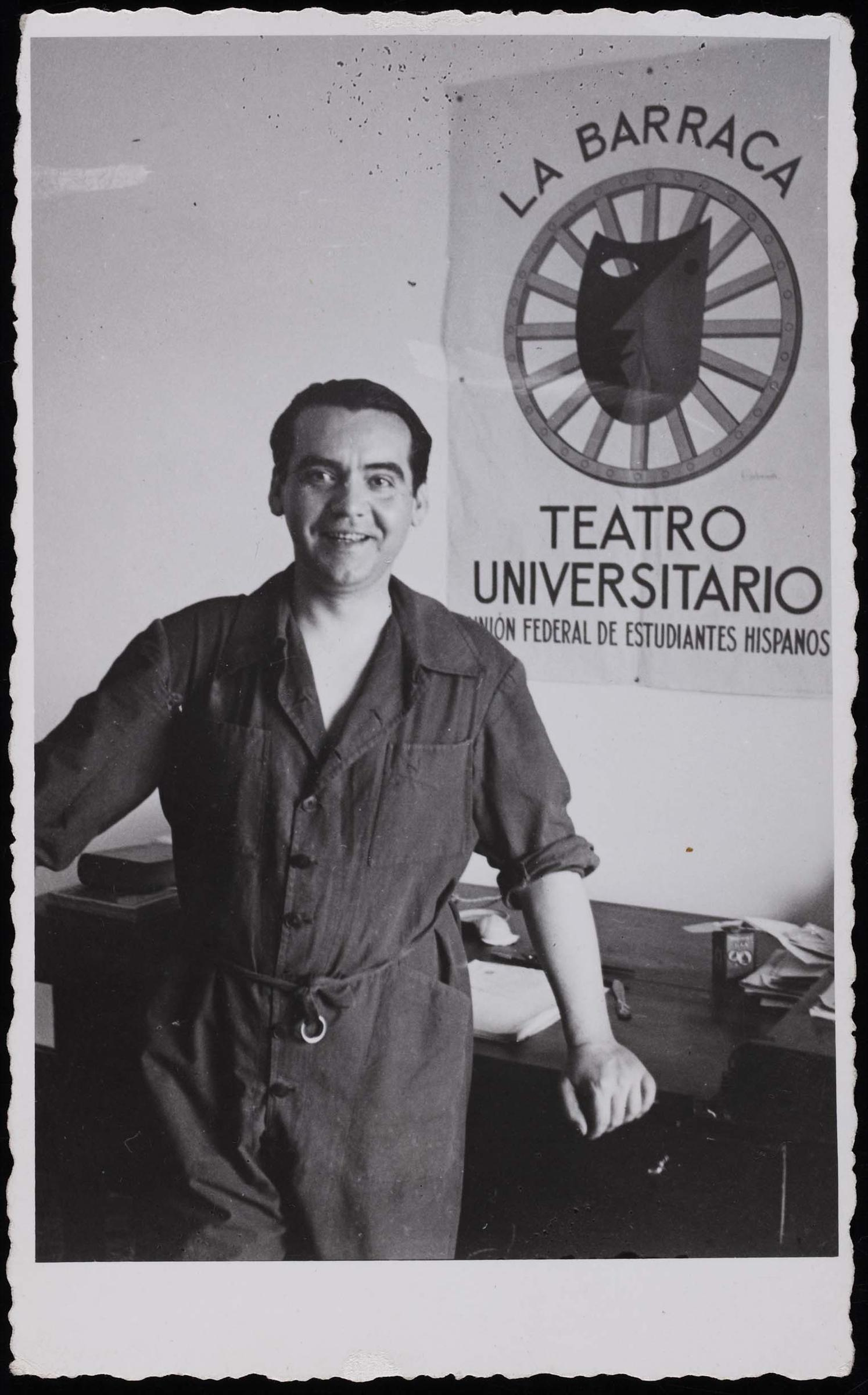
El poeta Federico García Lorca junto a un cartel de su grupo de teatro La Barraca. Fue asesinado el 18 de agosto de 1936.

En la ciudad de Granada la sublevación triunfó el día 20 de julio y el general Miguel Campins, jefe de la región militar, fue detenido por no haber secundado el golpe y haberse negado a proclamar el estado de guerra ―sería conducido a Sevilla, juzgado por «rebelión» y fusilado el 16 de agosto―. La resistencia al golpe se concentró en el barrio del Albaicín que cayó tres días después. Sin embargo, la ciudad quedó rodeada de fuerzas leales porque en el resto de la provincia de Granada no triunfó la sublevación. En auxilio de la ciudad sitiada acudió una columna comandada por el general Varela que llegó a Loja el 18 de agosto. La cercanía de las tropas de Varela intensificó la represión en la ciudad bajo las órdenes del comandante falangista José Valdés Guzmán, nuevo gobernador civil. Aunque también participaron antiguos miembros de la CEDA, los principales ejecutores de la represión fueron grupos de falangistas, especialmente la «Escuadra Negra» que se encargaba de sacar a los izquierdistas de sus casas en plena noche y fusilarlos en el cementerio o en las afueras de la ciudad. Fue el caso del poeta Federico García Lorca que se había refugiado en casa de su amigo el poeta falangista Luis Rosales y que fue conducido por unos guardias civiles a un lugar entre Víznar y Alfacar donde fue fusilado el 18 de agosto. También fueron fusilados el alcalde de Granada y cuñado de García Lorca, Manuel Fernández-Montesinos Lustau, ocho exalcaldes, como el periodista Constantino Ruiz Carnero, y diez catedráticos de universidad, incluido el rector de la Universidad de Granada y amigo de Miguel de Unamuno, Salvador Vila Hernández.
Los pueblos de la provincia también fueron objeto de incursiones por parte de los grupos falangistas apoyados por un contingente de Regulares enviado por Queipo de Llano tras la toma de Loja ―las víctimas de las Alpujarras fueron enterradas en una fosa común en un barranco del municipio de Órgiva―. Se calcula que más de cinco mil personas murieron víctimas de la represión en toda la provincia, incluida la capital. Un banquero y abogado derechista de Granada escribió el 18 de agosto: «El camino es vencer o morir matando a granujas… El ejército quiere extirpar la raíz de la mala planta que comía a España. Y creo que lo va a conseguir». Cuatro días más tarde escribió también: «Siguen los fusilamientos, directivos de los sindicatos y dirigentes y maestros de pueblo y mediquillos de pueblos caen por docenas».
Después de Antequera, la primera localidad importante de la provincia de Málaga que cayó en manos de los sublevados fue Ronda que fue tomada el 16 de septiembre por el general Varela. Allí hasta entonces había detentado el poder un comité revolucionario dominado por la CNT que había llevado a cabo una represión implacable contra los derechistas. Según las cifras oficiales franquistas fueron ejecutadas extrajudicialmente seiscientas personas. Cuando llegaron las tropas de Varela la mitad de la población había huido a Málaga y los que se quedaron sufrieron una fuerte represión, en la que participó el falangista «Tercio Mora-Figueroa» que había llegado desde Cádiz.
La capital Málaga fue tomada cinco meses después, el 8 de febrero de 1937. El Comité de Salud Pública dominado por la CNT-FAI que se formó tras la derrota de los golpistas el 19 de julio de 1936 había desplegado una dura represión sobre los derechistas azuzada por los relatos de los refugiados de las provincias limítrofes que inundaban la ciudad después de huir de los sublevados. Estos al ocupar Málaga no mostraron ninguna clemencia con la población. Enseguida comenzaron los fusilamientos de cientos de republicanos basados en simples denuncias ―«un mínimo de 1500 personas fueron asesinadas en los meses siguientes, en la cárcel, en el cementerio, "paseados" de noche», ha señalado Julián Casanova―. Fueron tantos los detenidos que se tuvieron que habilitar dos campos de concentración en Torremolinos y en Alhaurín el Grande ―entre febrero de 1937 y el final de la guerra ingresaron en la prisión provincial 4168 hombres y 819 mujeres―. La represión la organizó el nuevo gobernador civil designado por Queipo de Llano, el capitán falangista de la Guardia Civil Francisco García Alted y la dirigió el coronel Bohórquez bajo la supervisión del general Felipe Acedo Colunga, fiscal del Ejército de Ocupación. En lugar de los bandos de guerra se aplicaron los Consejos de Guerra Sumarísimos de Urgencia, para lo que se envió desde Sevilla un numeroso equipo de jueces militares, entre los que se encontraba el futuro presidente del gobierno franquista Carlos Arias Navarro. En las siete primeras semanas fueron juzgadas 3401 personas, de las que 1574 fueron ejecutadas. «En Málaga, los pelotones de fusilamiento conocieron durante las primeras semanas una actividad como quizás en ninguna otra parte de España. Sirva como ejemplo que sólo entre el 1 y el 23 de marzo fueron fusiladas más de 700 personas en las tapias del cementerio de San Rafael», han señalado Josep Maria Solé i Sabaté y Joan Villarroya. Pero también hubo asesinatos extrajudiciales que causaron unas mil quinientas muertes. «Fue el regreso del terror a la retaguardia franquista», afirma Javier Rodrigo.
Las decenas de miles de habitantes de Málaga y de refugiados que huyeron de la ciudad antes de la ocupación vivieron la tragedia de la masacre de la carretera Málaga-Almería. Fueron bombardeados desde el mar y desde el aire a lo largo de la carretera costera que comunicaba Málaga con Almería, y ametrallados desde tierra por las tropas italianas del CTV que los perseguían. «El camino se cubrió de muertos y heridos, mientras muchas familias perdían a sus hijos en la huida… Las cifras de muertos que se manejan… superan los 3000, pero no se han encontrado fuentes fiables para hacer un recuento meticuloso. Números al margen, quedan los testimonios de uno de los episodios más trágicos de la guerra civil: "el calvario de Málaga a Almería, el despiadado crimen…", que escribió Rafael Alberti», ha indicado Julián Casanova. Por otro lado, en Málaga estuvo muy extendido el fenómeno de los topos (personas que permanecían años escondidas con la complicidad de sus familiares, amigos y vecinos).

## La represión del general Mola

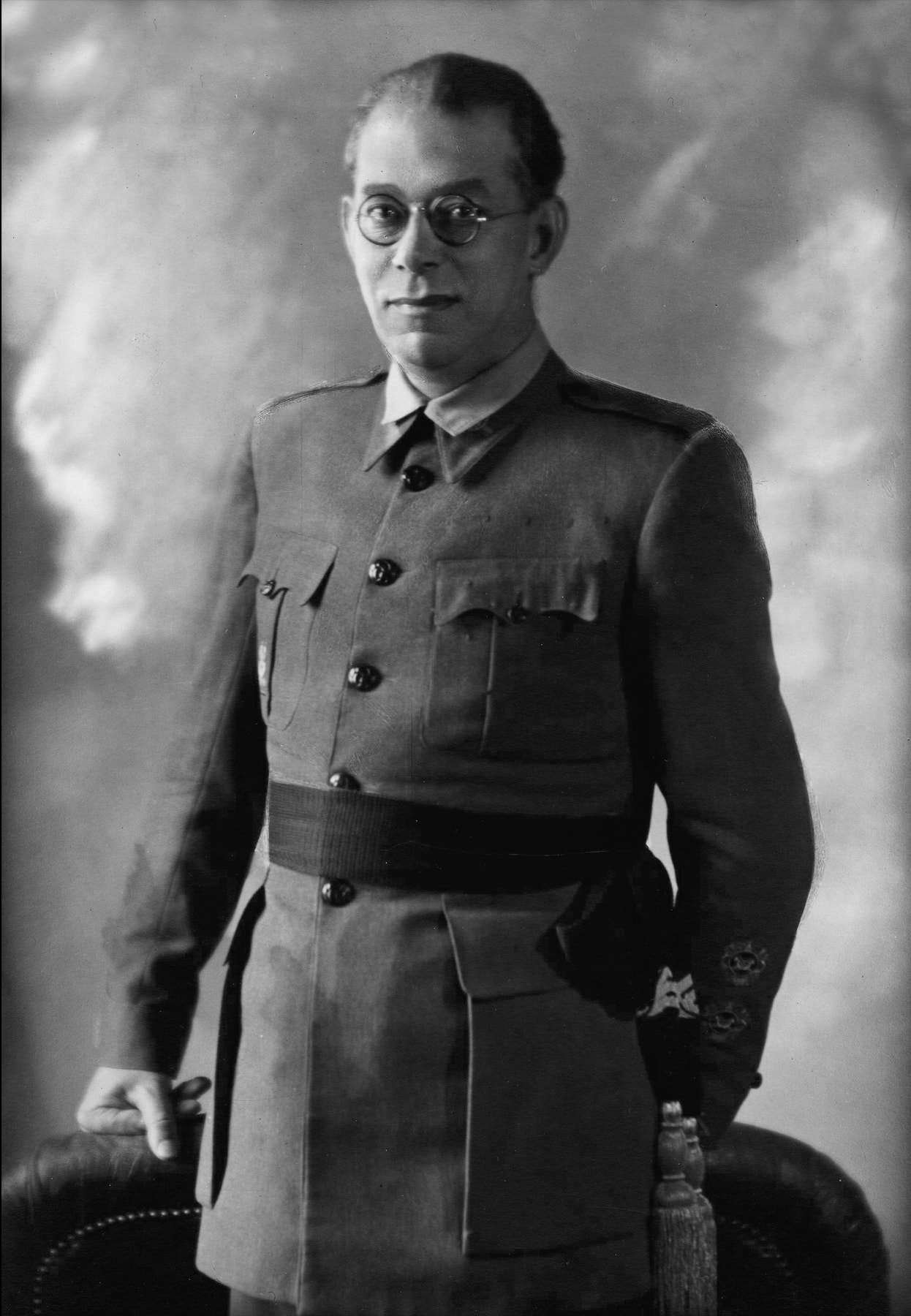
General Emilio Mola.

El general Emilio Mola proclamó en Pamplona el estado de guerra el domingo 19 de julio de 1936. En el bando de guerra que hizo público Mola justificó la declaración del estado de guerra en todas las provincias de la VI División Orgánica «por exigirlo imperiosa e inaplazablemente por encima de toda consideración, la salvación de España en trance inminente de sumirse en la más desenfrenada situación de desorden». En el mismo se prohibía «el abandono del trabajo por los obreros, empleados y funcionarios», bajo la amenaza de ser condenados a la pena de muerte por un Consejo de Guerra sumarísimo, «así como [a] cuantos directamente impidan o dificulten el normal abastecimiento de víveres en las poblaciones o la prestación de servicios públicos». También serían castigados conforme a lo dispuesto en el Código de Justicia militar «cualquiera clase de actos de violencia ejecutados contra las personas o las cosas por móviles de los llamados políticos o sociales» y «las injurias, atentados y desacatos de que fueran objeto» las autoridades y funcionarios públicos. Asimismo se prohibía «la formación de grupos de más de tres personas en la vía pública» y el «estacionamiento de viandantes»; «la celebración de reuniones, mítines, conferencias, o juntas que no hubiesen sido autorizadas»; «la publicación, venta y difusión de periódicos, revistas, folletos, manifiestos, u otra clase de escritos destinados a la publicidad» que no hayan pasado la censura, incluidos «los anuncios, noticias, discursos escritos que hayan de ser radiados»; y la circulación de «todos los vehículos y medios de transporte de personas o cosas» sin permiso de la autoridad militar.
Ya desde el primer momento el general Mola advirtió que los «castigos» iban a ser «ejemplares» «sin titubeos ni vacilaciones». Después convocó una reunión de los alcaldes de Navarra, que se habían sumado al golpe de Estado, a los que les dijo: «Hay que sembrar el terror… hay que dar la sensación de dominio eliminando sin escrúpulos ni vacilación a todos los que no piensen como nosotros. Nada de cobardías. Si vacilamos un momento y no procedemos con la máxima energía no ganaremos la partida. Todo aquel que ampare u oculte un sujeto comunista o del Frente Popular, será pasado por las armas». Pocos días después exclamó: «Esta guerra tiene que terminar con el exterminio de los enemigos de España».
Este propósito de los sublevados se evidenció especialmente en aquellos territorios en los que el golpe apenas encontró resistencia (Navarra, Álava, Castilla la Vieja, León, Galicia, Cáceres y la mitad oriental de Aragón), porque en ellos no cabía alegar que la violencia se ejercía como respuesta a las supuestas «atrocidades» cometidas por la izquierda. Como ha destacado Paul Preston en estos territorios «en esencia, el “crimen” de los ejecutados consistía en haber votado al Frente Popular o cuestionar su condición de subordinados, fueran trabajadores o mujeres».
El 31 de julio el general Mola declaró en Radio Pamplona:

Yo podría aprovechar nuestras circunstancias favorables para ofrecer una transacción a los enemigos; pero no quiero. Quiero derrotarlos para imponerles mi voluntad, que es la vuestra, para aniquilarlos. Quiero que el marxismo y la bandera roja del comunismo queden en la Historia como una pesadilla. Mas como una pesadilla lavada con sangre de patriotas.

En febrero de 1937 justificó así la rebelión:

La Segunda República española fue engendrada con pecado de traición, nació raquítica, contrahecha, espuria. Más que un parto, fue un aborto; y como aborto tenía que perecer y pereció. En el testero de su tumba, a pesar de ser laica, pondremos el símbolo de la redención; y sobre la tierra removida, un epitafio que diga: "sangre, fango y lágrimas". Y luego, de la carroña purificadora brotarán flores rojas y flores gualdas, símbolo de la España tradicional, de la España gloriosa, de la España de siempre. Y en lo alto de este alegórico jardín surgirá un árbol, lleno de vida y de pujanza, un árbol derecho como un cedro, corpulento como una encina, fuerte como un roble: la Nueva España.

### Navarra, Álava y Guipúzcoa

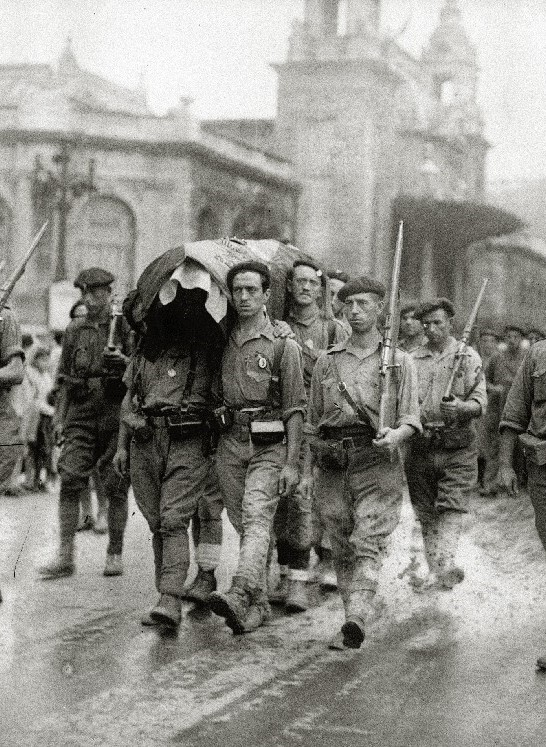
Requetés en un procesión fúnebre (San Sebastián, septiembre de 1936).

En Navarra el golpe de Estado triunfó sin oposición gracias al apoyo de las milicias de los requetés carlistas y de la derecha local cuyo enlace con los conspiradores era José Martínez Berasain. También del clero navarro, algunos de cuyos miembros se sumarían a las unidades que partieron hacia el frente. Los fusilamientos de izquierdistas, que eran echados de sus casas por la noche por el escuadrón falangista llamado «Águila Negra» y por requetés, comenzaron enseguida y en muchas ocasiones las ejecuciones al amanecer en las afueras de Pamplona eran contempladas por una multitud que las jaleaba. También se produjeron «sacas» de las cárceles, como la que ocurrió el domingo 23 de agosto en la cárcel de Pamplona en la que cincuenta y dos detenidos fueron asesinados o la del 21 de octubre en la cárcel de Tafalla en la que sesenta y cinco prisioneros fueron ejecutados en Monreal por un grupo de requetés. Donde fue más dura la represión, según Paul Preston, fue en la Ribera Navarra. El pequeño pueblo de Sartaguda, de poco más de mil habitantes, pasó a ser conocido como «el pueblo de las viudas». Allí ochenta y cuatro hombres fueron ejecutados sin juicio. En Peralta, noventa y ocho. El padre Eladio Cela, párroco de la aldea de Cáseda pero nacido en Peralta, fue a Pamplona a protestar por los asesinatos, pero no consiguió nada. Apareció muerto y decapitado el 14 de agosto. Dos semanas después era asesinado por los requetés otro sacerdote que simpatizaba con los socialistas. El 11 de noviembre el obispo de Pamplona Marcelino Olaechea hizo pública una homilía titulada «Ni una gota más de sangre de venganza»: «¡No más sangre! No más sangre que la que quiere Dios que se vierta, intercesora, en los campos de batalla, para salvar a nuestra Patria. No más sangre que la decretada por los Tribunales de Justicia, serena, largamente pensada, escrupulosamente discutida». Como el resto de la jerarquía eclesiástica española, el cardenal primado Isidro Gomá, que se había refugiado en Pamplona, no mostró la misma actitud. Como motivo de la liberación del Alcázar de Toledo lanzó una diatriba en Radio Navarra contra «el alma bastarda de los hijos de Moscú», por la que «judíos y masones envenenaron el alma nacional». El total de víctimas de la represión de los sublevados en Navarra en toda la guerra fue de 3280, cerca del 90 % entre julio y diciembre de 1936. La represión republicana en esa región no existió.

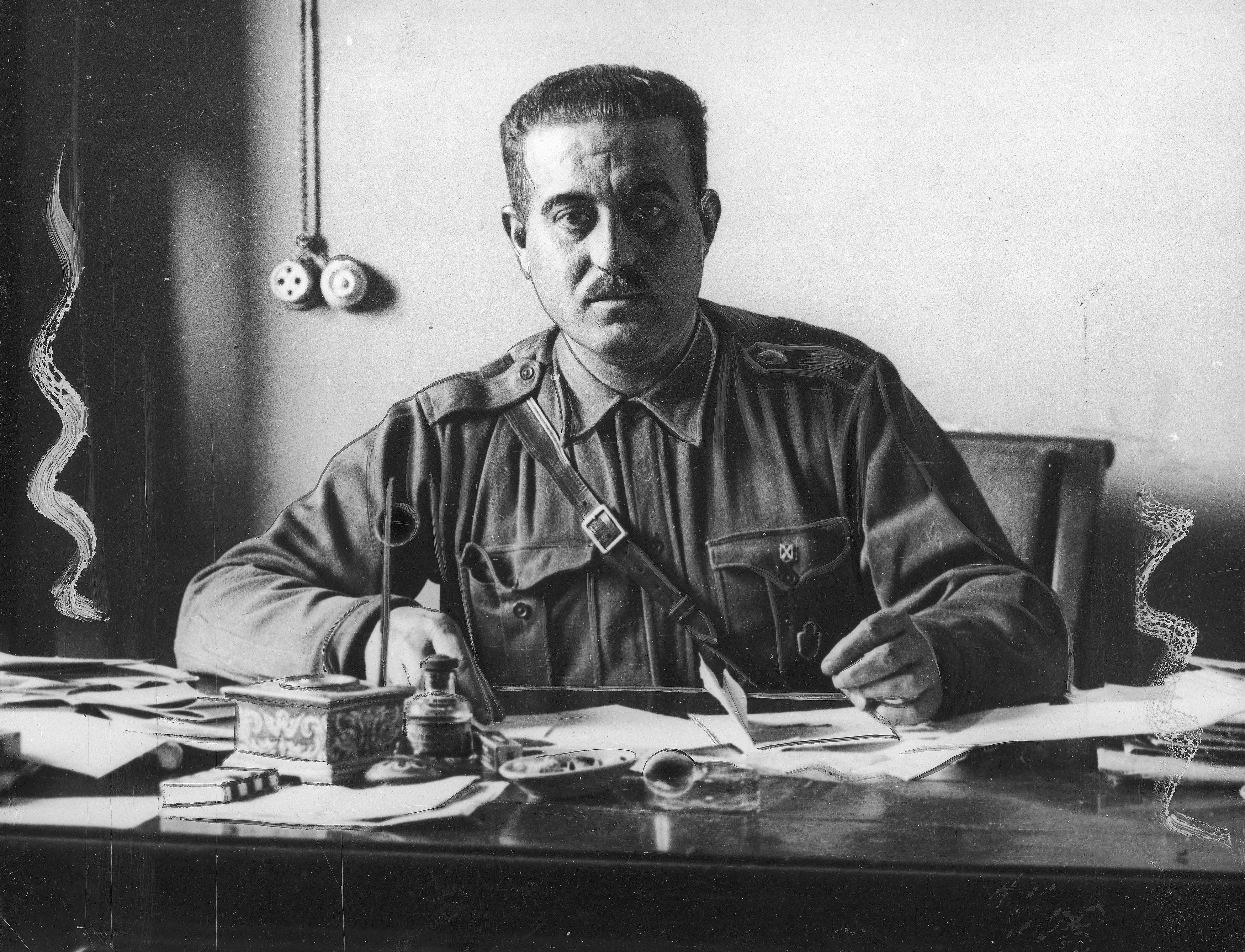
Manuel Fal Conde, líder de la Comunión Tradicionalista. Protestó por la «debilidad» de la represión contra el clero vasco nacionalista.

Al igual que en Navarra, en Álava el golpe apenas encontró resistencia pues los militares sublevados encabezados por un viejo amigo del general Franco, el teniente coronel Camilo Alonso Vega, pudieron contar con el apoyo de los requetés carlistas. Cientos de republicanos, de socialistas, de anarquistas y de nacionalistas vascos fueron detenidos ―incluidos algunos sacerdotes simpatizantes del nacionalismo vasco; otros muchos fueron destituidos de sus parroquias por orden del obispo―, y los funcionarios municipales y los maestros de las mismas tendencias perdieron sus empleos. Desde Vitoria despegó el 22 de julio un avión que bombardeó la plaza de la localidad vizcaína de Ochandiano causando la muerte a ochenta y cuatro personas, de ellas cuarenta y cinco niños, además de mutilar a otras ciento trece. Los rebeldes anunciaron que «la aviación ha infligido un duro golpe a grupos de rebeldes [entiéndase leales a la República] que se hallaban concentrados a retaguardia de la villa de Ochandiano». La represión dirigida por los militares fue ejecutada por requetés y falangistas en muchas ocasiones provenientes de las provincias vecinas de Navarra, Logroño y Burgos. Ciento setenta personas fueron ejecutadas en el territorio, la mitad de ellas sin ser juzgadas por ningún tribunal. Una de las víctimas fue el presidente de la Diputación Teodoro Olarte Aizpuru que fue asesinado tras ser torturado «salvajemente», según Julián Casanova, en el edificio del Gobierno Civil.

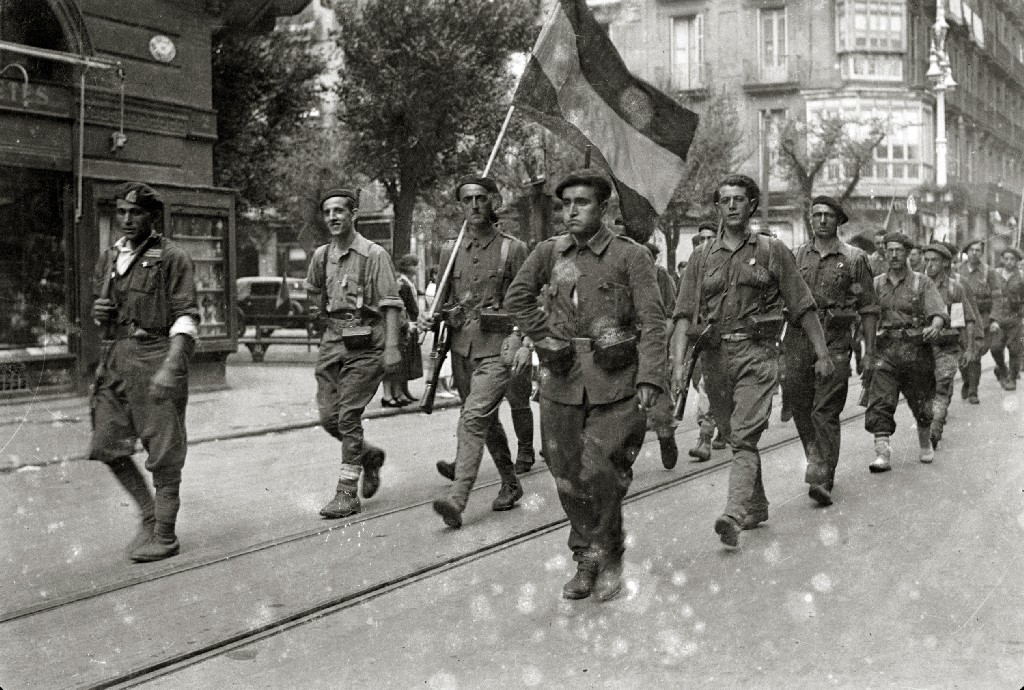
Entrada de las tropas del bando sublevado en San Sebastián.

En Guipúzcoa, como en Vizcaya, el golpe fracasó, pero el 23 de julio tropas carlistas navarras tomaron los pueblos de Cegama y Segura, al sur de la provincia. Se dedicaron a saquear las sedes de los partidos republicanos y sobre todo los batzokis del Partido Nacionalista Vasco. A los nacionalistas vascos que encontraron los detuvieron y maltrataron y a muchos de ellos los asesinaron (o les impusieron multas arbitrarias). Todo cambió a principios de agosto cuando el general Mola decidió emprender la campaña de Guipúzcoa para aislarla de la frontera francesa (y de la España republicana). El 3 de septiembre logró su objetivo con la toma de Irún. Muchos de sus habitantes huyeron y cruzaron la frontera francesa. Diez días después, el 13 de septiembre, tomaron San Sebastián y a finales de mes prácticamente toda Guipúzcoa estaba en poder del bando sublevado.
El éxodo de refugiados continuó: unos por tierra hacia Vizcaya y otros por mar hacia Francia. Las detenciones empezaron inmediatamente y en San Sebastián hubo que habilitar varios edificios como cárceles porque las dos que existían estaban abarrotadas. Hubo «sacas» y «paseos» llevados a cabo por requetés y falangistas. Se estima que el número de víctimas mortales pudo acercarse a las mil personas, entre ellas trece curas nacionalistas vascos asesinados a instancias de los carlistas ―su líder Manuel Fal Conde había protestado por la «debilidad» de la represión y había acusado a los militares de tener miedo de «tropezar con la Iglesia»―. El obispo de Vitoria Mateo Múgica protestó porque los ejecutados «no desplegaron actividades políticas partidistas y, desde luego, no combatieron en forma alguna al ejército blanco». En enero de 1937 el gobernador militar de Guipúzcoa le escribió al vicario general de Vitoria exigiendo un «castigo ejemplar» a los curas nacionalistas vascos. En la carta añadió una lista de ciento ochenta y nueve curas a los que clasificaba entre «exaltados, nacionalistas y simpatizantes». Finalmente veinticuatro curas fueron expulsados de la provincia, treinta y uno exiliados de España, trece trasladados y cuarenta y cuatro encarcelados. Meses antes, cuando se difundió en Guipúzcoa la falsa noticia de que los sublevados habían tomado Madrid, muchas personas fueron detenidas ―entre ellas varios curas a los que humillaron quitándoles las sotanas― por no haber mostrado suficiente fervor patriótico.

### Castilla la Vieja y León
La provincia de Logroño sufrió una represión tan masiva y sangrienta como la de Navarra, según Paul Preston. El gobernador civil republicano Adelardo Novo Brocas se había negado a entregar armas a las organizaciones obreras tal como estas le reclamaban y Logroño fue tomada por una columna enviada desde Pamplona por el general Mola al mando del coronel Francisco García-Escámez. Las autoridades republicanas fueron detenidas inmediatamente, entre ellas el alcalde de Logroño Basilio Gurrea, que fue ejecutado el 7 de agosto. La represión en la capital y en toda la provincia fue llevada a cabo por columnas de guardias civiles y por escuadras de falangistas y de requetés. Para dirigir la represión con «mano muy dura» el general Mola nombró como nuevo gobernador civil al capitán Emilio Bellod Gómez y este cumplió el encargo. Cientos de republicanos y de izquierdistas fueron ejecutados, en su mayoría sin ser sometidos a juicio ―muchos de los cadáveres fueron depositados en fosas comunes en el término municipal de Lardero―. Las esposas de los detenidos y de los asesinados fueron sometidas a abusos sexuales, vejaciones y humillaciones públicas. Algunas también fueron asesinadas. Se calcula que el número de víctimas mortales en toda la provincia fueron unas dos mil. Se conoce en gran medida lo que sucedió en Logroño gracias al libro Las Sacas del exfutbolista republicano Pablo Escobal escrito en el exilio.

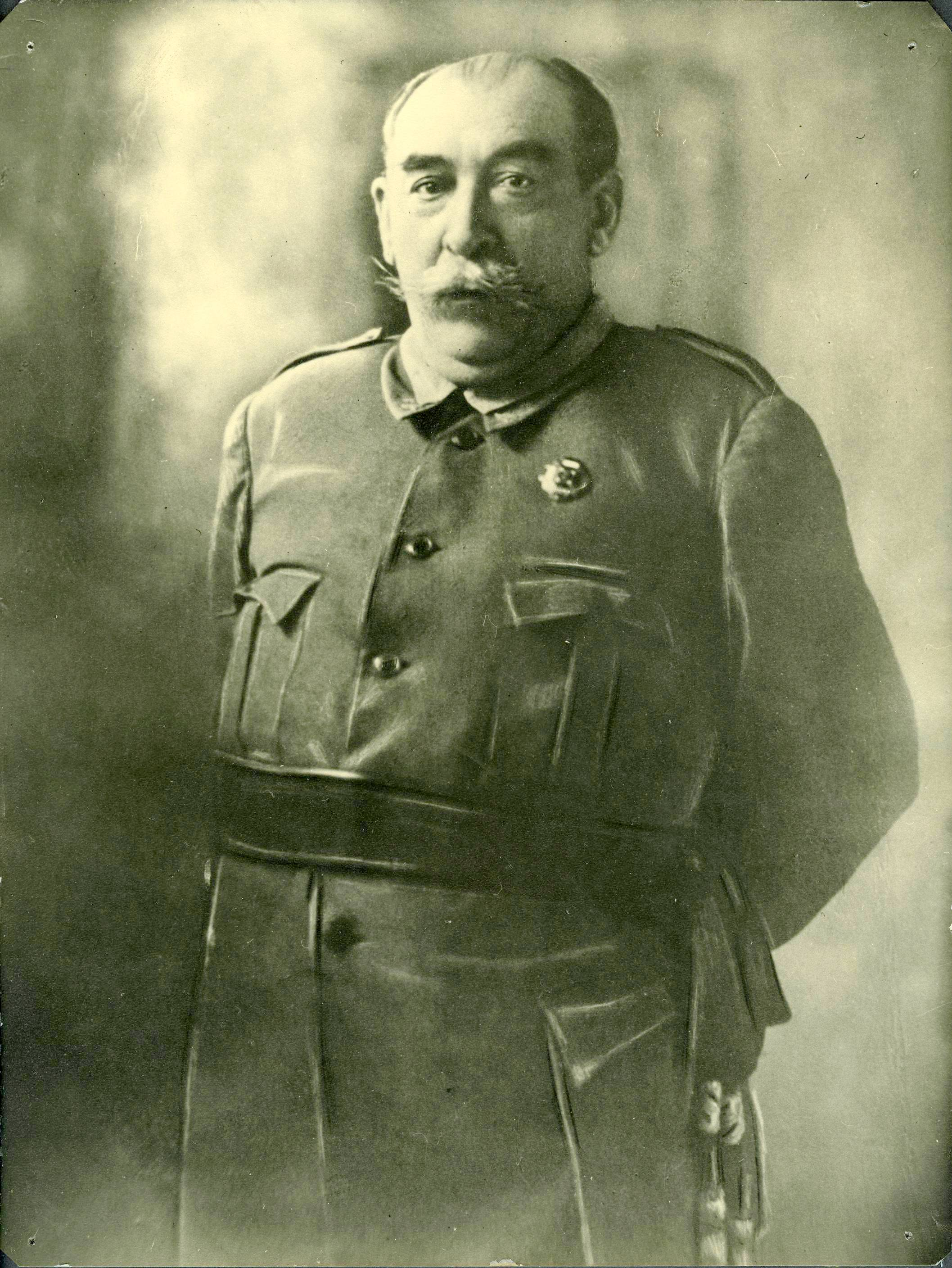
General Andrés Saliquet. Encabezó la sublevación en Valladolid.

En Valladolid la sublevación la encabezó el general Andrés Saliquet llegado desde Madrid que enseguida proclamó el estado de guerra. Como en otros lugares la represión se dirigió contra los republicanos, los socialistas y los anarcosindicalistas, especialmente los que habían secundado la huelga convocada el 18 de julio en un intento de parar el golpe ―muchos serían ejecutados acusados de «instigar a la rebelión» en aplicación del «bando de guerra»―. Fueron detenidos en un primer momento cerca de mil, incluidos el gobernador civil republicano, Luis Lavín, el alcalde socialista Antonio García Quintana, y los diputados a Cortes Federico Landrove López, José Maestro San José y Juan Lozano Ruiz ―los cinco acabarían siendo ejecutados―. La represión en la capital y en la provincia la llevaron a cabo escuadrones falangistas, denominados «patrullas del amanecer», que estaban a las órdenes de uno de los líderes nacionales de Falange, Onésimo Redondo, recién liberado de la cárcel en Ávila. En un discurso radiofónico emitido el 19 de julio, solo unas horas después del triunfo del golpe, dijo: «Estamos entregados totalmente a la guerra y ya no habrá paz mientras el triunfo no sea completo. Para nosotros todo reparo y todo freno está desechado. Ya no hay parientes. Ya no hay hijos, ni esposa, ni padres, sólo está la Patria». Cinco días después, el 24 de julio, Onésimo Redondo murió en un enfrentamiento con las fuerzas republicanas en Labajos, provincia de Segovia. La noticia de su muerte incrementó los asesinatos perpetrados por los falangistas. El hermano de Onésimo Redondo, Andrés Redondo Ortega, que había tomado el mando de la Falange vallisoletana, declaró por la radio sobre la muerte de Onésimo: «Todos los falangistas han jurado vengarla». Se estima que en la provincia de Valladolid murieron unas tres mil personas víctimas de la represión. Una parte de ellas, unas seiscientas veinte, fueron fusiladas en las afueras de la capital tras someterlas a consejos de guerra sumarísimos carentes de las mínimas garantías procesales ―a menudo las ejecuciones eran jaleadas por la multitud que se congregaba para verlas―. Muchos más fueron «paseados» o víctimas de una «saca». Al final de la guerra todavía había 3000 detenidos en la cárcel provincial.

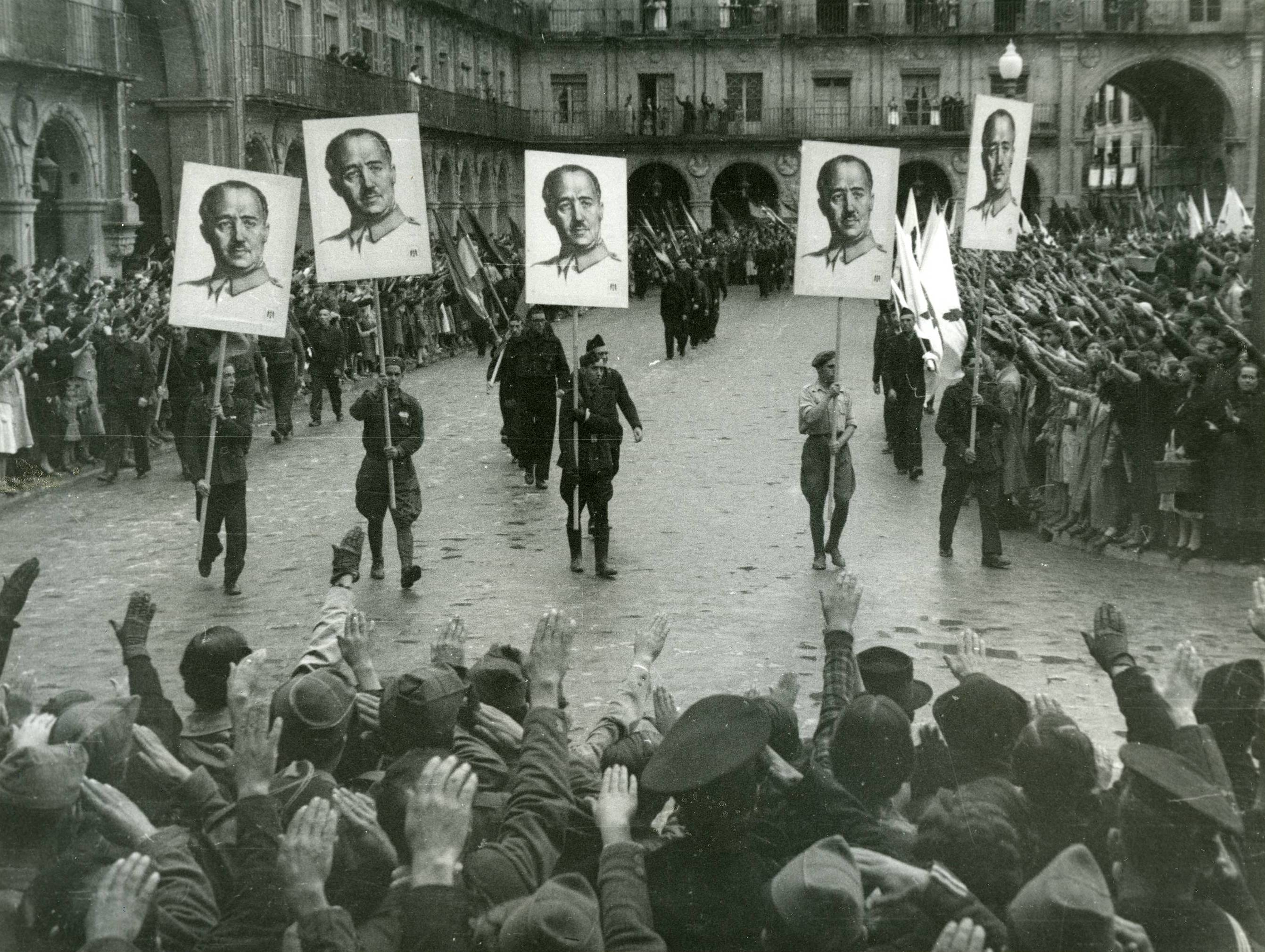
Manifestación de apoyo al Generalísimo Franco en la Plaza Mayor de Salamanca con motivo de la toma de Gijón (octubre de 1937).

En Salamanca el golpe triunfó prácticamente sin oposición. Los partidos derechistas, a instancias del nuevo gobernador civil nombrado por el general Manuel García Álvarez que había encabezado la sublevación, formaron una Guardia Cívica, cuyos escuadrones paramilitares recorrieron la capital y los pueblos de la provincia deteniendo a dirigentes y militantes de la izquierda que o los encarcelaban o los ejecutaban ―uno de los grupos que más se distinguieron en la represión fue el que encabezó el terrateniente Diego Martín Veloz que actuó sobre todo en la comarca de La Armuña―. La Iglesia local con el obispo Enrique Plá y Deniel al frente justificó la violencia de los sublevados —el canónigo, Aniceto de Castro Albarrán apeló al grito de los cruzados: «Dios lo quiere»―. La represión se recrudeció cuando llegaron a Salamanca desde Valladolid grupos de falangistas que querían vengar la muerte de Onésimo Redondo y una unidad militar mandada por el comandante de la Guardia Civil Lisardo Doval, que ya había destacado en la represión de la Revolución de Asturias de 1934. En seguida comenzaron las «sacas» de las cárceles. En una de ellas fueron asesinados el alcalde republicano de Salamanca Casto Prieto Carrasco y el diputado socialista José Andrés y Manso ―sus cadáveres aparecieron en una zanja a 37 kilómetros de Salamanca―. Otra de las víctimas fue el pastor protestante Atilano Coco que fue ejecutado el 9 de diciembre de 1936. Coco era amigo personal del rector de la Universidad de Salamanca Miguel de Unamuno que inicialmente había apoyado a los sublevados pero que tras ser testigo del «régimen de terror» que habían impuesto en Salamanca había renegado de ellos. El 15 de agosto escribió en su diario: «Las personas son llevadas a la fuerza al campo y fusiladas en las cunetas o contra las tapias…». Y el 27 de noviembre anotó: «La represión que estamos sufriendo no hay forma de calificarla. Se cachea a la gente por todas partes. Los “paseos” de presos hasta los lugares de fusilamiento son constantes. Se producen desapariciones. Hay torturas, vejaciones públicas a las mujeres que van por la calle con el pelo rapado. Trabajos forzados para muchos disidentes. Aglomeración inhumana en la cárcel. Y aplicaciones diarias de la ley de fugas para justificar ciertos asesinatos». En Salamanca fueron ejecutadas extrajudicialmente ciento cincuenta y nueve personas y otras ciento treinta y cinco fueron víctimas de las «sacas». Ciento cincuenta y cuatro fueron fusiladas tras ser condenadas en consejos de guerra.
En Soria la llegada de los requetés desencadenó la represión. Se ejecutó a trescientas personas y se obligó a sus esposas a que declararan que habían desaparecido. En Segovia ciento setenta y cinco fueron ejecutadas tras ser sometidas a un consejo de guerra, doscientas diecisiete murieron en ejecuciones extrajudiciales y ciento noventa y cinco fallecieron en prisión. El gobernador civil republicano Adolfo Chacón de la Mata se había negado a dar armas a los trabajadores lo que facilitó el rápido triunfo de la sublevación. Chacón de la Mata fue detenido y trasladado a Valladolid donde sería sometido a un consejo de guerra que lo condenó a muerte por «adhesión a la rebelión», siendo ajusticiado el 5 de diciembre de 1936. El nuevo gobernador civil nombrado por los insurrectos, el comandante Joaquín España Cantos, dio cobertura a los grupos de falangistas que, según Santiago Vega Sombría, impusieron el terror en los pueblos de la provincia: «unos grupos móviles de Falange, bajo la inmediata dirección del gobernador civil, y con itinerario fijado por dicha autoridad y con órdenes concretas, recorren toda la provincia desarmando a los elementos marxistas», a fin de «evitar que el orden pueda perturbarse». Decenas de personas fueron ejecutadas en localidades como El Espinar, uno de los pocos lugares donde hubo alguna resistencia, San Rafael o Navas de Oro. A algunas de ellas se les aplicó la «ley de fugas» que en la zona era conocida como «la carrera del galgo» o «la carrera del conejo». Los cadáveres quedaban en el mismo lugar donde habían sido ejecutados. Además las viviendas de los detenidos y de los asesinados fueron saqueadas y las casas del pueblo requisadas.
En Palencia murieron víctimas de la represión unas mil quinientas personas, entre ellas el gobernador civil Enrique Martínez Ruiz-Delgado, el alcalde de la capital Matías Peñalba, y el grupo de mineros y de izquierdistas que intentaron resistir el golpe. En León la represión se centró especialmente en las zonas mineras del norte de la provincia, así como en otras localidades importantes como Ponferrada, La Bañeza y Astorga. El obispo de León José Álvarez y Miranda intercedió por alguno de los condenados a muerte lo que le valió una multa de la nada despreciable suma de 10 000 pesetas. Eran tantos los detenidos que se tuvo que habilitar el Hostal de San Marcos como prisión. Tras la caída de Asturias en octubre de 1937 se terminó de ocupar la zona norte de la provincia y se hicieron muchos prisioneros, sobre todo asturianos. Se habilitó una vieja fábrica de curtidos en el barrio de Santa Ana para tenerlos presos y el Hostal de San Marcos llegó a albergar ocho mil cautivos. Uno de ellos recordó años después: «Los campos de concentración de León eran considerados los peores de España. Había el de San Marcos, el de Santa Ana (ubicado en una antigua fábrica) y el del Picadero, formando un total la población cautiva de 30 000 hombres. En todos ellos se pasó frío y escasez de alimentos. En el campo de San Marcos en tres meses hubo 800 fallecimientos». 1938 será el año que arroje mayor número de ejecuciones en León.

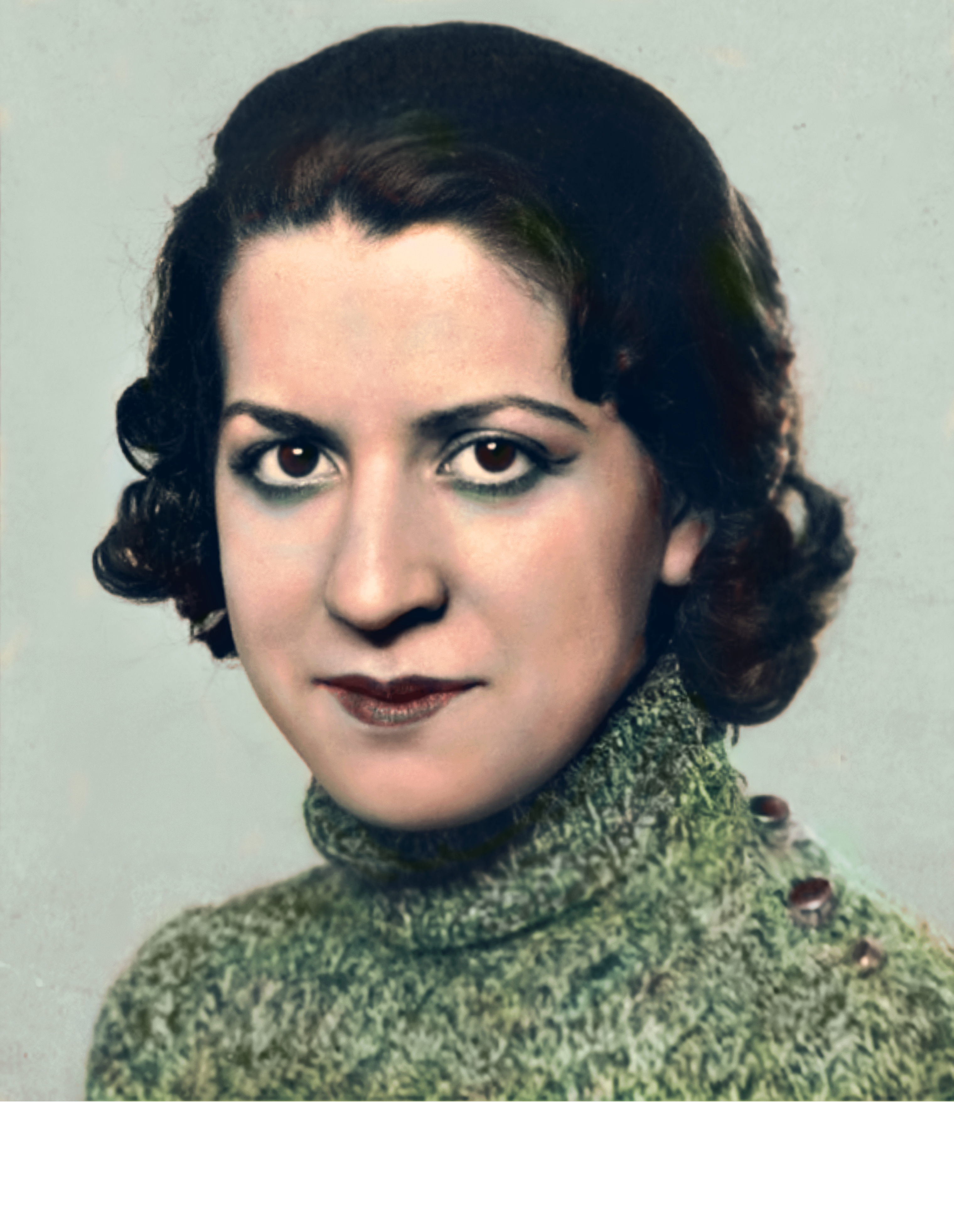
Amparo Barayón, esposa del escritor Ramón J. Sénder, asesinada en Zamora por los sublevados.

En Zamora, que como en León el golpe triunfó sin apenas oposición, las cárceles de la capital y de Toro pronto se llenaron y alrededor de mil trescientas treinta personas fueron asesinadas en toda la provincia ―ochocientas setenta y cinco de ellas se enterraron en el cementerio San Atilano bajo el registro de «hallado muerto» o «ejecutado por sentencia»―. Una de las víctimas fue Amparo Barayón, esposa del escritor Ramón J. Sender. Uno de los policías que la arrestó le dijo: «las rojas no tenéis derechos» y «deberías haberlo pensado antes de tener hijos».

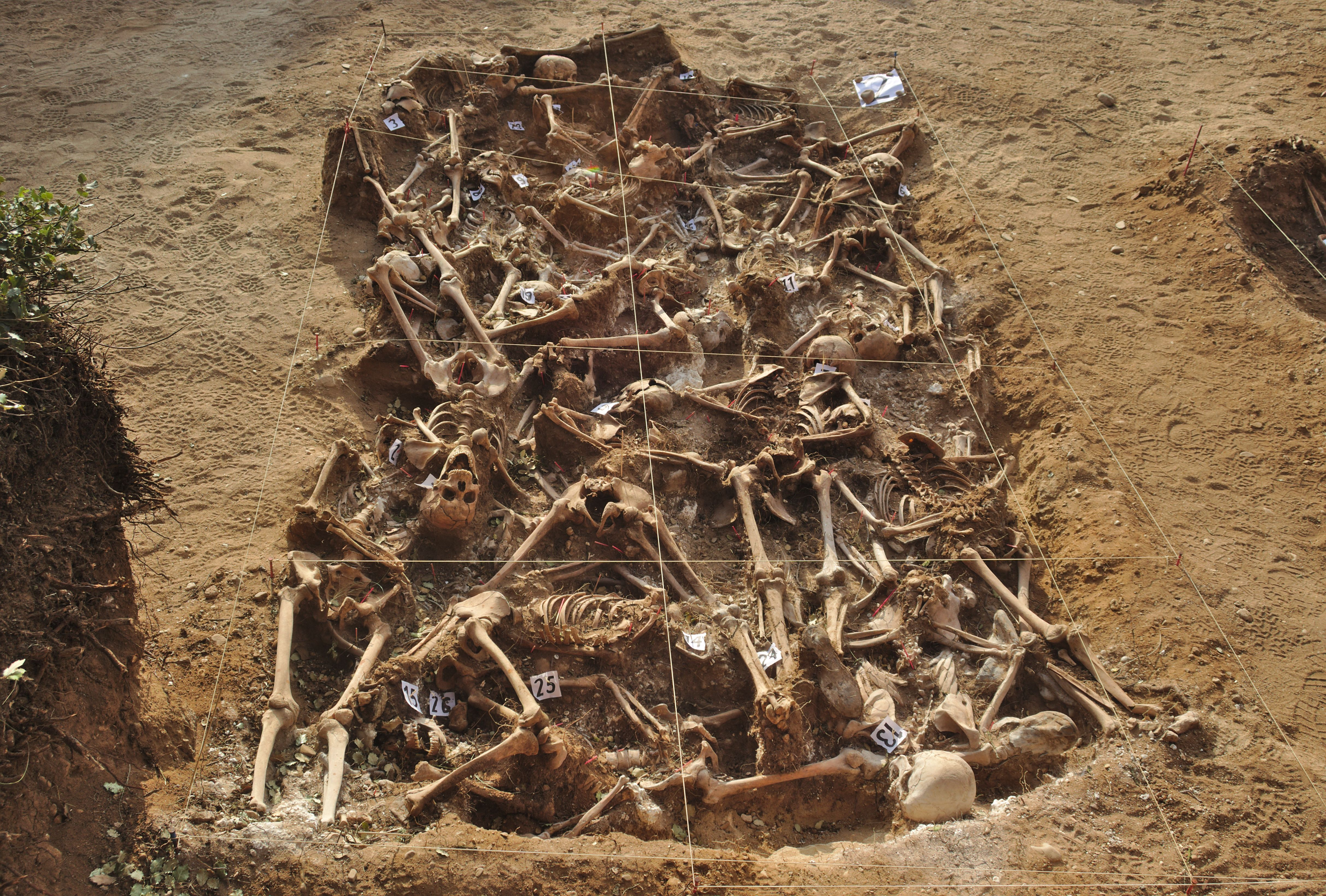
Fosa común en Estépar (Burgos).

En Burgos la sublevación triunfó sin gran oposición y el general al mando de la VI División Orgánica Domingo Batet fue detenido por no haberse querido sumar a ella ―sería condenado a muerte en un consejo de guerra y fusilado; el general Franco se negó a conmutarle la pena capital―. En «aplicación del bando de guerra» fueron ejecutadas extrajudicialmente unas mil cuatrocientas personas en la capital y en el resto de la provincia, enterradas en su mayoría en fosas comunes. Los ejecutores fueron grupos de falangistas y de seguidores del doctor Albiñana, bajo la autoridad de los militares que a menudo les proporcionaban medios de transporte y armas. Otras víctimas murieron en las cárceles hacinadas de presos.
Algo parecido ocurrió en Ávila, donde solo hubo resistencia al golpe en Peguerinos, Navalperal de Pinares, y Las Navas del Marqués. Estas localidades no fueron definitivamente ocupadas por los sublevados hasta mediados o finales de agosto, ya que habían recibido el apoyo de las milicias enviadas desde Madrid bajo las órdenes del teniente coronel Julio Mangada. La represión que se desató a continuación fue perpetrada por los falangistas que querían vengar la muerte de Onésimo Redondo, muerto en Labajos precisamente en una refriega con los hombres de Mangada. Peguerinos fue tomada por un tabor de regulares y por falangistas ―los heridos del hospital de campaña instalado en la iglesia del pueblo fueron rematados allí mismo y las dos enfermeras que los cuidaban violadas; muchas casas fueron saqueadas y quemadas―. En total fueron ejecutadas unas mil personas en toda la provincia. Entre ellas el gobernador civil Luis Ciges Aparicio, amigo del presidente Manuel Azaña, y el pedagogo progresista y director de la Escuela Normal de Magisterio de Palencia Daniel González Linacero, este último asesinado por falangistas mientras se encontraba de vacaciones en la localidad de Arévalo.
En Candeleda una escuadra falangista detuvo en diciembre a tres mujeres: Pilar Espinosa, por ser lectora del periódico El Socialista; Virtudes de la Puente, por ser protestante; y Valeriana Granada, denunciada por la vecina de un pueblo de al lado, con conexiones con los falangistas, porque le había «robado» al marido. Las tres fueron llevadas «a declarar» ante un supuesto «tribunal», lo que en realidad era un «paseo». Las tres fueron asesinadas de madrugada en la cuneta de una carretera. A Valeriana que estaba embarazada, los falangistas supuestamente le abrieron el vientre que, tras sacarle el feto, lo rellenaron con paja y hierba. La hija de Pilar, de catorce años, y el hijo de dos años de Valeriana salvaron la vida porque en el último momento los bajaron del camión. Los tres cadáveres estuvieron expuestos en la cuneta todo el día hasta que un vecino los enterró allí mismo.
El 31 de agosto la aviación republicana bombardeó Ávila causando tres muertos y numerosos heridos. Una manifestación de repulsa recorrió las calles principales para dirigirse después a la cárcel provincial exigiendo venganza. Por orden del jefe de la Comandancia de la Guardia Civil treinta presos simpatizantes de la República fueron conducidos hasta el cementerio municipal y ejecutados. La «saca», que no era la primera que se producía en esa prisión, se justificó alegando que en el traslado a otra cárcel «intentaron fugarse por lo que la fuerza encargada de su custodia [tomó] una radical determinación para impedirlo», en una clara aplicación de la «Ley de fugas». Al día siguiente se produjo una nueva «saca» de diez presos, ejecutados para evitar «su posible fuga». Sus cadáveres aún no ha sido encontrados, como los de diecisiete de los treinta presos ejecutados el día anterior.

### Cáceres
Mientras que en Badajoz fracasó el golpe, Cáceres —encuadrada dentro de la VII División Orgánica, con sede en Valladolid— cayó en manos de los sublevados con relativa facilidad: se declaró el estado de guerra al que se adhirieron los militares y las fuerzas de orden público. Como los sublevados no pudieron apresar al gobernador civil asesinaron a su padre, a tres hermanos y a un tío. Todos ellos fueron «paseados» ―el resto de la familia fue encarcelada y el negocio del padre saqueado―. En los primeros meses se produjeron unas mil ejecuciones en aplicación de «bando de guerra» lo que significaba que la víctima no había sido sometida a ningún tipo de juicio. Solo sesenta y ocho personas pasaron por un consejo de guerra. En los dos años siguientes se produjeron muchas ejecuciones tras un consejo de guerra ―en noviembre de 1937 ya funcionaban en Cáceres nueve juzgados militares―. «Las causas de este rebrote represivo hay que buscarlas en el hecho de que Cáceres era frente de guerra y, por tanto, proclive a la actuación de los guerrilleros infiltrados desde la zona republicana. […] Las acusaciones eran de sabotaje, espionaje o colaboración con los guerrilleros», han explicado Josep Maria Solé i Sabaté y Joan Villarroya  Entre mayo y diciembre de 1937 fueron condenadas y ejecutadas ciento diecisiete personas en toda la provincia, en mayor o menor medida relacionadas con la guerrilla.
En la Navidad de 1937 se desarticuló un supuesto complot dirigido por el guerrillero comunista Máximo Calvo para apoderarse de la ciudad de Cáceres, contando con la colaboración de soldados del Centro de Instrucción de Reclutas ―precisamente la delación el 23 de diciembre de uno de estos soldados que estaba borracho fue lo que dio al traste con el supuesto complot―. El gobernador militar, el general Ricardo Rada, reaccionó y varias decenas de personas fueron detenidas acusadas de colaborar con Máximo Calvo. Este murió el 27 de diciembre cuando intentaba escapar camuflado de campesino y en el cadáver se encontró una lista de sus contactos ―al parecer la verdadera misión de Calvo era organizar una red de enlaces para que informaran a las fuerzas republicanas, no el supuesto complot―. Todos los que figuraban en esa lista fueron detenidos y ejecutados, entre ellos varias mujeres, ya que las autoridades militares estaban decididas a dar un escarmiento ejemplar, según Javier Rodrigo. Pero la represión había comenzado ya el día de Navidad en que fueron ejecutados tras consejos de guerra sumarísimos veintiuna personas, entre ellas el alcalde de Cáceres, el socialista Antonio Canales González, y el presidente de la Diputación, el republicano Ramón González Cid. Desde ese día hasta el 21 de enero fueron ejecutadas ciento noventa y seis personas, de ellas sesenta y tres vecinos del pueblo Navas del Madroño, dieciséis de Aldea Moret y veintinueve soldados del Centro de Reclutas. Lo sucedido en Cáceres vuelve a demostrar, según Javier Rodrigo, que la violencia de los sublevados no era una «reacción» a la violencia revolucionaria. Esta causó ciento treinta muertes mientras que fueron mil seiscientas ochenta las víctimas de los sublevados.

### Galicia
En Galicia, donde solo hubo alguna oposición al golpe en La Coruña, Ferrol y Vigo, se estima que en el transcurso de la guerra fueron ejecutadas cerca de cuatro mil seiscientas personas, en su inmensa mayoría sin pasar por ningún juicio ―solo ochocientas treinta y seis murieron tras ser condenadas en un consejo de guerra―. Como ha señalado Paul Preston, «la experiencia de Galicia evidencia que, igual que en las provincias castellanas, el objetivo de los rebeldes no era solo derrotar a la izquierda, sino erradicar un ideal y aterrorizar a la población para someterla».

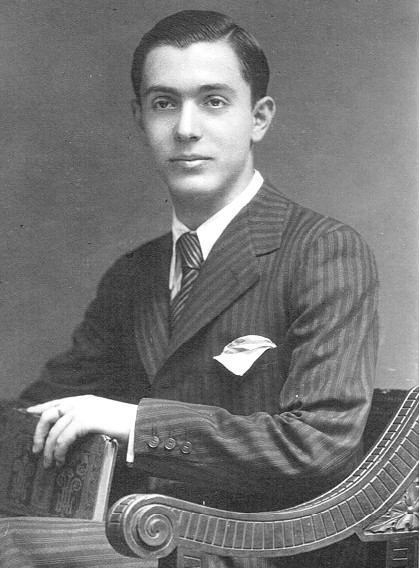
Francisco Pérez Carballo, gobernador civil de La Coruña en 1936, fue fusilado junto con los dos oficiales que resistieron con a él la toma del edificio del gobierno civil por los sublevados.

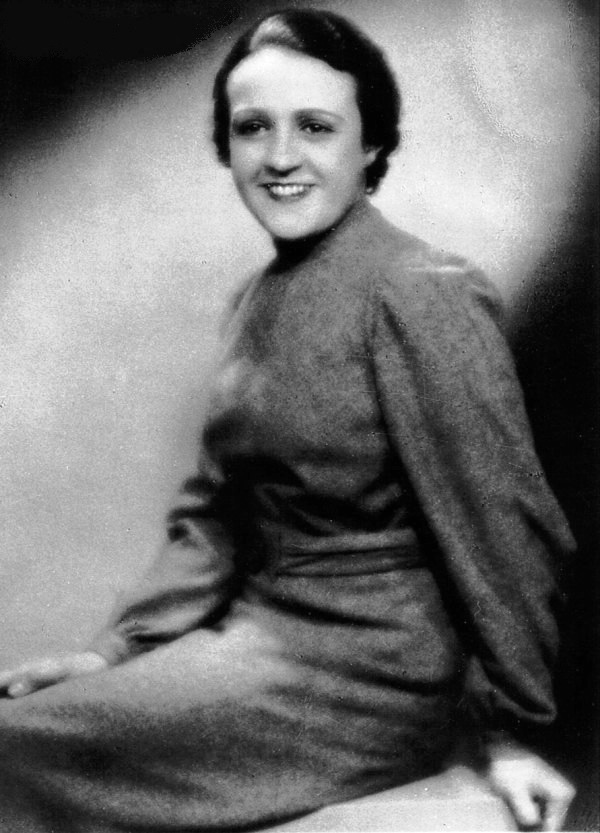
Juana Capdevielle, esposa del gobernador civil de La Coruña Francisco Pérez Carballo, fue asesinada por un escuadrón falangista.

En La Coruña el gobernador civil Francisco Pérez Carballo intentó resistir el golpe junto a dos oficiales leales, pero se vio obligado a rendirse ante las fuerzas sublevadas comandadas por el coronel Enrique Cánovas Lacruz que bombardearon el edificio del gobierno civil ―Pérez Carballo y los dos oficiales fueron detenidos y ejecutados sin juicio; la esposa de Pérez Carballo, Juana Capdevielle fue asesinada por un escuadrón falangista―. El general jefe de la VIII División Orgánica, el general Enrique Salcedo, y el gobernador militar, el general Rogelio Caridad Pita, que se negaron a sumarse al golpe, fueron detenidos, juzgados sumariamente y fusilados. Lo mismo le ocurrió al contraalmirante Antonio Azarola, jefe del Arsenal Naval de Ferrol, y a otros oficiales de la Marina, que también permanecieron leales a la República. La represión en la provincia la dirigió el teniente coronel de la Guardia Civil Florentino González Vallés, que mantenía estrechos vínculos con Falange Española, de ahí que fueran escuadras falangistas ―algunas denominadas «Los Caballeros de Santiago» o «Los Caballeros de La Coruña»― las que llevaran a cabo la mayoría de las detenciones, torturas y ejecuciones extrajudiciales ―generalmente en aplicación de la «Ley de fugas»― de los dirigentes y militantes de los partidos republicanos y de las organizaciones obreras, especialmente en Ferrol. Los cadáveres eran abandonados junto a los caminos o en los puentes, o arrojados al mar. En Santiago de Compostela también hubo «paseos» y «sacas» en las que fueron asesinados destacados republicanos y galleguistas, como Camilo Díaz Baliño o Eduardo Puente Carracedo. Diez de los miembros del Comité del Frente Popular que se formó en Santiago para oponerse al golpe, incluido el alcalde Ángel Casal, fueron juzgados por un tribunal militar que los acusó de «traición contra la patria» y los condenó a muerte. Fueron ejecutados inmediatamente.
En Lugo no hubo oposición al golpe. La represión comenzó cuando llegó a la ciudad una columna al mando del capitán Molina. Este arrestó al coronel Alberto Caso, que había proclamado el estado de guerra, pero no había efectuado ninguna detención. Molina le dijo: «Mi coronel, se acabó la vaselina. Como no actuemos con energía, esto se nos va de las manos». A continuación, fueron detenidas todas las autoridades republicanas que tras ser juzgadas fueron condenadas a muerte ―el alcalde de Lugo Francisco Lamas López se libró y estuvo varios años en la cárcel―. En la provincia la ciudad más castigada fue Monforte de Lemos donde grupos de falangistas se dedicaron a detener y ejecutar a los militantes de las organizaciones obreras, socialistas en su mayoría. En Orense tampoco hubo oposición al golpe ―el gobernador civil Gonzalo Martín March se negó a dar armas a las organizaciones obreras tal como estas le reclamaban―, excepto en la comarca de Valdeorras donde un guardia civil sublevado resultó muerto. Enseguida comenzaron los «paseos» y las ejecuciones extrajudiciales, en su mayoría en aplicación de la «Ley de Fugas». Los cadáveres eran lanzados al río Miño.
En Pontevedra el gobernador civil Gonzalo Acosta Pan tampoco dio armas a los trabajadores y el golpe triunfó sin oposición en la capital de la provincia. Los incidentes más graves se produjeron en Vigo. Cuando se leyó el bando de guerra la multitud protestó y entonces las tropas abrieron fuego y mataron a 27 personas. La represión en la provincia fue llevada a cabo por la Guardia Civil y por grupos de civiles como las Brigadas del Amanecer o la Guardia Cívica organizada por el diputado de Renovación Española Víctor Lis Quibén. Una de las víctimas más destacadas fue Alexandre Bóveda, fundador del Partido Galleguista, a quien el general sublevado Carlos Bosch Bosch le negó la clemencia. Dijo: «Bóveda no es comunista pero es galleguista, que es algo peor». También fueron ajusticiados el socialista Emilio Martínez Garrido, alcalde de Vigo; el diputado socialista Ignacio Seoane; y la alcaldesa de A Cañiza, María Purificación Gómez González, la primera mujer en ocupar ese cargo en la historia de Galicia.

### Aragón

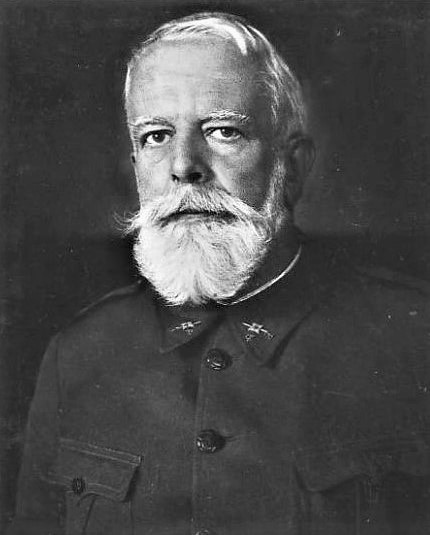
General Miguel Cabanellas. Encabezó el golpe y la represión en Aragón.

En las tres capitales aragonesas triunfó el golpe de Estado en España de julio de 1936 bajo las órdenes del general Miguel Cabanellas, jefe de la V División Orgánica y que pasaría a presidir la Junta de Defensa Nacional. En Zaragoza, sede de la jefatura de la V División Orgánica, y en su provincia la represión que se desató, según Julián Casanova, fue muy dura ―una de las primeras víctimas fue el general Miguel Núñez de Prado enviado desde Madrid para intentar convencer a Cabanellas para que no se sublevara y que fue ejecutado―. En un primer momento cerca de un centenar de líderes de los partidos republicanos y de izquierda y de dirigentes de las organizaciones obreras fueron asesinados, pero a partir del mes de agosto, conforme las columnas de las milicias anarquistas procedentes de Cataluña se iban acercando, la represión se recrudeció. Más de setecientas personas fueron ejecutadas sumariamente solo en el mes de agosto y hubo «paseos» nocturnos a cargo de las «patrullas del amanecer» falangistas y carlistas y también «sacas» ―dos de las víctimas fueron el gobernador civil republicano Ángel Vera Coronel y el presidente de la Diputación Manuel Pérez-Lizano; la muerte de este último conmocionó al nuevo presidente de la Diputación Luis Orensanz Moliné, al que acabaron destituyendo e instruyéndole un proceso judicial―. A finales de 1936 se superaban los dos mil quinientos muertos sin que prácticamente ninguno de ellos hubiera pasado por un consejo de guerra ―el mes más sangriento fue agosto con setecientos treinta ejecuciones extrajudiciales, «un mes donde los cadáveres se pudrían en el cementerio local», ha afirmado Javier Rodrigo―.

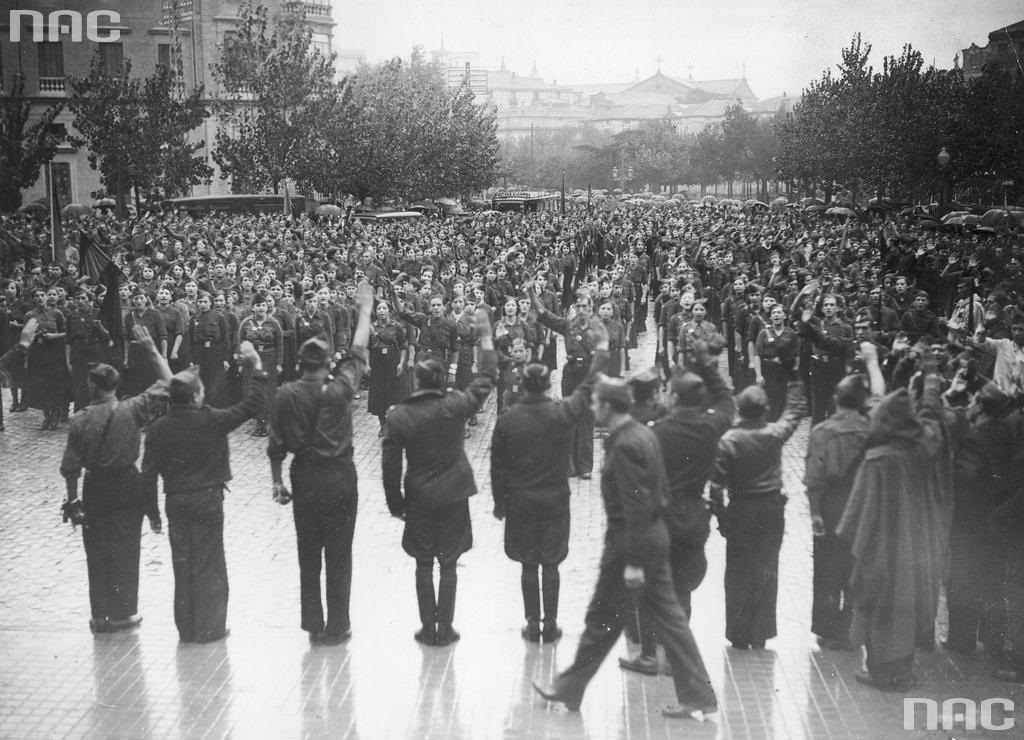
Concentración de falangistas en Zaragoza.

Uno de los hechos más crueles, según Julián Casanova, fue el fusilamiento a principios de octubre de más de trescientos jóvenes reclutados para la nueva «Bandera de la Legión General Sanjurjo» por la simple sospecha de que podían desertar. Otro, los sucesos de Uncastillo. En esta localidad del norte de la provincia se produjo la violación y el asesinato de dos hermanas por haber bordado una bandera republicana. El alcalde socialista moderado Antonio Planas Aznárez fue torturado y obligado a beber de aceite de ricino y después fusilado en la plaza del pueblo entre los aplausos de la gente allí congregada. También cayó víctima de la represión María Domínguez, la primera mujer que había sido alcaldesa en España. Fue «paseada» en Fuendejalón.
Como en Zaragoza, en Teruel las primeras víctimas de la represión fueron los dirigentes políticos y sindicales republicanos y de izquierda y también el alcalde y profesores de instituto y maestros nacionales. Todos fueron recluidos en el seminario de la ciudad y al final los asesinaron en sucesivas «sacas» llevadas a cabo al amanecer, después de haberles obligado a realizar trabajos forzosos. Las familias de los políticos que lograron escapar sufrieron represalias, como le ocurrió a la del concejal socialista Ángel Sánchez Batea ―su esposa y su hija de diecisiete años fueron ejecutadas―. Mil cadáveres de hombres, de mujeres y de adolescentes fueron arrojados en un foso conocido como «Los Pozos de Caudé», algunos aún con vida ―en 1959 cuando estaba a punto de inaugurarse fueron recogidos huesos de cadáveres y llevados en un camión al Valle de los Caídos; hubo que esperar a 1983 para que se hicieran ofrendas florales en la fosa―. Dos sacerdotes fueron asesinados en la provincia: el padre José Julve Hernández, párroco de Torralba de Sisones, por ser pariente de un alcalde del Frente Popular; y el párroco de Calamocha Francisco Jaime-Cantín, por intentar averiguar por qué habían fusilado a su hermano, aunque se trató de una rencilla personal. En este caso no se trató de persecución religiosa, versión propagada por el bando contrario completamente neutralizado por el informe judicial. Lo cierto es que en esos momentos Francisco Jaime Cantín no ejercía de párroco, por estar suspendido en sus funciones, según dice un informe jurídico existente en la Causa General de la Provincia de Teruel. De acuerdo con este informe fue fusilado por presentar denuncia falsa contra el Juez de instrucción de Calamocha, Vicente Martínez Alhambra. 

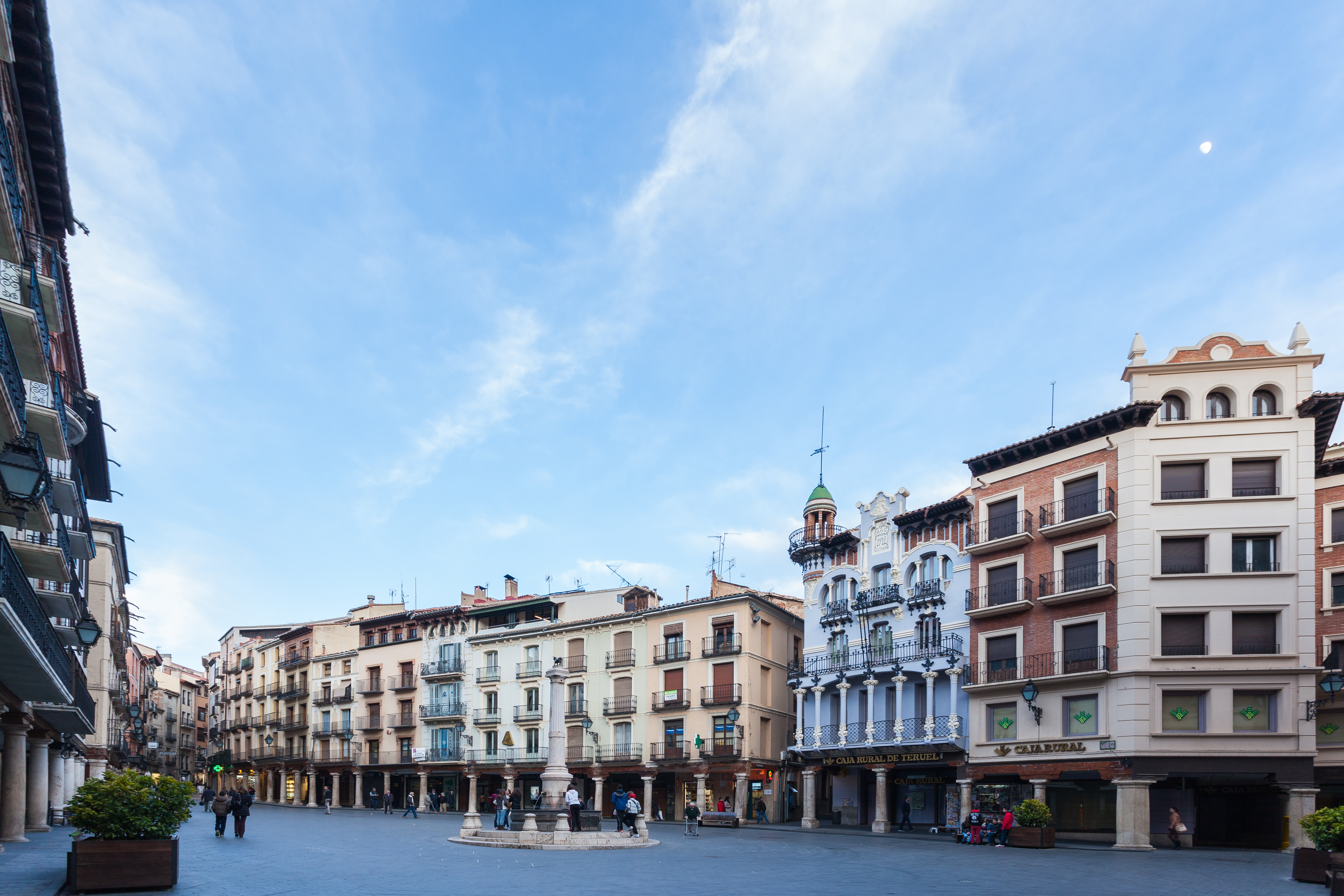
Plaza del Torico de Teruel en la actualidad. Allí a finales de agosto de 1936 los falangistas hicieron desfilar entre los insultos de la gente a trece prisioneros, entre ellos una chica joven y el rector de la Escuela Normal, y luego los fusilaron.

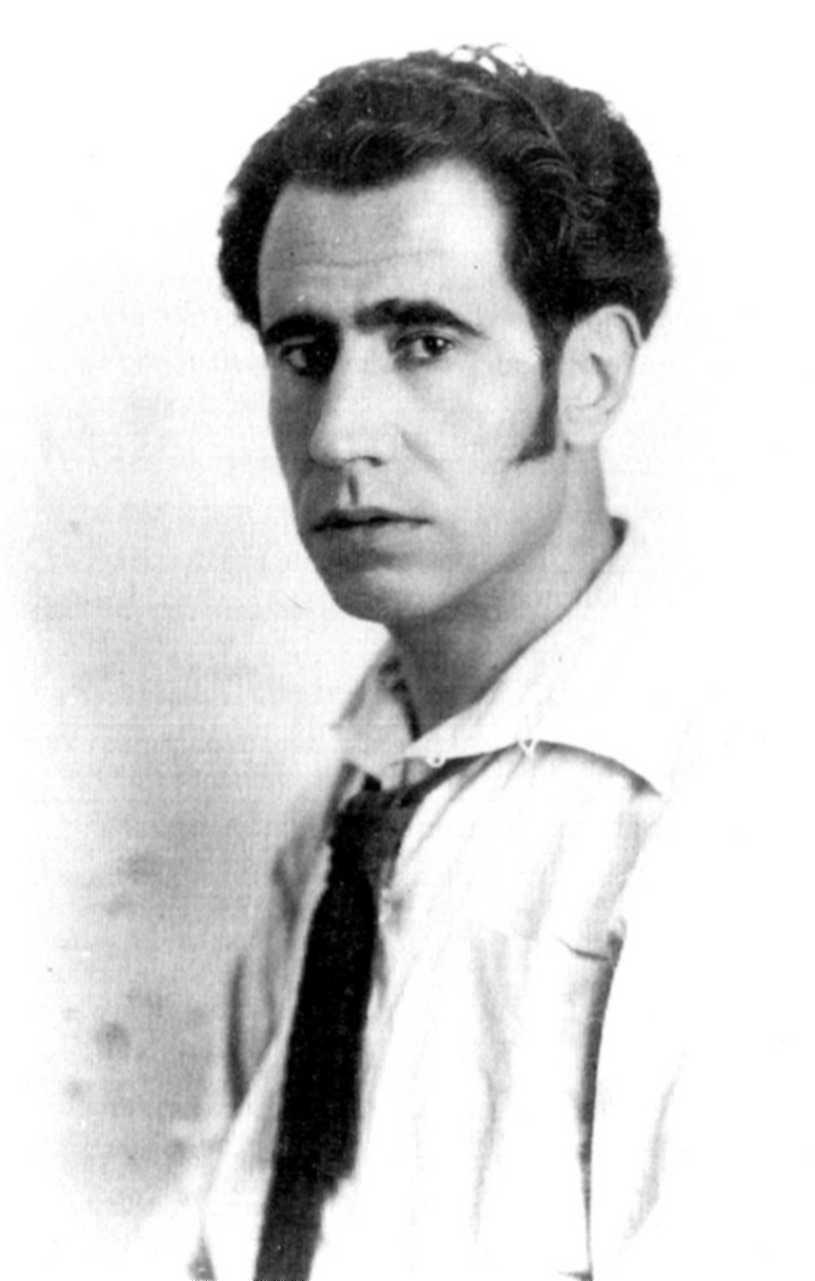
Ramón Acín asesinado en Huesca por los sublevados. Su esposa fue ejecutada tres semanas después junto a otros 94 republicanos.

Uno de los sucesos más tristemente célebres, según Julián Casanova y Javier Rodrigo, se produjo en la plaza del Torico a finales de agosto: a los sones de una banda de música los falangistas obligaron a desfilar entre insultos de la gente a 13 prisioneros, entre ellos una chica joven y el rector de la Escuela Normal, y luego los fusilaron. El público no se limitó a observar sino que lanzó «aclamaciones, risas y burlas». El obispo Anselmo Polanco al parecer presenció los hechos, pues protestó ante las autoridades, aunque nunca levantó su voz contra la represión. Como tampoco lo hizo cuando un año después desfiló por la plaza del Torico y por el centro de la ciudad un batallón de legionarios que llevaban ensartados en sus bayonetas restos humanos procedentes de los cadáveres de prisioneros republicanos fusilados. En la localidad de Cella, cercana a la capital, fueron fusiladas ochenta y seis personas, entre ellas una mujer que en una representación teatral había aparecido envuelta con la bandera republicana. Su madre que intentó salvarla también fue asesinada y los cadáveres de ambas fueron arrojados a «Los Pozos de Caudé». Otras dos víctimas fueron también mujeres, madre e hija, que fueron asesinadas como represalia por no haber encontrado al marido. Sus cadáveres también fueron arrojados a «Los Pozos de Caudé».
En Huesca y en Jaca también triunfó el golpe, pero gran parte de la provincia quedó en manos republicanas. En la capital la asonada la encabezó el general Gregorio Benito Terraza que inmediatamente hizo fusilar al alcalde Mariano Carderera Riva y a otros masones, y apresó a los dirigentes republicanos y de izquierdas, con lo que consiguió atajar un conato de huelga general. También detuvo a los familiares de los que habían conseguido huir. Setenta y cuatro mujeres fueron ejecutadas por ser esposas de huidos o de fusilados. La represión extrajudicial de las «sacas» y los «paseos» la llevó a cabo el llamado «Escuadrón de la Muerte». Una de sus víctimas fue el artista y profesor anarquista Ramón Acín Aquilué, amigo de Federico García Lorca y de Luis Buñuel. La esposa de Ramón Acín fue ejecutada tres semanas después junto a otros 94 republicanos. Por su parte, en Jaca, la represión la dirigió el comandante Dionisio Pareja, que recibió la orden desde Zaragoza de «depurar de una vez y para siempre los elementos indeseables». Inmediatamente comenzaron los fusilamientos sin juicio de los militantes y dirigentes republicanos y de izquierda que aparecían en las listas negras confeccionadas por los caciques locales y por algunos curas. También hubo «sacas». En total, en Jaca y sus alrededores hubo más de cuatrocientas ejecuciones. Uno de los fusilados fue el párroco de Loscorrales, el padre José Pacual Duaso, de tendencia liberal y muy respetado. Fue víctima de una venganza personal del jefe de la Falange local, antiguo alcalde socialista de la localidad, que lo asesinó en su propia casa el 22 de diciembre de 1936. Alegó que se había resistido a la detención ―había sido acusado con pruebas falsas de participar en una conspiración de los jornaleros de la localidad para asesinar derechistas―.

## La represión del general Franco

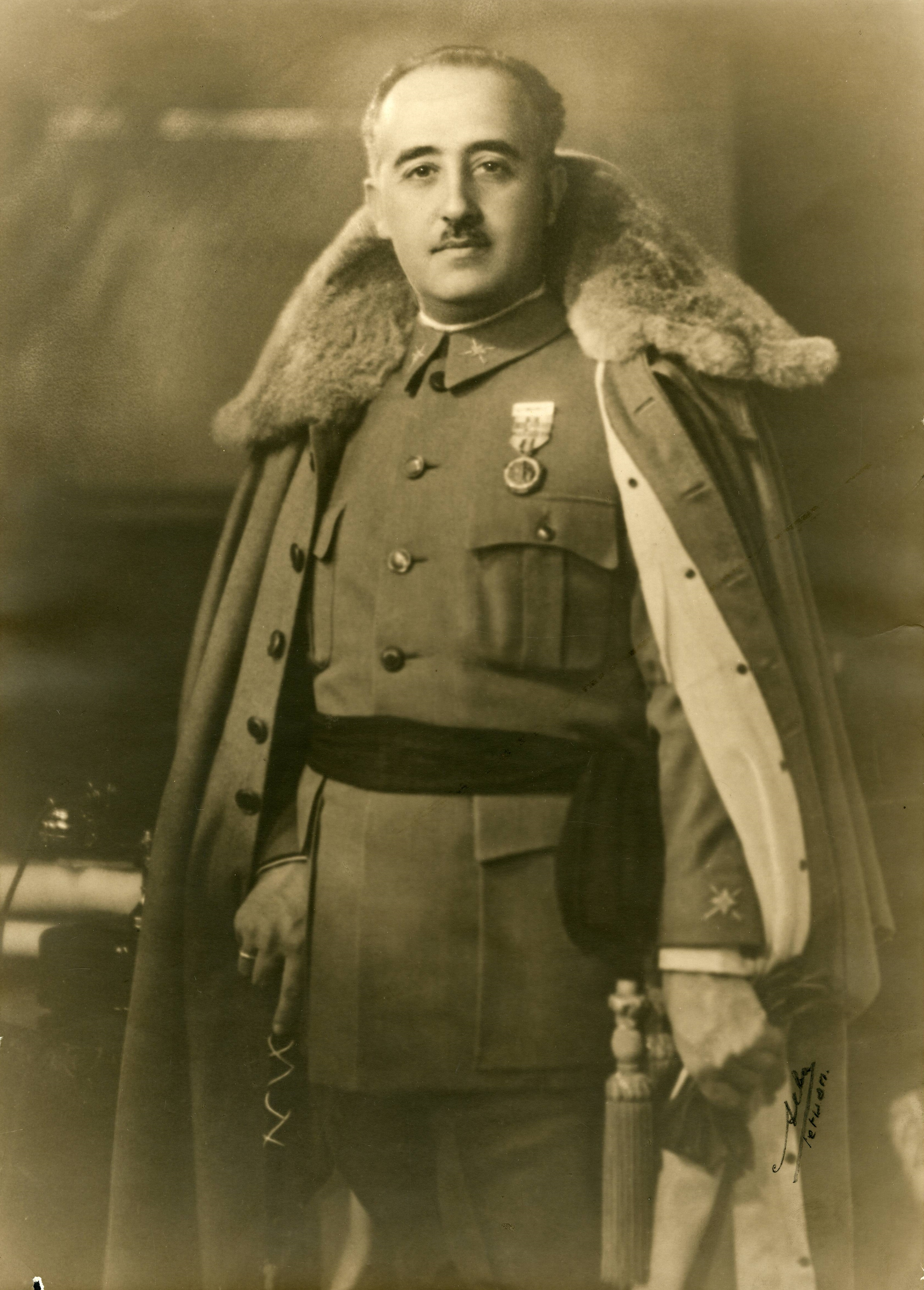
general Franco.

### El avance hacia Madrid: la «columna de la muerte»

#### De Sevilla a Badajoz
A principios de agosto de 1936 el general Franco ordenó que tres columnas del Ejército de África que él comandaba iniciaran su avance desde Sevilla hacia Madrid por Extremadura. Las mandaban el teniente coronel Carlos Asensio Cabanillas, el comandante Antonio Castejón Espinosa y el teniente coronel Heli Rolando de Tella, todos ellos bajo el mando del teniente coronel Juan Yagüe ―cuando tomó posesión Yagüe escribió a sus subordinados: «No me detendrá nada, delante de mí está Madrid, hay que conquistarlo rápidamente. ¡LO MANDA ESPAÑA! Columna de Madrid, ¡ADELANTE! Sin pensar en la fatiga ni peligros, la Patria lo necesita, nuestro honor lo impone»―. Las órdenes que recibieron eran claras: «Propinar a las crueles turbas un mazazo rotundo y seco que las dejase inmóviles». Para ello las columnas compuestas por legionarios y por regulares recurrirían, según Francisco Espinosa Maestre, a las mismas tácticas de terror que ya habían empleado en el Protectorado español de Marruecos con la población local. Avanzaron rápidamente porque los milicianos republicanos que les hicieron frente no tenían la formación militar adecuada, estaban pobremente armados y carecían de cobertura aérea y de artillería. La orden era no tomar prisioneros por lo que a los milicianos que capturaban por el camino los legionarios y los «moros» los fusilaban. Sobre los saqueos que también eran habituales un ayudante del general Queipo de Llano escribió lo siguiente años más tarde:

El pillaje y el saqueo fue consubstancial con la columna. Pueblo en que entraban, pueblo que devastaban. En todos ellos se ven las huellas de su paso. Los moros y el Tercio, cuando iban a Sevilla, llegaban cargados de objetos de todas clases. Vendían, sin el menor recato, aparatos de radio, relojes, joyas, etc.

La resistencia al avance de los sublevados la intentó organizar el Comité de Defensa del Frente Popular de Badajoz, presidido por el gobernador civil republicano Miguel Granados Ruiz y del que formaban parte el alcalde de Badajoz Sinforiano Madroñero y varios diputados a Cortes, entre los que se encontraba el socialista Nicolás de Pablo Hernández. Los diputados José Sosa Hormigo y Pedro Martínez Cartón encabezaron sendas columnas de milicianos para enfrentarse a los rebeldes a las que se fueron uniendo hombres que huían del avance implacable de las columnas del Ejército de África, lo que no mejoró su eficacia militar pero sí su sed de venganza que a veces descargaron sobre los derechistas que encontraron en los pueblos que aún no habían caído en poder de los sublevados.

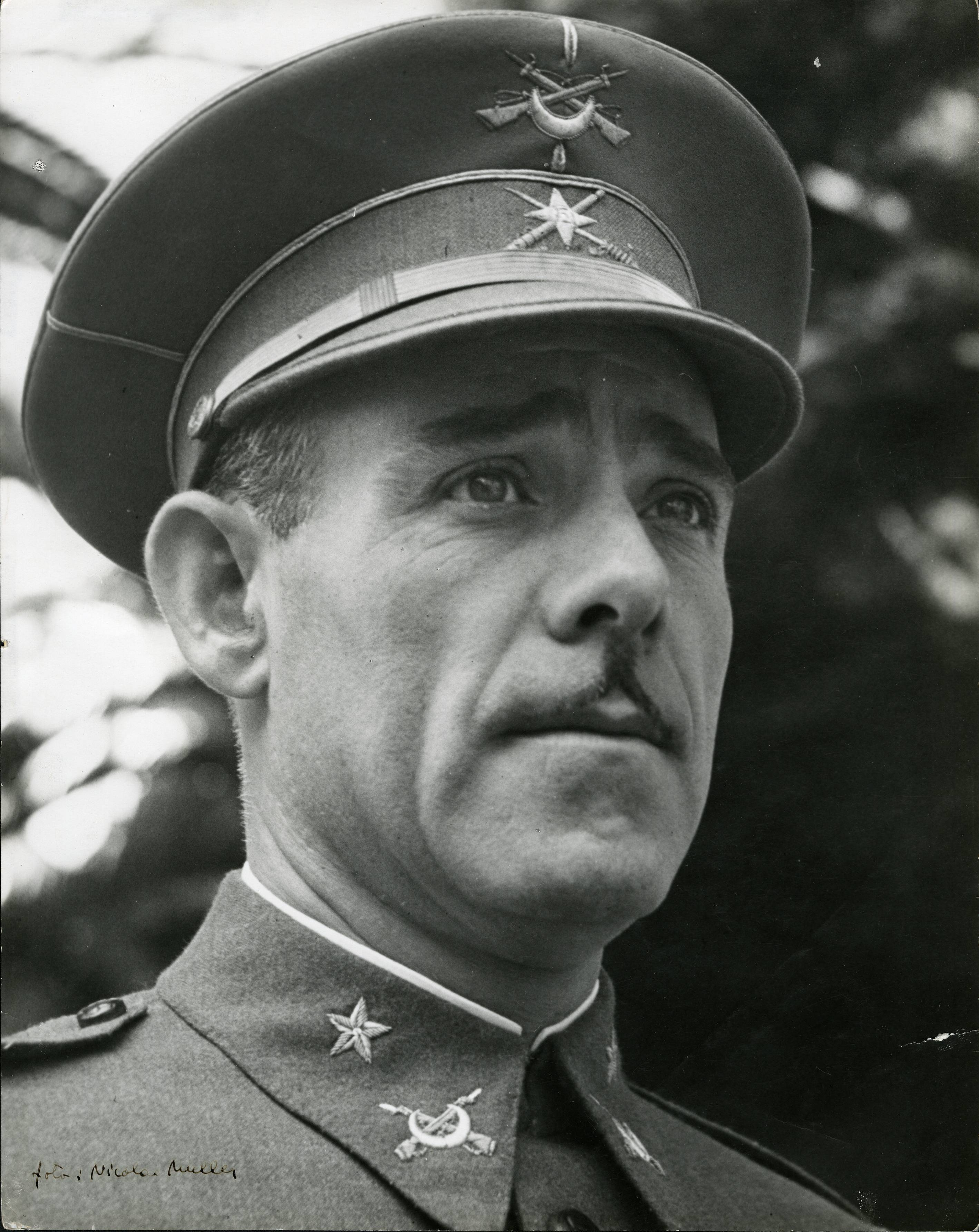
Teniente coronel Carlos Asensio Cabanillas. Comandó una de las tres columnas del Ejército de África que avanzó desde Sevilla hacia Madrid por Extremadura.

Las columnas rebeldes entraron en la provincia de Badajoz en dirección a Mérida sin encontrar apenas resistencia. En los pueblos que fueron ocupando desencadenaron, según Paul Preston, el terror. «Además de saqueos y violaciones, los hombres de Asensio, Castejón y Tella aniquilaban a todos los simpatizantes del Frente Popular, reales o supuestos, que encontraban a su paso, dejando tras de sí un reguero de sangre». Al mismo tiempo los terratenientes iban recuperando las propiedades que habían ocupado las colectividades campesinas en los meses anteriores a la guerra. No en vano cuando los legionarios o los regulares ejecutaban a milicianos en ocasiones utilizaban entre risas la expresión «darles reforma agraria».
En Monesterio nueve de los once miembros del Frente Popular fueron fusilados. En Llerena los hombres de la columna de Castejón lanzaron bombas de mano contra el ayuntamiento, la escuela y la iglesia donde los alrededor de ciento cincuenta defensores del pueblo se habían refugiado. A los supervivientes los remataron con sus bayonetas. En Fuente de Cantos, donde sí había habido represión a los derechistas ―unos milicianos enmascarados incendiaron la iglesia con cincuenta y seis prisioneros dentro, de los que doce murieron―, se tomaron represalias y se fusiló a veinticinco supuestos izquierdistas por cada uno de los que habían muerto en la iglesia, entre ellos sesenta y dos mujeres, algunas de ellas embarazadas. Además hubo robos y saqueos. En Los Santos de Maimona, donde una columna republicana llegada de Badajoz fue derrotada por las tropas de Castejón, un grupo de unos cuarenta falangistas y requetés carlistas fusilaron a cien vecinos y otros muchos fueron detenidos y maltratados, además de confiscarles sus bienes. Todo ello a pesar de que en esa localidad no se había asesinado a ningún derechista, como ha destacado Francisco Espinosa Maestre. De nada sirvieron las protestas del párroco de la localidad. En Zafra donde tampoco había muerto ningún derechista, gracias sobre todo a la firme actuación del alcalde republicano José González Barrero que evitó que fueran asesinados los veintiocho partidarios del alzamiento detenidos, alrededor de doscientos vecinos fueron fusilados, cuarenta el primer día de la ocupación ―el alcalde logró escapar pero nada más acabar la guerra fue detenido y ejecutado―. Como en otros lugares los regulares y los legionarios violaron a las mujeres y se dedicaron al saqueo. También se dedicaron al pillaje los falangistas que se ocupaban de la represión tras la marcha de las columnas. Un testigo relató lo siguiente sobre lo que sucedió en Zafra:

A mediodía Castejón y parte de su columna salen de Zafra y se llevan atadas detrás al casi medio centenar de personas que no han encontrado valedor. Cada cierto trecho va sacando a siete personas y ordena que sean fusiladas.

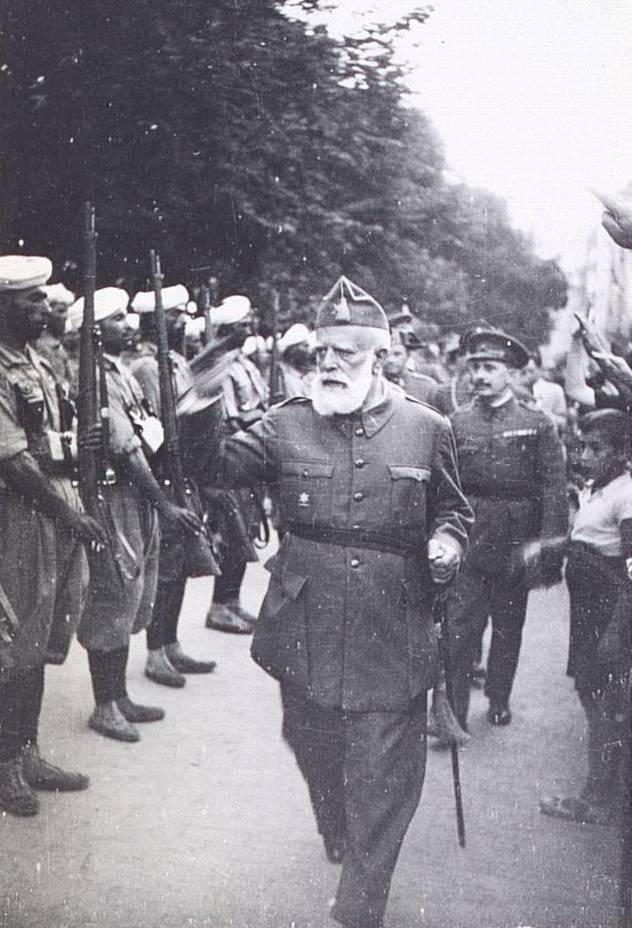
El general Cabanellas pasando revista a una unidad de regulares. Junto con los legionarios los regulares fueron la principal fuerza de choque de la "columna de la muerte".

Tras la conquista de Zafra, las columnas continuaron su avance hacia Mérida. Por el camino tomaron Villafranca de los Barros y Almendralejo. En la primera localidad, donde el Comité del Frente Popular había impedido que fueran asesinados cincuenta y cuatro derechistas encarcelados en la iglesia, fueron detenidas varios centenares de personas y cincuenta y seis de ellas fueron fusiladas ―en los tres meses siguientes serían ejecutadas más de trescientas―. Un documento franquista posterior relató así los hechos: «El capitán Menéndez formó el primer consejo de guerra, que empezó rápidamente a funcionar. El capitán Fuentes con varios números del Tercio, Regulares y falangistas [empezaron] a limpiar el pueblo de lo que había quedado de rojo en él. Aquella tarde, la justicia militar, rígida, inexorable, descargaba su mano sobre cincuenta y seis delincuentes. Primeros que sufrieron la justicia en esta ciudad». En Almendralejo las columnas rebeldes encontraron mayor resistencia que en otros lugares. Allí los milicianos habían cumplido la amenaza de que quemarían los dos edificios donde tenían a los prisioneros de derechas si las tropas rebeldes entraban en el pueblo y veintiocho de ellos murieron. La repuesta fue bombardear y quemar la iglesia en cuya torre se habían atrincherado cincuenta milicianos. A continuación varios cientos de personas fueron fusiladas, entre ellas cien mujeres que antes de ser ejecutadas fueron violadas y humilladas rapándoles la cabeza y obligándoles a tomar aceite de ricino. Los periodistas portugueses que seguían a las columnas se refirieron a Almendralejo como «esta localidad maldita».
Mérida cayó el 11 de agosto, después de haberla sometido a un terrible bombardeo por tierra y por aire. «La irrupción en la ciudad de moros y legionarios, tras la entrada por el puente romano, a base de bombas de mano, fue apocalíptica», afirma Francisco Espinosa Maestre. Según Paul Preston, «siguió la habitual represión sangrienta. Los izquierdistas que no pudieron escapar se refugiaron en sus viviendas o en el sótano de la casa del pueblo. Los rebeldes los obligaron a salir uno a uno y los mataron a medida que aparecían». Los registros y asesinatos se prolongaron durante varios días. Los legionarios y los regulares a menudo mutilaban a los heridos o los decapitaban. El corresponsal del diario británico Daily Express Harold Pemberton refirió que un grupo de legionarios le ofrecieron «orejas de comunistas como recuerdo» de la masacre. Una vez se marcharon las columnas la represión corrió a cargo de falangistas a las órdenes del comandante de la Guardia Civil Manuel Gómez Cantos. El casino de Mérida se convirtió en una prisión improvisada y de allí sacaban a los detenidos por la noche para asesinarlos. Tras la ocupación se celebró una procesión que recorrió la ciudad. La iniciativa la habían tomado el centenar de mujeres que habían estado presas. «Iban descalzas y con los brazos en cruz las mujeres, y los hombres lloraban con sagrada unción, bendiciendo el favor de Dios y el nombre de Franco», narró un cronista oficial.
Tras la ocupación de Mérida las columnas de Yagüe, que sumaban unos tres mil hombres, giraron hacia el oeste para dirigirse hacia Badajoz, situado a orillas del río Guadiana junto a la frontera con Portugal. Por el camino tomaron Torremayor, Lobón, Montijo, Puebla de la Calzada y Talavera la Real, donde las organizaciones y partidos del Frente Popular habían constituido Comités de Defensa que habían detenido a los derechistas de cada localidad sin que se cometiera ningún asesinato. Por el contrario Yagüe ordenó a las nuevas autoridades locales que él mismo nombró: «No dejéis a ningún dirigente de izquierdas vivo». Así en Puebla de la Calzada fueron fusilados por los falangistas veintinueve hombres y una mujer, a quien antes de matarla le habían rapado el pelo y obligado a beber aceite de ricino ―lo mismo que hicieron con otras mujeres de la localidad en la plaza principal del pueblo, a las que hicieron desfilar por las calles mientras la purga hacía efecto―. En Montijo fusilaron a catorce prisioneros, entre ellos el alcalde, a quien además le confiscaron sus tierras ―en los meses y años siguientes fueron asesinadas alrededor de cien personas―. En Torremayor, un grupo de falangistas irrumpieron en el pueblo y detuvieron y asesinaron a tres miembros del Comité del Frente Popular, después de un remedo de «juicio» presidido por el líder de los falangistas. En Talavera la Real, donde en su huida un grupo de milicianos se había llevado como rehenes a veintitrés derechistas y a veintiuno de ellos los habían asesinado a un kilómetro del pueblo, fueron ejecutadas alrededor de doscientas cincuenta personas.

#### La masacre de Badajoz
El jueves 13 de agosto, un día antes del asalto a Badajoz, una escuadrilla de aviones del bando sublevado no lanzó bombas como era habitual desde el día 7 sino miles de octavillas firmadas por el general Franco dirigidas a «los soldados y ciudadanos resistentes en Badajoz». «No cabía duda de que se avecinaba la matanza», afirma el historiador británico Paul Preston. La octavilla decía lo siguiente:

Vuestra resistencia será estéril y el castigo que recibáis estará en proporción de aquélla. Si queréis evitar derramamientos inútiles de sangre, apresad a los cabecillas y entregadlos a nuestras fuerzas. El movimiento salvador español es de paz, de fraternidad entre los españoles de orden, de grandeza de la Patria, y a favor de la clase obrera y media; nuestro triunfo está asegurado y por España y su salvación destruiremos cuantos obstáculos se nos opongan. Aún es tiempo de corregir vuestros errores; mañana será tarde. ¡Viva España y los españoles patriotas!

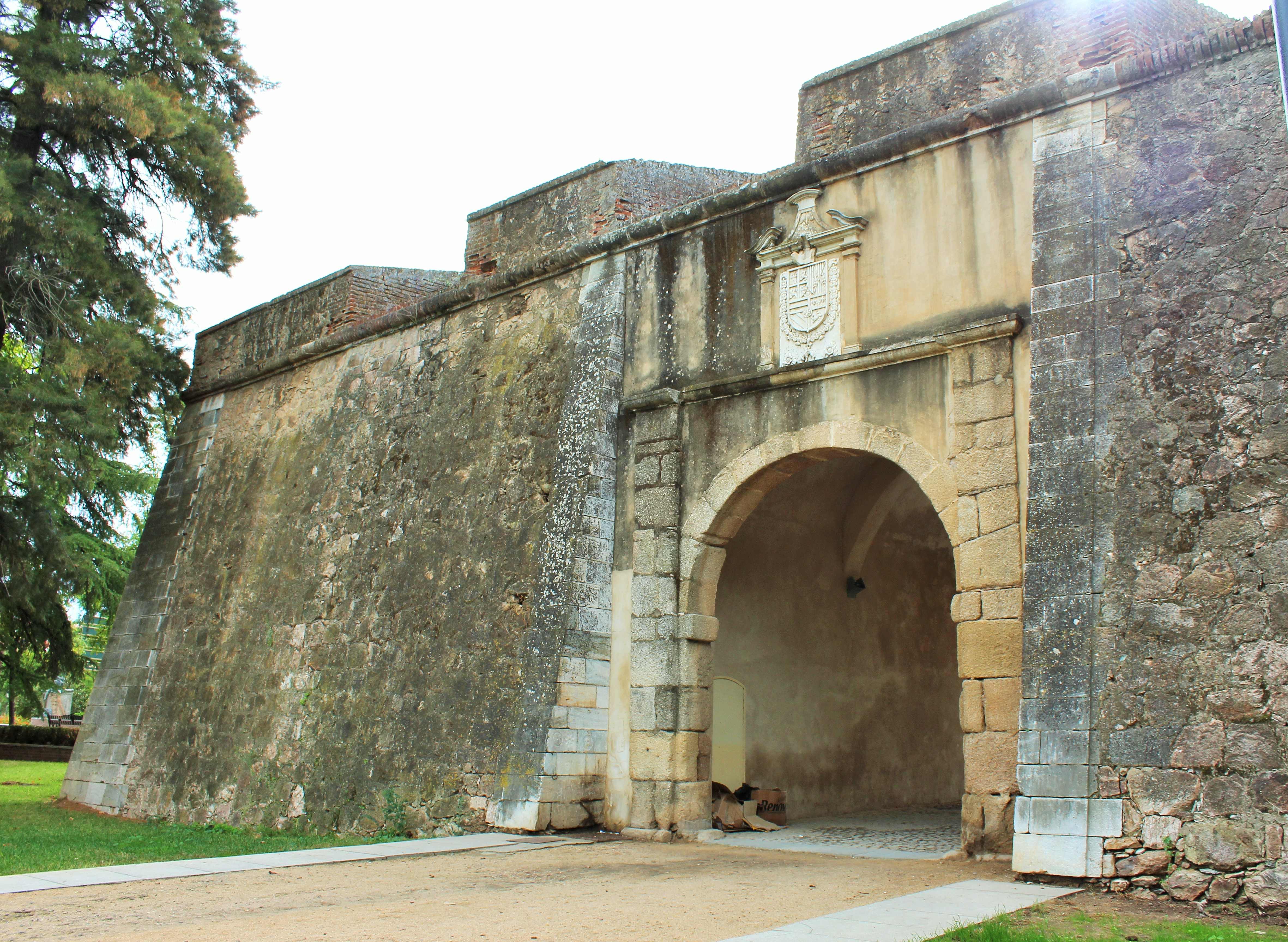
Puerta de la Trinidad del recinto abaluartado de Badajoz.

A primera hora de la mañana del viernes 14 de agosto comenzó el bombardeo artillero de Badajoz. Los miembros del Comité de Defensa decidieron huir a Portugal, incluido el oficial al mando enviado desde Madrid, el coronel Ildefonso Puigdengolas, lo que hizo que otros oficiales también desertaran. A mediodía las tropas insurgentes lograron entrar en la ciudad y los legionarios y los regulares fueron matando a todos los que encontraron por el camino, incluso a los que se rendían. La misma suerte corrieron los milicianos que se habían refugiado en la catedral. En seguida comenzaron las violaciones de mujeres y los saqueos de comercios, bares y viviendas en los que también participaron los falangistas que se habían sumado a las columnas ―«la entrada de éstos [los «facciosos»] en Badajoz fue algo terriblemente espantoso. El saqueo, los atropellos de toda clase a la población civil, los asesinatos de gente indefensa, etc., fueron la nota constante», relató un médico de Badajoz que logró escapar―. Al mismo tiempo cientos de prisioneros, a menudo simples vecinos sin ninguna filiación política, fueron recluidos en la plaza de toros por el mero hecho de haber participado en la defensa de la ciudad ―se les examinaba el hombro para ver si se veía la contusión provocada por el retroceso del rifle―. Allí fueron ametrallados. La masacre de Badajoz continuó a primera hora de la mañana del día siguiente.
Muchos de los que habían conseguido huir a Portugal serían devueltos por la Dictadura salazarista aliada del bando sublevado y ejecutados en su mayoría ―incluso se permitió que falangistas entraran en Portugal a apresar refugiados españoles―. Otros en cambio serían acogidos por familias portuguesas y repatriados a la zona republicana por vía marítima a bordo del buque Nyassa. Entre los devueltos por las autoridades portuguesas se encontraban el alcalde de Badajoz Sinforiano Madroñero y el diputado socialista Nicolás de Pablo. Fueron ejecutados el 30 de agosto «como culminación de una elaborada ceremonia fascista», en palabras de Paul Preston, ―una banda militar tocó la Marcha Real y se cantó el falangista Cara al sol―. «El panorama de la ciudad en la mañana del día 15 era pavoroso. A los cadáveres que todavía quedaban en las calles se añadían, esparcidos por doquier, muebles abandonados y enseres de todo tipo…», señala Francisco Espinosa Maestre. El general Franco desde Sevilla felicitó a Yagüe «por su brillantez y valerosa actuación para llevar a efecto la ocupación de Badajoz». «Cuando las tropas luchan por la más justa de las causas, cual es la salvación de la Patria, y cuando además son tan sufridas y valientes como las de su mando, resultan invencibles», añadió el general Franco. En el preámbulo del bando de guerra «en bien de la Patria y de la República» que proclamó Yagüe el 14 de agosto se decía:

Españoles:
Las circunstancias extraordinarias y críticas por que atraviesa España entera; la anarquía que se ha apoderado de las ciudades y los campos, con riesgos evidentes de la Patria, amenazada por el enemigo exterior, hacen imprescindible el que no se pierda un solo momento y que el ejército, si ha de ser salvaguardia de la Nación, tome a su cargo la dirección del país, para entregarlo más tarde, cuando la tranquilidad y el orden estén restablecidos, a los elementos civiles preparados para ello.

Cuando las columnas de Yagüe se marcharon de Badajoz para continuar su avance hacia Madrid, se hizo cargo de la represión el coronel Eduardo Cañizares Navarro, nuevo gobernador militar de la provincia, y el teniente coronel Manuel Pereita Vela, delegado de Orden Público, un hombre de confianza del general Queipo de Llano ―el comandante retirado Marciano Díaz de Liaño fue designado nuevo gobernador civil y el comandante también retirado Francisco Sancho Hernández presidente de la Diputación; el nuevo alcalde de Badajoz fue el capitán también retirado Manuel García Castro―. Nada más ocupar el cargo el coronel Cañizares envió un amplio informe al general Franco en el que reconocía que en toda la provincia de Badajoz había habido «excesiva represión» ―sobre los huidos le dijo: «en mi opinión hay muchos que no vienen a nuestro lado por temor a ser ejecutados»― y en el que sobre el estado de los vecinos en general le dijo lo siguiente (solo había pasado una semana desde la «matanza de Badajoz»):

Muy abatida en el campo y en la plaza. Ya y para levantarla he organizado un desfile, unas manifestaciones y gran propaganda, pero son poco sensibles y el susto no acaba de salirles del cuerpo.

Hasta noviembre de 1936 en que fue relevado, Pereita fue responsable de 2580 muertes en toda la provincia, en la mayoría de los casos sin haber iniciado ninguna investigación y contando con la ayuda entusiasta de los falangistas locales ―además amasó una fortuna con la confiscación de los bienes de sus víctimas―. La represión también afectó a las mujeres de izquierdas que cuando no eran asesinadas eran sometidas a humillaciones públicas como el rapado de la cabeza o la ingestión de aceite de ricino porque según los ocupantes «tenían la lengua sucia». El cónsul portugués en Badajoz, que había sido objeto de un homenaje por parte de las nuevas autoridades franquistas en cuanto representante de Portugal, envió el siguiente informe a su gobierno unas semanas después de los sucesos de Badajoz:

Los falangistas, los más numerosos, a las personas de izquierdas que no fueron fusiladas, los castigan haciendo[les] tomar grandes vasos de aceite de ricino, les cortan el cabello, siempre en público, igualmente lo hacen con las personas de derechas que teniendo dinero no contribuyen al mantenimiento del ejército nacionalista. Los masones son desposeídos de sus cosas y encarcelados, los funcionarios públicos de filiación izquierdista si ejercían cargos públicos fueron fusilados, y los demás suspendidos de sus cargos. No se deja a los acusados comunicarse con nadie, hay constancia de denuncias falsas por motivos personales, parece ser que se ha fusilado a muchos inocentes.

Es muy difícil saber el número total de víctimas de la masacre de Badajoz porque fueron asesinadas sin juicio alguno y sus cadáveres enterrados en fosas comunes o incinerados para evitar epidemias, y sus muertes no fueron inscritas el registro civil o se hicieron con posterioridad. Así describió el periodista portugués Mário Neves lo que vio el 15 de agosto, solo un día después de la masacre —la crónica que envió a su periódico el Diário de Lisboa con fecha del 17 de agosto fue prohibida por la censura portuguesa—:

Hace diez horas que la hoguera arde. Un horrible hedor penetra por nuestras fosas nasales, hasta el punto de que casi nos revuelve el estómago… Sobre una superficie de más de cuarenta metros, más de trescientos cadáveres, en su mayoría carbonizados. Algunos cuerpos, colocados precipitadamente, están totalmente negros, pero hay otros cuyos brazos o piernas han escapado a las llamas provocadas por la gasolina derramada sobre ellos. El sacerdote que nos acompaña comprende que el espectáculo nos desagrada y trata de explicarnos:
 —‘Merecían esto. Además, es una medida de higiene indispensable…’

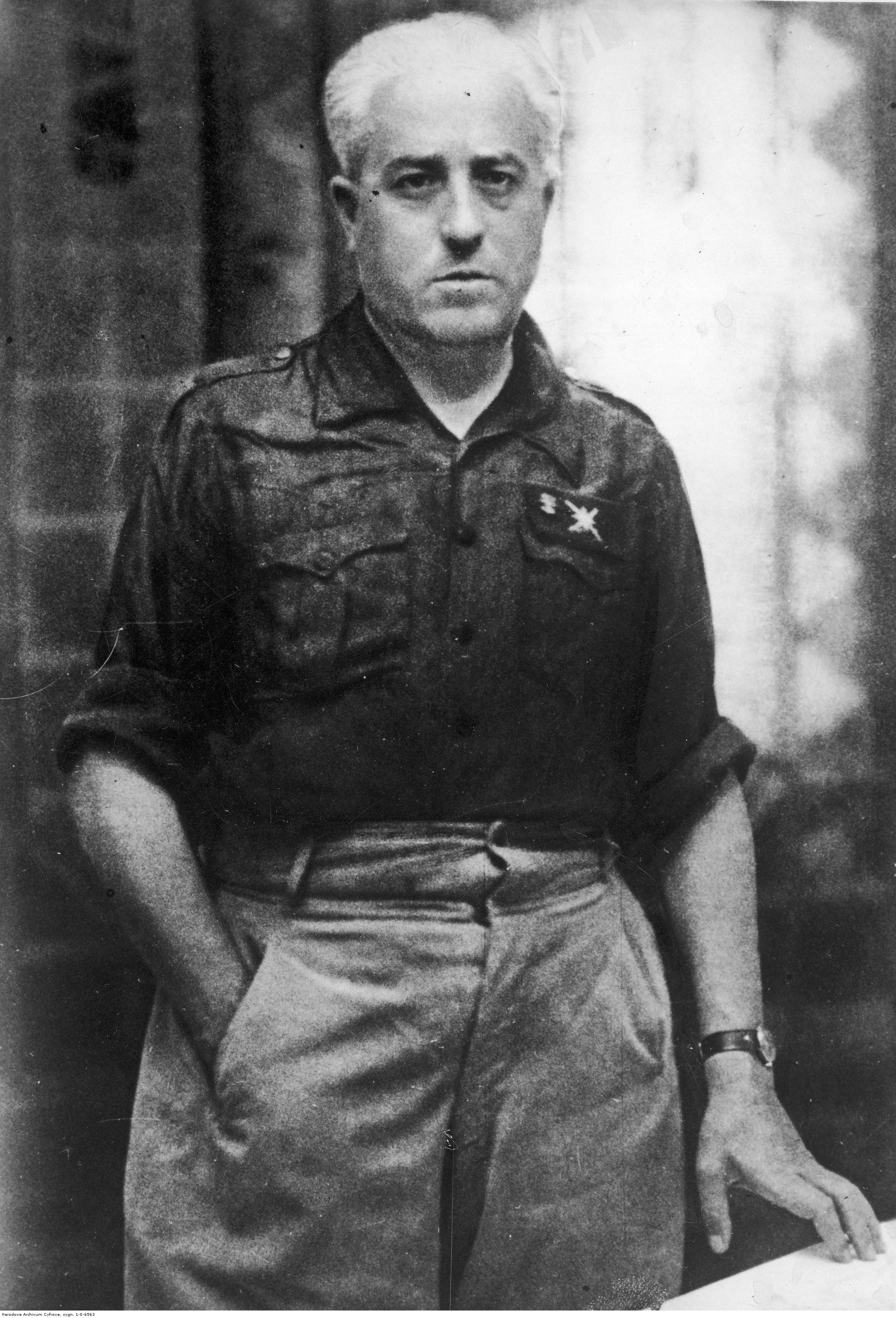
Teniente coronel Juan Yagüe. Mandó las tropas que perpetraron la masacre de Badajoz.

La cifra más admitida de víctimas de la masacre de Badajoz es la de tres mil ochocientas como mínimo. Ha sido propuesta por el historiador Francisco Espinosa Maestre tras realizar una investigación sobre el tema para su libro La columna de la muerte. Los asaltantes, por el contrario, sufrieron ciento ochenta y cinco bajas, cuarenta y cuatro muertos y ciento cuarentaiún heridos, la mayoría legionarios caídos en el primer asalto a la Puerta de la Trinidad. En plena masacre el propio teniente coronel Yagüe comentó: «Mañana, cuando hayamos concluido definitivamente la limpieza, todo estará listo para ampliar la operación. Ahora que ya hemos liquidado a los moscovitas, ésta vuelve a ser una ciudad española». Más tarde preguntado por el periodista John Whitaker contestó: «Claro que los fusilamos. ¿Qué se esperaba usted? ¿Cómo iba a llevarme conmigo a cuatro mil rojos, cuando mi columna avanzaba a contrarreloj? ¿O habría debido dejarlos en libertad para que volvieran a convertir Badajoz en una capital roja?». Según Paul Preston, «los sucesos de Badajoz eran además un mensaje para advertir a los ciudadanos de Madrid de lo que ocurriría cuando las columnas llegaran a la capital de España». Por su parte Javier Rodrigo concluye: «El caso de Badajoz es el más claro y palmario de cómo pudo convertirse una ciudad en un auténtico matadero humano».
Antes de continuar su avance en dirección a Madrid Yagüe organizó pequeñas unidades integradas por falangistas, requetés, derechistas y guardias civiles bajo el mando de un oficial para que ocuparan y «limpiaran» las localidades de la parte sur y occidental de la provincia de Badajoz que no habían sido tomadas por sus columnas. Estas unidades cumplieron con el cometido que se les había asignado en dos fases, una primera del 17 al 29 de agosto y una segunda del 11 al 21 de septiembre, concluyendo con la toma de Azuaga. En cada pueblo que fueron ocupando fueron fusilados hombres y mujeres sin ni siquiera un simulacro de juicio.
Los que consiguieron huir se unieron a los miles de refugiados, incluidos muchas mujeres y niños, que cargados con sus pertenencias y sus animales intentaban llegar a la zona republicana encabezados por unos cientos de milicianos pobremente armados. Los dos grupos más numerosos habían partido de Valencia del Ventoso en el sudoeste de la provincia para dirigirse hacia el este formando la llamada «Columna de los Ocho Mil» ―dirigida por el diputado socialista José Sosa Hormigo―, aunque marchaba en dos grupos separados, uno integrado por unas dos mil personas y un segundo grupo por seis mil. El primer grupo alcanzó las líneas republicanas en Castuera, al noreste de la provincia de Badajoz. El segundo sufrió una emboscada a mitad de camino, a la altura de Fuente del Arco. Les esperaba una fuerza bien armada enviada por el general Queipo de Llano desde Sevilla, que dispuso las ametralladoras en el Cerro de la Cornocosa. Cuando llegó el grupo de refugiados comenzaron a disparar muriendo cientos de ellos. «El resultado fue el caos», afirma Francisco Espinosa Maestre. A dos mil supervivientes que no lograron escapar se los llevaron a la cercana localidad de Llerena. En el cementerio de la localidad la mayoría fueron asesinados y al parecer antes de matarlos fueron obligados a cavar sus propias fosas. Muchas mujeres fueron violadas. El 18 de septiembre, en uno de sus habituales discursos radiofónicos Queipo de Llano festejó la «limpieza de focos constituidos por gente evadida de Sierra Morena». El diario ABC de Sevilla tituló el 19: «Entre Reina y Fuente del Arco cae en una emboscada una columna marxista, siendo deshecha totalmente». Francisco Espinosa Maestre comenta que el diario había convertido «a aquel grupo de huidos en “marxistas fugitivos” y a la cobarde emboscada realizada por los golpistas en victoriosa batalla». El capitán que dirigió la operación fue condecorado con la medalla al mérito militar.

#### De Badajoz a Toledo

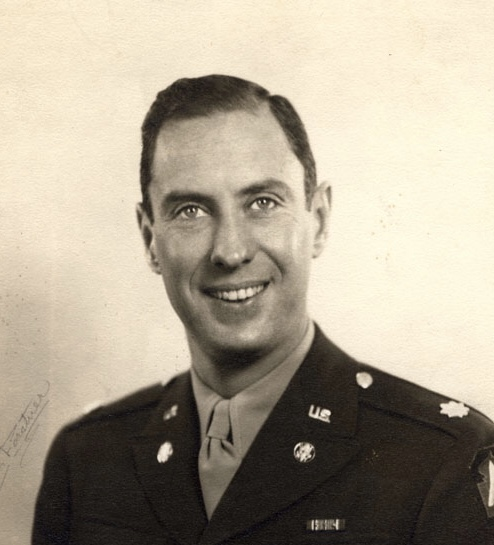
El periodista estadounidense John T. Whitaker, con uniforme del ejército de su país durante la Segunda Guerra Mundial. Informó sobre las matanzas cometidas en Talavera de la Reina y en otras localidades por las columnas de Yagüe.

Las columnas de Yagüe partieron desde Mérida hacia el norte. La columna de Tella cruzó el río Tajo por Almaraz y llegó a Navalmoral de la Mata el 27 de agosto. Allí se les unieron las columnas de Asensio, que venía de Trujillo, y la de Castejón que el 21 de agosto había tomado Guadalupe, todas ellas localidades de la provincia de Cáceres. Desde Navalmoral siguieron hacia el este por el valle del Tajo hasta llegar el 3 de septiembre a Talavera de la Reina, ya en la provincia de Toledo, la última localidad importante que quedaba antes de llegar a Madrid. El periodista norteamericano John T. Whitaker, que seguía a las columnas, fue testigo de la represión que se desató en Talavera en la que «la matanza parecía no tener fin». «No pasaba una noche sin que al amanecer me despertaran los disparos de los pelotones de fusilamiento en el patio del cuartel».

Debían ser alrededor de treinta [fusilamientos] diarios como término medio. Veía pasar a los hombres que llevaban al cuartel. Eran simples campesinos y trabajadores, hombres abatidos y sumisos. Para morir bastaba con tener el carnet de un sindicato, haber sido masón o haber votado por la República. A los que denunciaban o seleccionaban al azar por estos delitos les concedían un juicio sumario: dos minutos de audiencia, expirados los cuales normalmente se pronunciaba la pena capital. Al que hubiera ejercido cualquier cargo público durante el período republicano lo fusilaban directamente. Las operaciones de limpieza se desarrollaban en todos los caminos. De pronto aparecían cuatro campesinas amontonadas en una zanja o treinta y cuatro milicianos maniatados y fusilados en un cruce de caminos. Recuerdo haber visto un bulto en la plaza del pueblo: eran dos jóvenes miembros de la Guardia de Asalto republicana a los que maniataron con alambres, los rociaron con gasolina y los quemaron vivos.

Como en Badajoz los cadáveres fueron incinerados. Así lo relató el periodista portugués Artur Portela:

En las cunetas de la entrada, en posiciones dramáticas, se ven dos filas de cadáveres. Unos murieron en el último combate, otros después. Para que no se produjese putrefacción, los cuerpos fueron rociados con gasolina y quemados después. Un olor atroz, como gangrena suelta, llena el aire. Hay que aliviar la visión y controlar el escalofrío nervioso. Es la guerra con todos sus horrores.

La represión incluyó las violaciones colectivas de mujeres por parte de regulares y legionarios. Los corresponsales que seguían a las columnas se refirieron a ello, como el propio John T. Whitaker:

Estos “regeneradores” de España rara vez negaban que hubieran dado mujeres a los moros. Por el contrario, hacían circular por todo el frente la advertencia de que todas las mujeres que acompañaran a las tropas rojas debían correr la misma suerte. Los militares franquistas debatían la sabiduría de esta política en media docena de cantinas en las que tuve ocasión de almorzar con ellos. Ninguno negó jamás que fuera una política de Franco…

Tras la toma de Talavera las columnas siguieron su marcha hacia Madrid y el 23 de septiembre tomaron la localidad de Santa Olalla. Allí seiscientos milicianos hechos prisioneros fueron fusilados en la calle Mayor. De nuevo es John T. Whitaker quien relata el episodio:

Nunca olvidaré el momento en que presencié la ejecución en masa de los prisioneros. Me encontraba en la calle Mayor de Santa Olalla cuando llegaron siete camiones cargados de milicianos. Los hicieron bajar y los amontonaron como a un rebaño. Tenían ese aspecto apático, exhausto y derrotado de los soldados que ya no pueden resistir por más tiempo el vapuleo de las bombas alemanas. La mayoría de ellos llevaba en las manos una toalla o una camisa sucias: las banderas blancas con las que señalaron su rendición. Dos oficiales de Franco les ofrecieron cigarrillos y algunos prisioneros se echaron a reír como niños acobardados al fumar su primer cigarrillo en varias semanas. De repente, un oficial me agarró del brazo y me dijo: “Es hora de marcharse de aquí”. Frente a los amontonados prisioneros, unos 600 hombres, unos Regulares empezaban a montar sus ametralladoras. Los prisioneros lo vieron igual que los vi yo. Temblaron al unísono cuando los que estaban en primera fila, enmudecidos por el pánico, retrocedieron, pálidos y con los ojos desorbitados, aterrorizados.

El mismo día 21 de septiembre en que habían tomado Santa Olalla, las columnas de Yagüe ocuparon también Maqueda, localidad situada unos kilómetros más adelante y en la que la carretera se bifurcaba hacia el noreste en dirección a Madrid y hacia el sudeste en dirección a Toledo. En ese momento el general Franco decidió parar el avance hacia la capital, lo que dio tiempo a los republicanos para reforzar sus defensas, y desviarse hacia Toledo, donde desde hacía dos meses resistían en el Alcázar sitiado por las milicias republicanas unos mil guardias civiles y falangistas bajo las órdenes del coronel José Moscardó a los que acompañaban unos seiscientos no combatientes, principalmente sus mujeres y sus hijos, además de unos cincuenta republicanos que habían tomado como rehenes ―entre ellos se encontraba el gobernador civil republicano de Toledo Manuel María González López que después se descubrió que había entrado voluntariamente y que estaba en connivencia con los sublevados―. Así, la resistencia de los sitiados en el Alcázar se había convertido en «símbolo del heroísmo de los rebeldes», en palabras de Paul Preston, y el general Franco quiso aprovecharlo políticamente ―ese mismo día 21 de septiembre fue nombrado por los generales sublevados Generalísimo de todos ellos―.

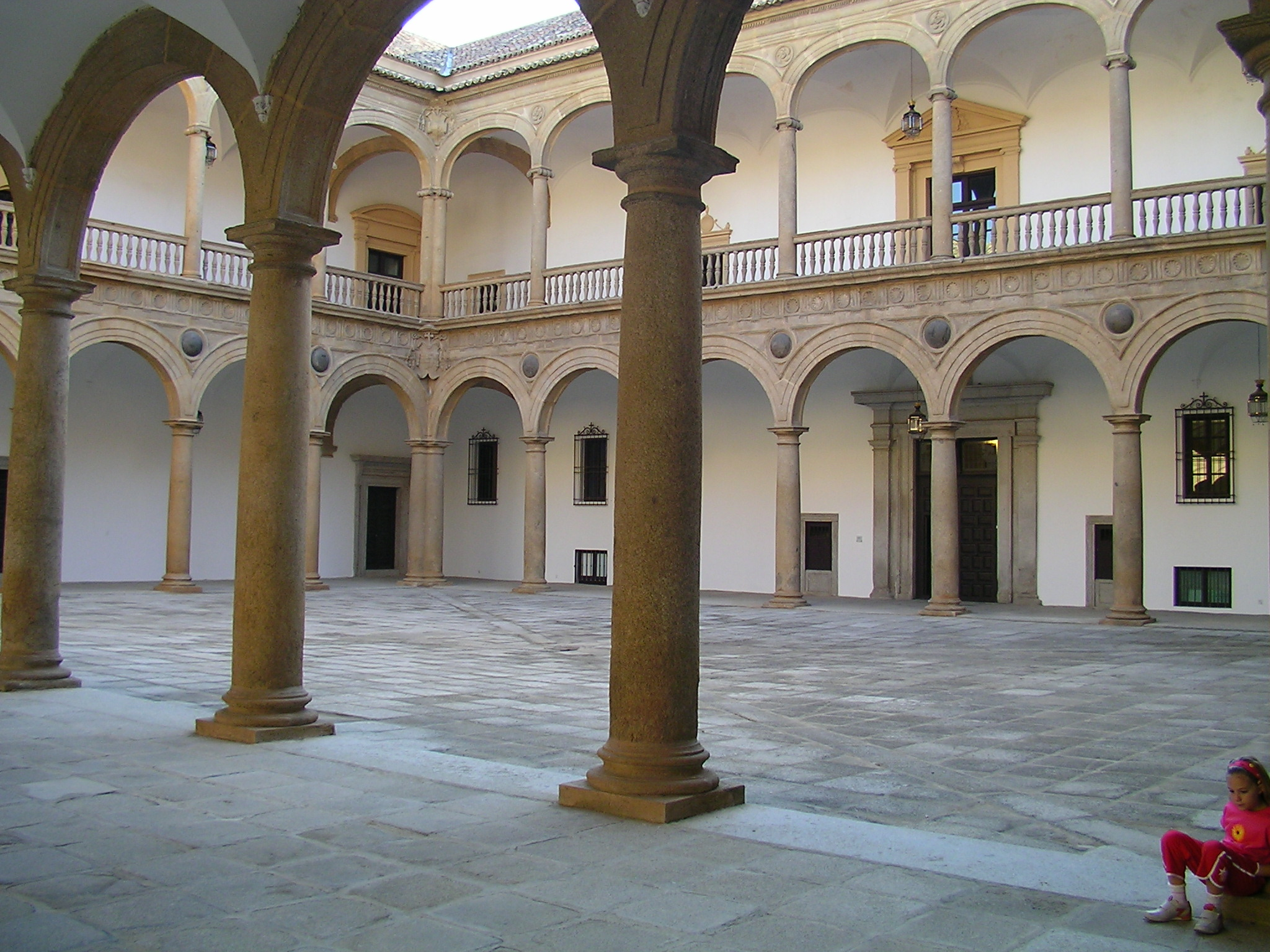
Arcada del patio interior del Hospital de Tavera de Toledo. Las tropas sublevadas asesinaron a los doscientos heridos que allí se encontraban.

Las columnas llegaron a Toledo el 26 de septiembre. En sus barrios periféricos los regulares de ben Mizzian desataron una carnicería según el cronista jesuita Alberto Risco: «Con el aliento de la venganza de Dios sobre las puntas de sus machetes, persiguen, destrozan matan… Y embriagados ya con la sangre, la columna avanza». Al día siguiente ya habían alcanzado el centro de la ciudad «con paso exterminador», según Risco. La matanza fue tan grande que Yagüe llegó a afirmar: «Convertimos Toledo en la ciudad más blanca de España». Cuando por fin los corresponsales extranjeros pudieron entrar en la ciudad el día 29 quedaron horrorizados por la cantidad de charcos de sangre que encontraron. Dos de ellos se enteraron de que los doscientos heridos que se encontraban en el Hospital de Tavera habían sido asesinados al lanzarles granadas de mano o que las veinte mujeres que había en la maternidad se las habían llevado en un camión al cementerio municipal y las habían fusilado. También observaron que continuaban los registros casa por casa y que los detenidos eran fusilados en las plazas o en el cementerio donde fueron enterrados unos ochocientos en una fosa común. Un capellán de la legión, el padre jesuita Fernando Huidobro Polanco, escribió dos documentos dirigidos a «las autoridades militares» y al Cuerpo Jurídico Militar en los que denunciaba los excesos que se estaban cometiendo y se posicionaba en contra de «la guerra de exterminio». «Toda condenación en globo, sin discernir si hay inocentes o no en el montón de prisioneros, es hacer asesinatos, no actos de justicia… El rematar al que arroja las armas o se rinde, es siempre un acto criminal», escribió. Llegó a enviar una carta al general Franco en la que volvía a denunciar que «se fusila a los prisioneros por el mero hecho de ser milicianos, sin oírlos ni preguntarles nada». En otra carta dirigida al teniente coronel Carlos Díaz Varela, ayudante del general Franco, le recordó «que en Toledo se asesinó a los heridos de los hospitales». La carta concluía así: «Soy testigo de muchos crímenes, como lo somos todos, y no quisiera que el nuevo régimen naciese manchado de sangre». El padre Huidobro moriría en el frente madrileño el 11 de abril de 1937.
Javier Rodrigo considera que «posiblemente no haya mejor ejemplo junto al de Badajoz que el de lo ocurrido en Toledo, para comprender cómo hacían la guerra las tropas controladas por el futuro Generalísimo… El cementerio de la ciudad recoge a 659 asesinados en una sola semana, y posiblemente fuesen más los no inscritos en él».

### La campaña del norte
A principios de 1937, cuando las previsiones de la toma de Madrid fracasaron y la guerra entró en otra fase, el Cuartel General de Franco en Salamanca emitió una serie de instrucciones reservadas sobre cómo proceder con la población civil de las poblaciones que fuera ocupando el ejército «nacional». En una de ellas se decía: «Los pueblos cercanos a la primera línea, especialmente los que han sido rojos y pasan a ser ocupados por nosotros, deben ser objeto de una vigilancia especial, lo mismo de hombres que mujeres y niños». Las informaciones recabadas por la unidades de policía secreta de cada división, integradas por vecinos de la zona, debían enviarse semanalmente al Servicio de Información Militar (SIM), con sede en Burgos y bajo el mando del coronel Salvador Múgica Buhigas, donde se comenzó a organizar un «fichero de criminalidad» por pueblos y provincias —otra de las fuentes de información eran los interrogatorios a que eran sometidos los prisioneros republicanos (y «presentados», es decir, los evadidos) que se parecían a un atestado policial ya que además de en los aspectos militares se centraban en los datos familiares, políticos y sociales del individuo—. La finalidad «depuradora» de esta información quedaba clara en esas instrucciones reservadas. En una de ellas, encabezada por el epígrafe «Labor que ha de desarrollarse en pro de la salvación de las almas de los izquierdistas y para su regeneración patriótica», se decía que «sería inútil pretender pertenecer a nuestra España sin haber pasado por el crisol de la purificación».
La orden reservada del 9 de marzo de 1937 daba instrucciones precisas «para que los servicios de Información e Investigación funcionen con la mayor eficacia desde el primer momento que por nuestras tropas sea ocupada una plaza de la zona roja». En los puntos 1º y 2º se decía que «todo el servicio de información e investigación estará centralizado, desde la entrada de las tropas en un Jefe del Ejército, previamente designado por el General de División a que pertenezcan las tropas que lleven a cabo la ocupación» y que «bajo sus órdenes actuará todo el personal que a estos servicios dedique tanto el Cuerpo de Policía como Falange Española y Requetés». En el punto 2º también se establecía que uno de sus cometidos sería «la busca y detención de las personas que por su actuación o ideas deban ser detenidas a los fines de justicia».
Paralelamente se creó en abril de 1937 la Oficina de Información y Propaganda Antimarxista (OIPA) dependiente de la Secretaría General de SE el Jefe del Estado y dirigida por el político Marcelino Ulibarri, cuya misión era recopilar toda clase de documentación de las zonas ocupadas «para el descubrimiento de responsabilidades por el movimiento disolvente que puso a la Nación al borde de su ruina y siempre como material precioso para facilitar el juicio de la Historia», en palabras del propio Generalísimo Franco. Fue la que se denominó «información retrospectiva», antecedente y pieza propia de la futura Causa General, que fue recabada por primera vez en la Campaña del Norte y más concretamente tras la toma de Bilbao el 19 de junio de 1937. Se entrevistaron a civiles intentando averiguar qué había sucedido antes de la «liberación» por el ejército «nacional» y quiénes habían sido los responsables. En mayo de 1938 la OIPA se integró en el Ministerio de la Gobernación con el nuevo nombre de Servicio de Recuperación de Documentos.
Finalizada la campaña de Norte, en noviembre de 1937 el SIM se transformó en el Servicio de Información y Policía Militar (SIPM) bajo la jefatura del coronel José Ungría Jiménez, designado personalmente por el Generalísimo Franco. Su reglamento, un documento de carácter reservado del que se hicieron muy pocas copias, fue aprobado el 18 de mayo del año siguiente. Su primer objetivo no era recabar información de interés militar (de eso se ocupaban las Segundas Secciones de cada Ejército) sino elaborar y facilitar datos de la población de las localidades recientemente ocupadas o que se iban a ocupar. Contaban con la colaboración de los vecinos de ellas «afectos», que serían los encargados de confeccionar una «ficha de urgencia» de cada vecino, sobre una plantilla elaborada por el SIMP (entre otros datos en la ficha se tenía que hacer constar si era un «antiguo izquierdista», si «tiene familia al servicio activo de los rojos», si «perteneció al Frente Popular» o «simpatizante con el mismo», o si «desempeñó cargos públicos»). Para las personas reconocidas como «peligrosas» y «no afectas» se rellenaba una ficha mucho más exhaustiva denominada «ficha definitiva», de cuya custodia se encargaba la Jefatura del SIPM provincial hasta que fuera depositada en cada Gobierno Militar, y que serviría como documentación para las actuaciones judiciales de Auditoría de Guerra, el organismo militar que instruía los consejos de guerra. Así el SIPM creó una extensa red «compuesta en su mayoría por civiles que elaboraran fichas de todos y cada uno de sus vecinos». El SIPM también se ocupó de difundir todo tipo de informaciones favorables al bando sublevado sobre todo al final de la guerra «entre una población exhausta tras treinta meses de guerra».
Cuando en diciembre de 1938 se inicie la ofensiva sobre Cataluña se pondrá en marcha «uno de los mayores planes de filiación e identificación de población contemporánea anteriores a la Segunda Guerra Mundial», ha señalado Gutmaro Gómez Bravo. Destinado a las tres grandes ciudades republicanas, comenzará por Barcelona.

#### La ofensiva de Vizcaya y la toma de Bilbao

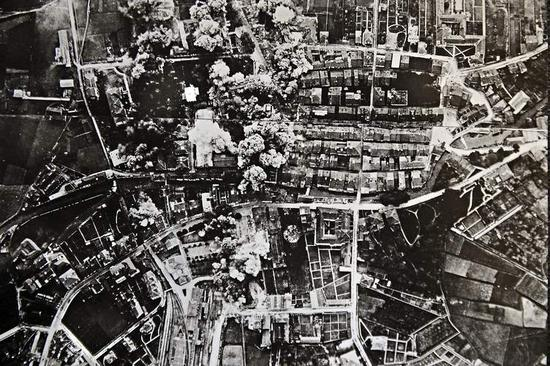
Bombardeo de Durango en el que murieron ciento veintisiete civiles, entre ellos cuatro monjas y dos sacerdotes, uno de ellos cuando oficiaba la misa.

Fracasado el intento de tomar Madrid, el general Franco decidió conquistar la franja cantábrica que estaba en manos de la República. La ofensiva sobre Vizcaya comenzó el 31 de marzo de 1937. Ese mismo día el general Mola lanzó la siguiente amenaza: «Si la rendición no es inmediata arrasaré Vizcaya hasta sus cimientos, empezando por las industria de guerra. Tengo medios sobrados para ello». Inmediatamente ordenó la ejecución de dieciséis prisioneros, entre los que se encontraba el alcalde de Vitoria Teodoro González de Zárate de Izquierda Republicana. Ese mismo día también se produjo el bombardeo de Durango en el que murieron ciento veintisiete civiles, entre ellos cuatro monjas y dos sacerdotes, uno de ellos cuando oficiaba la misa. En los días siguientes fallecerían ciento treinta y una personas más a causa de las heridas. Cuatro días después del bombardeo el general Franco recibió al embajador italiano Roberto Cantalupo ante el que justificó la brutalidad que se había empleado. «Tal vez otros piensen que cuando mis aviones bombardean las ciudades rojas estoy haciendo una guerra como cualquier otra, pero no es así», le dijo. «Debemos llevar a cabo la tarea, por fuerza lenta, de redimir y pacificar, sin la cual, la ocupación militar sería en gran medida inútil. No estoy interesado en el territorio, sino en los habitantes. La reconquista del territorio es el medio, la redención de los habitantes es el fin», concluyó. Tres semanas después, el 27 de abril tenía lugar el «horrendo crimen» ―en palabras del canónigo Alberto Onaindía― del Bombardeo de Guernica. Dos días antes la radio del bando sublevado había emitido la siguiente amenaza: «Franco se dispone a propinar un fuerte golpe contra el que es inútil cualquier resistencia. ¡Vascos! Rendíos ahora y se os perdonará la vida». El episodio fue de tal magnitud que el Cuartel General de Franco negó la autoría y atribuyó la destrucción de Guernica a los «rojos».
En todas las localidades que fueron ocupando en su camino hacia Bilbao hubo represión. En Amorebieta, el superior del monasterio de los Carmelitas, el padre León Urtiaga, fue fusilado, acusándolo de nacionalista vasco, por haber intentado frenar la violencia contra los civiles ―aunque los sublevados dijeron que lo habían matado los «rojo-separatistas»―. El 19 de junio cayó finalmente Bilbao y más de 200 000 personas huyeron hacia el oeste por tierra y por mar en dirección a Santander, siendo ametrallados y bombardeados por los aviones de la Legión Cóndor. Aunque hubo muchos saqueos, apaleamientos y ejecuciones extrajudiciales realizadas por falangistas llegados desde Valladolid, la represión en Bilbao y su área metropolitana se realizó fundamentalmente mediante los recién creados «consejos de guerra sumarísimos de urgencia». Hubo cientos de fusilamientos ―entre ellos el del teniente coronel de Carabineros Juan Cueto Ibáñez, que había sido miembro del Cuarto Militar del presidente Manuel Azaña― y treinta reos fueron ejecutados por garrote vil ―una investigación exhaustiva ha establecido que el número de víctimas de la represión franquista en Vizcaya fue de 1788 personas―. Fueron miles los encarcelados acusados de ser nacionalistas vascos y muchos de ellos fueron enviados a batallones de trabajos forzados. La represión también se dirigió contra la lengua vasca y se prohibió su uso público incluidas las misas, los actos religiosos o la enseñanza del catecismo ―los curas fueron amenazados con fuertes multas―. El nuevo alcalde de Bilbao, el falangista José María de Areilza, que participó activamente en la represión, declaró el 8 de julio:

Ha caído vencida, aniquilada para siempre esa horrible pesadilla siniestra y atroz, que se llamaba Euskadi… Para siempre has caído tú [ Aguirre ], rastacueros del nacionalismo vasco, mezquino, rencoroso, torcido y ruin que jugaste a personaje durante los once meses de crimen y robo en que te encaramaste al poder, mientras los pobres gudaris cazados a lazo como cuadrúpedos en las aldeas se dejaban la piel en las montañas de Vizcaya.[…]
Vizcaya es otra vez un trozo de España por pura y simple conquista militar. Nos habéis salvado vosotros, Ejército de España. Nos habéis salvado por conquista, por la fuerza, a tiros y a cañonazos.

#### La toma de Santander y la rendición delEuzko Gudarostea
A mediados de agosto las tropas sublevadas, apoyadas por la Legión Cóndor y el Corpo Truppe Volontarie (CTV), comenzaron a rodear Santander y la ciudad, atestada de refugiados procedentes de Vizcaya, cayó el día 26. El general Mariano Gamir, jefe republicano del frente norte, tardó en dar la orden de evacuación por lo que muchas personas quedaron allí atrapadas. La represión que se desató fue más dura que la de Vizcaya, según Josep Maria Solé i Sabaté y Joan Villarroya. Una de las primeras víctimas fue el alcalde de la ciudad. Meses más tarde fue condenado y ejecutado el coronel José Pérez y García Argüelles, que ya había sido condenado por un tribunal popular por su participación en la conspiración golpista y que ahora sus propios compañeros de conjura lo condenaban por sus dudas a la hora de proclamar el estado de guerra que provocaron en gran medida que la sublevación no triunfara en la provincia de Santander. Otras mil trescientas personas más fueron juzgadas, de las que el 90% fueron ejecutadas. Otras setecientas treinta y nueve fueron «paseadas» y cerca de cuatrocientas murieron por los malos tratos recibidos en prisión.

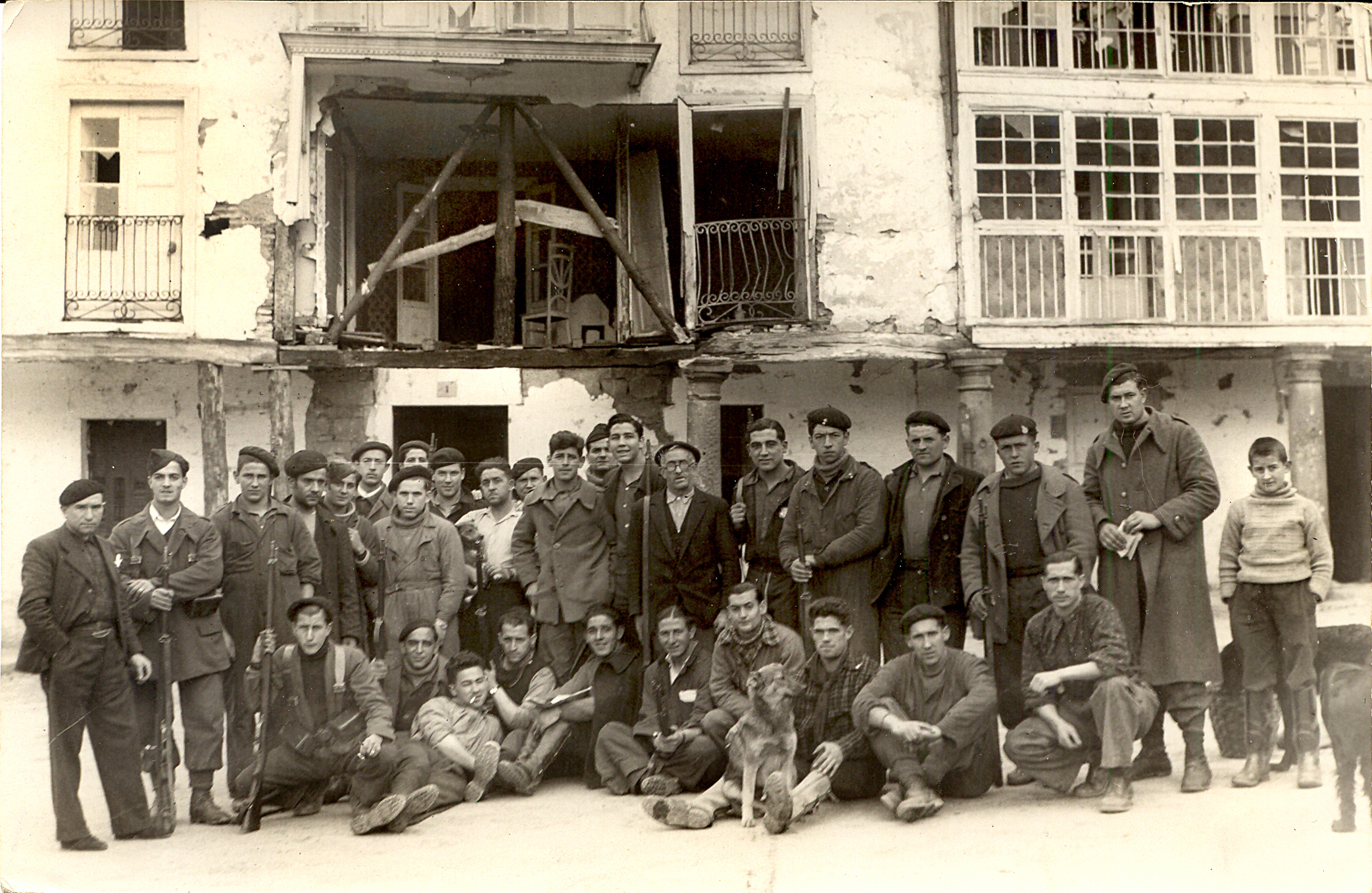
Miembros del Euzko Gudarostea en Elgueta (Guipúzcoa)

Por su parte las tropas vascas del Euzko Gudarostea se habían congregado en Santoña donde el mismo día 26 de agosto en que caía Santander alcanzaron un pacto, el pacto de Santoña, con los mandos italianos del CTV para ser evacuadas por mar a Francia. Pero el general Franco no aceptó el acuerdo y ordenó que los oficiales y dirigentes vascos fueran desembarcados de los dos buques ingleses que los habían recogido. Después de varios días resistiéndose, el 4 de septiembre los italianos los entregaron. Inmediatamente se pusieron en marcha los consejos de guerra sumarísimos que dictaron centenares de sentencias de muerte. Toda la cúpula militar del ejército vasco fue ejecutada (los coroneles Gurmersindo Azcárate Gómez y Daniel Irézabal Goti; el comandante Ernesto de la Fuente Torres y el capitán Antonio Bolaños Rodríguez; y el médico José Luis Arenillas, director general de Sanidad de Euzkadi). El 15 de octubre se produjo un «acto de venganza y escarmiento», según Javier Rodrigo, sobre los «enemigos de España». Fueron sacados de la cárcel y fusilados dos dirigentes del PNV, dos miembros del ejército de gudaris, dos comunistas, dos socialistas, dos sindicalistas nacionalistas, dos anarquistas y dos republicanos.
Entre los apresados se encontraban los ochentaiún capellanes del ejército vasco. Tres de ellos fueron condenados a muerte, pero sus penas fueron conmutadas. Los demás fueron sentenciados a penas de entre seis y treinta años de prisión. Algunos, como el padre pasionista Victoriano Gondra Muruaga (aita Patxi), fueron encarcelados en el campo de concentración de San Pedro de Cardeña. A principios de noviembre de los 22 000 prisioneros vascos la mitad habían sido puestos en libertad, pero aún quedaban 5600 en las cárceles y 5400 habían sido obligados a integrarse en batallones de trabajadores. El político Juan de Ajuriaguerra, principal artífice del Pacto de Santoña fue condenado a muerte pero posteriormente fue indultado.

#### La ocupación de Asturias

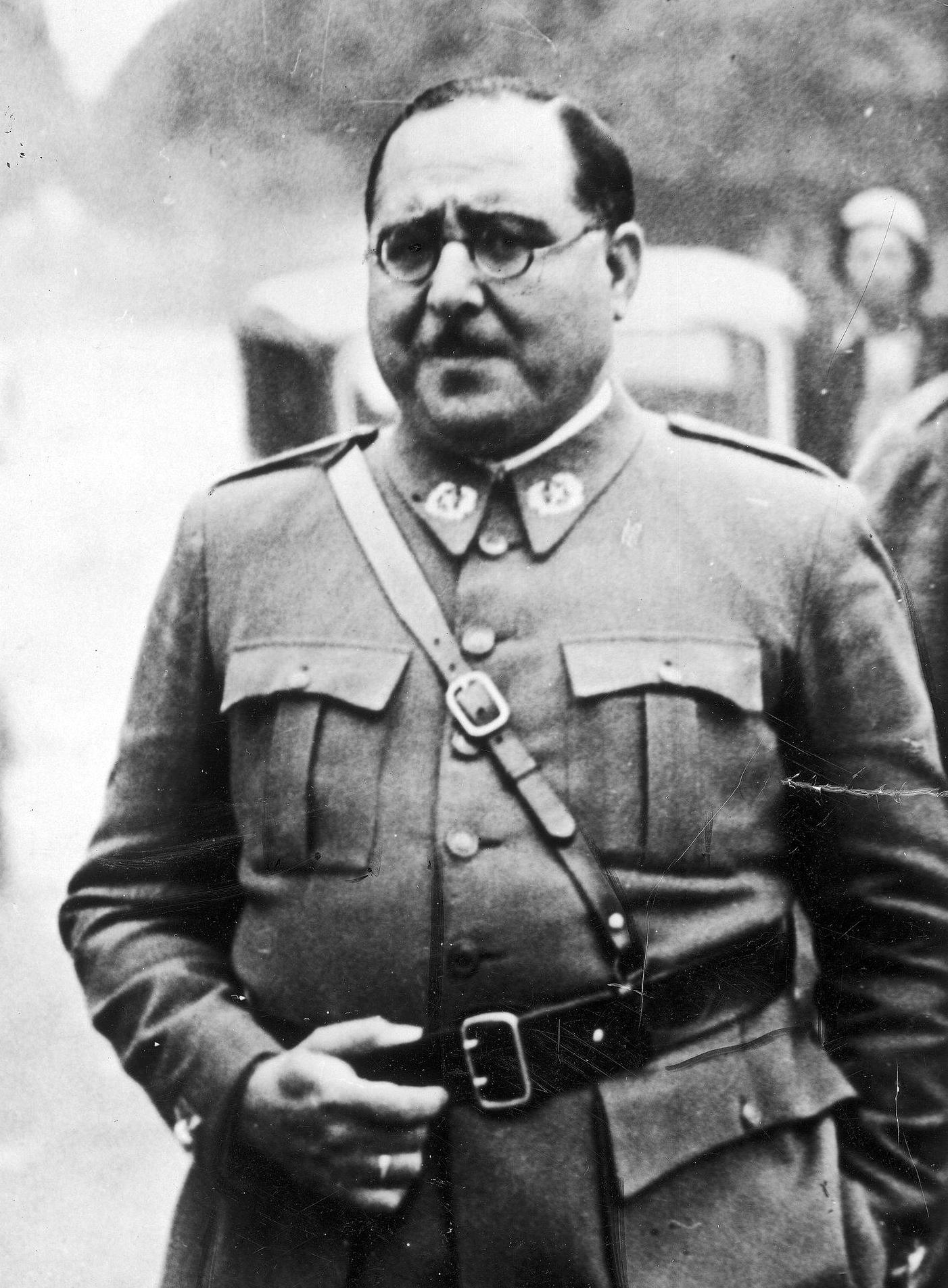
El coronel Antonio Aranda Mata, jefe de las fuerzas sublevadas en Oviedo, impuso un clima de terror con ejecuciones extrajudiciales.

En Asturias los rebeldes ya contaban con la ciudad de Oviedo, único lugar del Principado donde había triunfado el golpe de Estado de julio de 1936, y con la parte occidental que había sido conquistada cuando una columna sublevada procedente de Galicia levantó el sitio de Oviedo en octubre de 1936 ―por el camino habían ejecutado a los milicianos que encontraron a su paso y saqueado los pueblos que iban tomando como Castropol, Navia, Boal, Luarca, Cangas del Narcea, Tineo y Allande mientras los falangistas que los seguían se dedicaban a tareas de «limpieza»―. En la ciudad de Oviedo los rebeldes al mando del coronel Antonio Aranda Mata impusieron, según Josep Maria Solé i Sabaté y Joan Villarroya, un clima de terror con ejecuciones extrajudiciales de guardias de Asalto y de milicianos que habían intentado hacerles frente y con expediciones nocturnas protagonizadas por escuadrones falangistas que se dedicaban a apresar izquierdistas y a menudo ejecutarlos ―entre ellos doce mujeres―, dejando sus cadáveres en las calles. A partir del 17 de octubre, fecha de la llegada de la columna de socorro procedente de Galicia, la represión se recrudeció notablemente y unos cuatrocientos rehenes que hasta entonces habían permanecido encarcelados fueron asesinados, unos «paseados» y otros fusilados tras una farsa de juicios militares ―entre ellos el gobernador civil republicano Isidro Liarte Lausín, el diputado socialista y líder minero Graciano Antuña, y el rector de la universidad de Oviedo, Leopoldo Alas Argüelles, que era hijo del famoso escritor Leopoldo Alas, Clarín―. Así dio la noticia de la «liberación de Oviedo» el diario ABC de Sevilla: «Ayer entraron en Oviedo victoriosas las columnas nacionales tras hacer una verdadera carnicería a los mineros rojos que la asediaban».
Tras tomar Santander la ofensiva de Asturias comenzó el 2 de septiembre de 1937. El avance sublevado aprovechó que los defensores carecían prácticamente de cobertura aérea y que además estaban bloqueados por mar por la presencia de la flota rebelde que los bombardeó incesantemente desde la costa. La ofensiva finalizó con la toma de Gijón el 21 de octubre. Allí muchos de sus habitantes y de los de otros lugares que se habían refugiado en esa ciudad intentaron huir por mar rumbo a Francia ―otros hacia las montañas―, pero muchos barcos fueron interceptados por la flota franquista y obligados a atracar en Galicia, donde sus tripulantes y pasajeros fueron hacinados en cuatro campos de concentración ―uno de ellos el de Camposancos―. Allí acudieron grupos de falangistas para trasladarlos a Oviedo o Gijón para ser juzgados ―en Oviedo se dictaron 1339 sentencias de muerte y ninguna fue conmutada; en Gijón 947 personas fueron ejecutadas hasta finales de 1938―. Otros fueron asesinados en los propios campos o tras una farsa de juicio. Gijón, el último reducto de la resistencia asturiana, fue arrasada y saqueada por las tropas que también violaron a las mujeres, rememorando la represión de la Revolución de Asturias de 1934 también llevada a cabo por legionarios y regulares. Asimismo actuaron los quintacolumnistas que habían permanecido escondidos. Hubo ejecuciones extrajudiciales y «sacas» llevadas a cabo por falangistas ―los cadáveres eran arrojados en la puerta del cementerio de El Suco y enterrados en la fosa común―. Hubo que habilitar la plaza de toros y dos fábricas para poder confinar a tantos prisioneros. Los fusilamientos de los condenados se realizaban al amanecer en las tapias del cementerio de El Suco. Las víctimas habían salido de la cárcel de El Coto y a ellas los otros presos les dedicaban estos versos:

Mañanita de febrero, una triste mañana
cuando la nieve cubría la región asturiana,
amanecí en la cárcel.
¿Qué sucede compañero?
¿Por qué no tacan a diana?
Se oyen dos voces que están muy enfrentadas:
es la voz del sacrificio
y la voz de la canalla.
Son los camiones de asalto
camino del cementerio
con una triste carga.
Mañanita de febrero, una triste mañana.

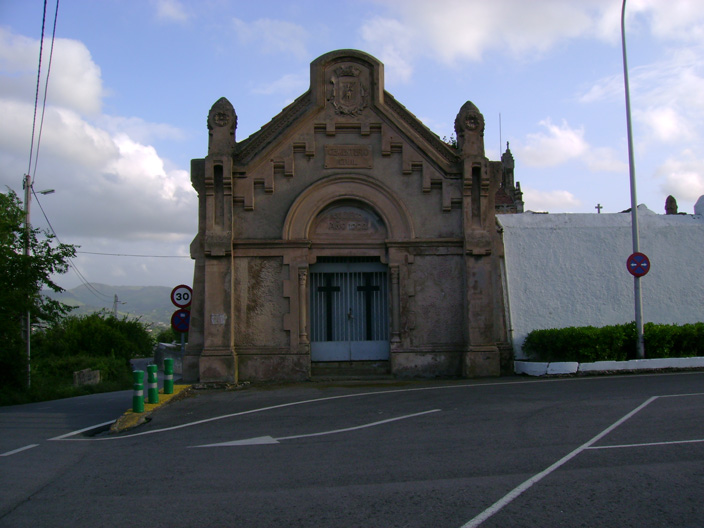
Cementerio de El Sucu en Gijón. Los cadáveres de los asesinados eran arrojados en su puerta y enterrados en la fosa común. En sus tapias también tenían lugar los fusilamientos de los condenados que se realizaban al amanecer.

El padre Alejandro Martínez describió la represión como «un rigor innecesario, como si una especie de humanos hubiera de ser liquidada». «El fiscal militar pidió tantas penas de muerte y con tanta rapidez que le pusieron el apodo de ‘Ametralladora’. Muchos de los ejecutados no habían hecho más que cumplir órdenes dadas por otros. Mientras los verdaderos criminales escapaban. Pero ni siquiera eran juzgadas muchas de las víctimas, ya que había paseos», añadió el padre Martínez. Una de las víctimas fue el coronel José Franco Mussió, a pesar de que simpatizaba con los rebeldes, que fue fusilado junto con otros siete jefes y oficiales de la fábrica de armas de Trubia. En el monasterio de Santa María de Valdediós, cerca de Villaviciosa, fueron asesinados por las tropas de las Brigadas de Navarra seis hombres y once mujeres del personal del hospital psiquiátrico. Los cadáveres fueron enterrados en una fosa común. Otras muchas fosas inundaron la geografía asturiana a donde iban a parar los cadáveres sin identificar que aparecían en las cunetas y en los descampados.
Según Joan Maria Solé i Sabaté y Joan Villarroya, al igual que en Gijón, la represión en los valles mineros fue muy dura ―una tercera parte del total de ejecutados en Oviedo eran mineros―. Hubo ejecuciones extrajudiciales en casi todas las poblaciones, como San Martín del Rey Aurelio, donde fueron asesinadas al menos doscientas sesenta y una personas, o Pola de Lena, donde fueron asesinadas más de doscientas, o en Sama de Langreo, donde fueron asesinados los milicianos heridos y sus cadáveres depositados en las trincheras que se habían utilizado en el cerco de Oviedo. Así cuenta lo ocurrido en Sama un testigo:

Lo primero que hicieron cuando entraron en Sama fue deshacerse de los heridos y habilitar locales para cárceles y puntos de concentración de los que iban a ser arrestados y torturados. A los heridos los cargaron en camiones de transporte, sin ningún reparo ni miramiento, lo mismo que se carga una mercadería cualquiera, y varios camiones formando caravana con aquel cargamento humano salieron de Sama con dirección desconocida, y cuando los familiares y amigos fueron a preguntar por ellos les contestaron que habían sido llevados a otro sitio mejor… y no les dieron más explicaciones, pero fue y sigue siendo creencia general que fueron enterrados en las trincheras que cercaban Oviedo.

Muchos cadáveres fueron arrojados en los pozos mineros. Los detenidos que no fueron ejecutados o encarcelados fueron obligados a integrarse en los batallones de trabajos forzados. Los que consiguieron escapar, cientos de huidos, o acabaron finalmente entregándose, siendo internados en campos de concentración, o uniéndose al maquis astur-leonés, que fue combatido por la Guardia Civil y la contrapartida, el somatén asturiano. Las mujeres de los mineros sufrieron palizas, violaciones y humillaciones públicas. Muchas también fueron encarceladas y algunas ejecutadas. La cifra total de muertos en Asturias por la represión de los sublevados se estima cercana a los seis mil.

### Ofensiva de Aragón y del Levante

#### La ocupación de Aragón

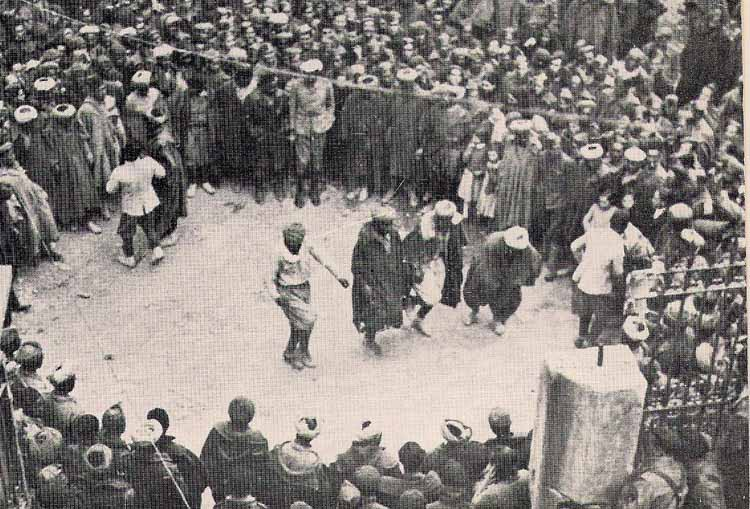
Regulares festejando la toma de Rubielos de Mora.

En diciembre de 1937 los republicanos lanzan una ofensiva sobre Teruel y el 8 de enero de 1938 toman la ciudad que desde el golpe de Estado de julio de 1936 estaba en manos del bando sublevado. La respuesta del general Franco no se hace esperar y mes y medio después, el 21 de febrero, recupera Teruel. Inmediatamente lanza una gran ofensiva sobre el frente de Aragón que había permanecido prácticamente inactivo desde el inicio de la guerra, si se exceptúa la Batalla de Belchite en el marco de la fracasada ofensiva republicana sobre Zaragoza. El 15 de abril las tropas franquistas llegaron al mar mediterráneo por Vinaroz, partiendo así en dos la zona republicana, y ocupando todo Aragón además de la franja occidental de la provincia catalana de Lérida.
La parte de la provincia de Huesca que había permanecido en zona republicana desde el inicio de la guerra fue ocupada por las tropas de los sublevados a finales de marzo y principios de abril de 1938. Desde estas fechas hasta el final de la guerra hubo ciento cuarenta y cinco víctimas de la represión, siendo los partidos judiciales más castigados, además del de la capital, los de Tamarite de Litera (treinta y dos ejecutados) y Benabarre (veinticinco muertes). En el de Tamarite de la Litera destaca la represión en el pueblo de Alcampell donde fueron ejecutados once vecinos.
En la parte oriental de la provincia de Teruel, que desde el inicio de la guerra había quedado del lado republicano, se desató una fuerte represión conforme las tropas franquistas fueron avanzando. En Calanda, por ejemplo, fueron asesinadas alrededor de cincuenta personas ―cuando después de la guerra los vecinos que huyeron volvieron a sus casas fueron detenidos, apaleados, torturados y asesinados y las mujeres fueron víctimas de agresiones sexuales; los dos falangistas responsables de los abusos fueron condenados a ocho años de cárcel―. En total fueron ejecutadas en la provincia cerca de mil doscientas personas, unas doscientas cincuenta tras ser trasladadas a Zaragoza. Las ejecuciones extrajudiciales no quedaron registradas y los cadáveres quedaron abandonados en las cunetas o fueron enterrados en fosas comunes. Entre marzo de 1938 y el final de la guerra fueron ejecutadas cuatrocientas dieciséis personas, veintiocho en la capital y sesenta y seis en Zaragoza.
A Zaragoza fueron llevados para ser sometidos a consejos de guerra los detenidos en los pueblos de la provincia ocupados en la ofensiva como Maella, Bujaraloz, Caspe, Nonaspe, Pina de Ebro, Belchite y Herrera de los Navarros. Al haber estado casi dos años en la zona republicana los habitantes de estas localidades fueron acusados de «delitos», ya que un gran número de ellos habían participado activamente en grupos armados revolucionarios o en fusilamientos de civiles, al haber desempeñado cargos en los comités de la CNT, haberse apropiado de terrenos para acrecentar las colectividades campesinas, haber asesinado sacerdotes (los seminaristas de Barbastro) o quedarse con bienes de la iglesia (los saqueos durante la guerra fueron constantes), etc. También fueron sometidos a consejos de guerra los numerosos jefes y oficiales del Ejército Popular de la República que habían sido hechos prisioneros, entre ellos el teniente coronel José Enciso Mandoley, miembro de la UMRA y jefe del batallón presidencial, y el comandante Lucio González-Tablas. Así dio la noticia de su ejecución el diario El Ideal Gallego:

Dos jefes traidores a España hechos prisioneros por nuestras tropas han sufrido ya la acción de la justicia serena e inflexible. González se mostró arrepentido. Se abrazó a la religión como verdad única. Enciso en cambio ―aquel oficial perteneciente al gabinete negro del funesto Azaña― renegó de Dios y de la Patria, levantó el puño y vitoreó a Rusia.

#### La entrada en Cataluña
Después de haber tomado Fraga las tropas sublevadas comandadas por Yagüe entraban en Cataluña el 3 de abril ―el primer pueblo catalán ocupado fue Massalcoreig― y tomaban Lérida ―la prensa franquista festejó la caída de la «hidra separatista»―. La ciudad estaba prácticamente deshabitada porque la mayoría de la población había huido. Las tropas saquearon casas y comercios y también quemaron los registros donde constaban los muertos en los bombardeos aéreos a los que había sido sometida la población. En seguida comenzaron los juicios sumarísimos y las ejecuciones en Lérida y en las localidades de la margen derecha del Ebro como Gandesa, Corbera de Ebro o Mora de Ebro, recién ocupadas por los sublevados ―Gandesa había caído el día 2― y que encontraron prácticamente vacías porque la mayoría de la población había huido. Un falangista catalán que participó en las operaciones afirmó cuando se produjo la ocupación de toda Cataluña: «La entrada y liberación de Cataluña fue sensata, aparte de los lunares de Lérida». Con los «lunares de Lérida» se refería a la represión que se desató en la parte de la provincia ocupada por los sublevados. Los primeros fusilamientos tras consejo de guerra se produjeron en la capital (17), en Torrelameu, en Balaguer y en Tremp. También hubo ejecuciones extrajudiciales.

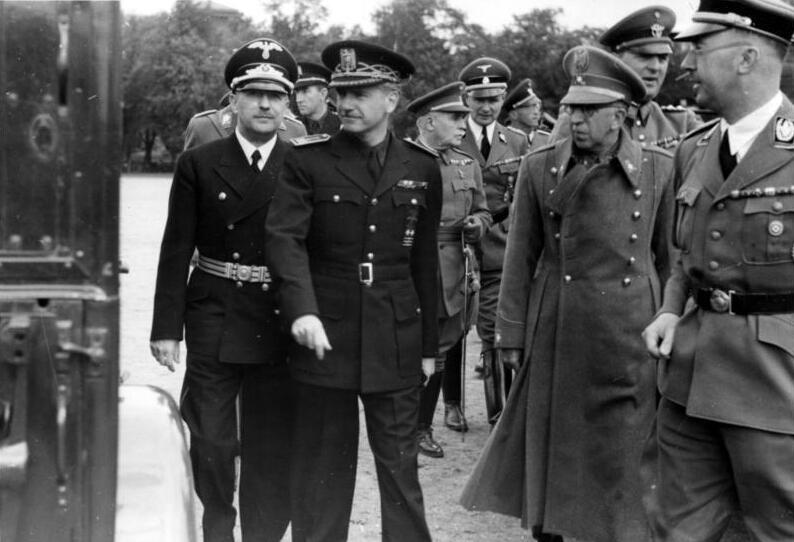
El general Antonio Sagardía Ramos (segundo por la derecha) junto a Serrano Suñer y Heinrich Himmler durante una visita a Berlín. El general Sagardía fue el responsable de las matanzas llevadas a cabo por los sublevados en la comarca leridana del Pallars Sobirá.

Donde tuvo especial virulencia la represión de los «lunares de Lérida» fue en la comarca del Pallars Sobirà, cerca de los Pirineos, que fue ocupada por la 62.ª División al mando del general Antonio Sagardía Ramos. Por orden suya tres compañías de guardias civiles, acompañados de falangistas, se dedicaron al «servicio de vigilancia y limpieza» y a la detención de los «habitantes sospechosos». Sesenta y nueve civiles fueron ejecutados sin juicio previo ―de ellos seis mujeres―, y ninguno de ellos, excepto uno, habían ocupado cargo político alguno durante la República. En Unarre nueve personas fueron asesinadas, cinco de ellas ―dos hombres y tres mujeres, una de ellas embarazada de ocho meses― porque el hijo, el padre o los esposos habían huido. Una de las mujeres no sabía hablar castellano por lo que su hija de diecisiete años se ofreció para hacer de intérprete. La obligaron a ver como mataban a su madre y luego la violaron y la mataron a ella también.

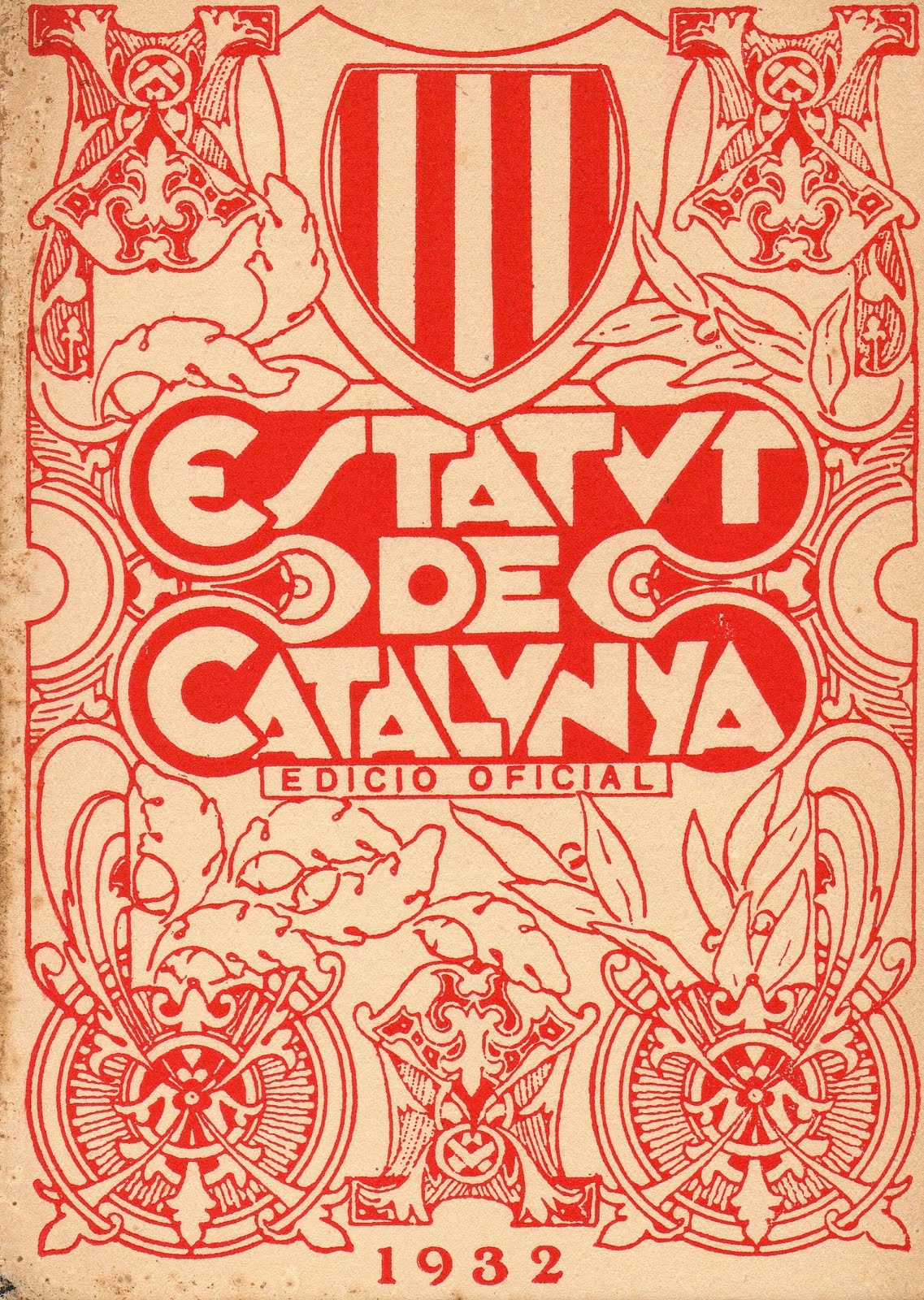
Estatuto de autonomía de Cataluña de 1932. Fue derogado por el general Franco el 5 de abril de 1938, dos días después de que sus tropas hubieran entrado en Cataluña.

El uso público del catalán fue prohibido, incluidas las misas y los actos religiosos. En la ciudad de Lérida unos soldados franquistas dispararon contra una lápida situada en la antigua catedral en la que estaba escrita una poesía en catalán dedicada «Al campanar de Lleida». Seis días después de la toma de Lérida el general Franco ordenó la ejecución del católico catalán Manuel Carrasco Formiguera que había sido condenado a muerte ocho meses antes. Según Paul Preston, «Franco eligió el momento en que sus tropas empezaban a ocupar Cataluña para lanzar un mensaje a la población». El día 5 el general Franco había promulgado un decreto por el que se abolía el Estatuto de autonomía de Cataluña de 1932. Otros historiadores también atribuyen la decisión de Franco de fusilar a Carrasco i Formiguera a la indignación que le provocó una nota del Vaticano protestando por los terribles bombardeos de Barcelona de marzo de 1938. «Era la respuesta a la bofetada pública que el Papa había dado al Caudillo: la ejecución de un católico notorio por quien el Santo Padre se había interesado». Sin embargo, estos mismos autores reconocen que «con la ejecución de Carrasco y la abolición del Estatuto de Cataluña el Nuevo Estado dejaba claro que además de izquierdas y derechas, de comunistas y católicos, la represión del nacionalismo sería objetivo preferente de los franquistas».
En Almacellas, donde veintidós personas fueron asesinadas tras ser llevadas a la vecina Aragón, tuvo lugar la primera concentración falangista en Cataluña presidida por el coronel Darío Gazapo Valdés, quien dirigiéndose a los catalanes dijo:

No os engañéis, la vida en España ha de ser muy dura. Todos hemos de hacer un sacrificio y Cataluña lo hará con cariño, y si no lo hace con amor, la obligaremos por la fuerza, que somos los más hombres, los más fuertes, los más gallardos del mundo...

Como han señalado Josep Maria Solé i Sabaté y Joan Villarroya, «el análisis de este periodo de la ocupación militar de Cataluña… muestra una característica básica de la actuación del ejército franquista: Cataluña es culpable y debe ser españolizada. Es un enemigo al que no hay que dar cuartel». Se llegó a decir que Cataluña debía ser sembrada de sal y Ramón Serrano Suñer afirmó: «Tenemos a Cataluña en la punta de las bayonetas». La actitud anticatalana de las fuerzas invasoras llegó a unos niveles tan altos que el propio general Franco se vio obligado a intervenir:

Llega a mi Autoridad noticia de que por los jefes de las Unidades que ocupan los pueblos catalanes, se siguen conductas y procedimientos diferentes… Mientras unos exigen a sus subordinados el mayor respeto a los naturales, otros se jactan de que entran en plan de conquistadores de un territorio que no era España y que hay que españolizar, y para lograrlo, a todo el que habla el dialecto catalán aun de buena fe, lo encarcelan o lo que es peor, lo maltratan de obra… hay quien nunca aprendió el castellano o la habla con dificultad…, si queremos desde el primer día ganar el corazón de nuestros hermanos catalanes y no dar un mal paso que haga después más difícil la tarea de españolizar de corazón a Cataluña, es preciso no sembrar odios…

#### El avance hacia Valencia

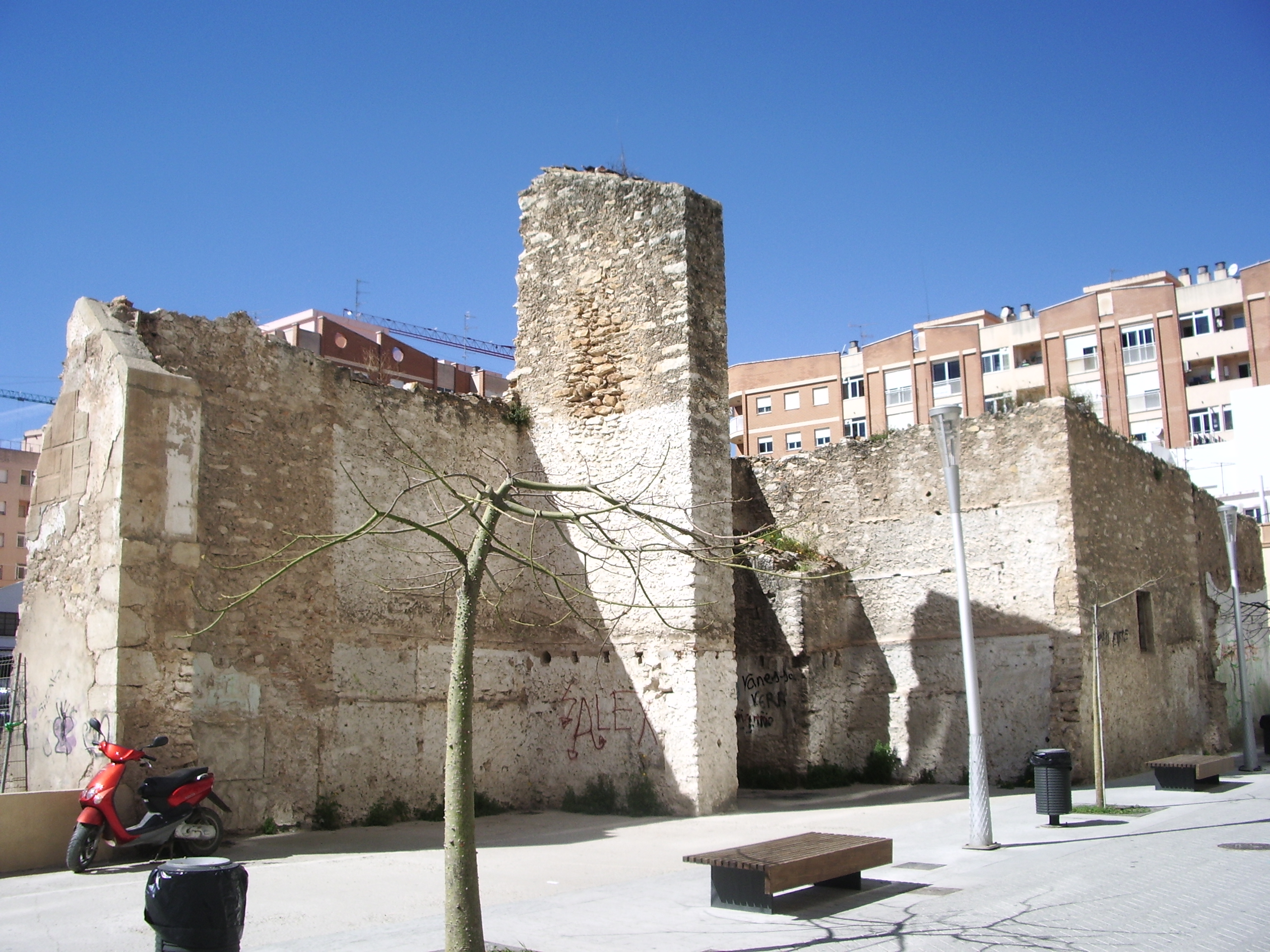
Restos del convento de San Francisco, convertido por el bando sublevado de la guerra civil española en prisión tras la toma de la ciudad el 15 de abril de 1938, como culminación de la ofensiva de Aragón.

La toma de Lérida dejaba el camino expedito hacia Barcelona, pero Franco tomó una controvertida decisión: seguir el avance hacia el mar, cortando en dos la zona republicana, y después dirigir sus fuerzas hacia Valencia. Efectivamente el 15 de abril las tropas franquistas llegaron al mar Mediterráneo por la localidad de Vinaroz. Inmediatamente iniciaron la represión y treinta y un catalanes que se habían refugiado allí fueron fusilados. Convirtieron la iglesia de San Francisco en prisión, donde los encarcelados fueron hacinados en unas condiciones de insalubridad que escandalizaron al párroco interino Vicente Enrique y Tarancón, futuro cardenal. También quedó horrorizado por las continuas ejecuciones. Cuando criticó que en los juicios sumarísimos a los acusados no se les permitía defenderse y que no se respetaba la presunción de inocencia, le respondieron que en tiempos de guerra no había tiempo para tales sutilezas legales. Esto es lo que escribió el ya cardenal Tarancón cincuenta años después:

…por el ambiente que reinaba entre los vencedores daba la impresión de que daban por supuesta la culpabilidad de los que eran acusados por los elementos de derechas… Cuando alguna vez yo insinué mis dudas sobre la rectitud de los procedimientos, me contestaban que en tiempo de guerra todos los procesos son “sumarísimos”.

Tras la toma de Vinaroz dio comienzo la ofensiva del Levante que tenía como objetivo capturar Valencia. El 14 de junio las tropas franquistas ocupaban Castellón de la Plana y al día siguiente Villareal. En la capital de la provincia se celebraron inmediatamente consejos de guerra, como ya había sucedido en otras localidades castellonenses. «No es preciso insistir en lo que debía ser un consejo de guerra en el que los reos son acusados por familiares de las personas que han sido víctimas de los procesados. La presión psicológica, el peso del dolor o la sed de venganza se suman en este periodo de pasiones desbordadas», han afirmado Joan Solé i Sabaté y Joan Villarroya. Cerca de doscientas personas fueron fusiladas. Sobre esto también se cuenta con el testimonio del cardenal Tarancón:

Unos quince días después de mi entrada en Vinaroz me llegó la noticia de que aquella madrugada habían sido ejecutados seis “prisioneros”. La noticia me la confirmó poco después un capellán militar que les había asistido cuando a las once de la noche entraron en capilla y había asistido a la ejecución.
Le pregunté sobre los detalles. ¿Quién les había condenado a muerte? ¿Quién le había avisado para que les asistiese en los últimos momentos? ¿Cómo habían actuado aquella noche y por qué asistió también al acto de fusilamiento? […] El pueblo estaba fuertemente conmocionado por estas ejecuciones, que se repetían con bastante frecuencia. Comentaban todos el hecho en voz baja, se les veía atemorizados, excepto a algunos que decían que la victoria no sería completa mientras no se matase a todos los rojos que tuviesen “las manos manchadas de sangre”.

Los republicanos consiguieron detener el avance en la fortificada Línea XYZ que iba desde la Sierra de Espadán a Almenara en la costa, a cuarenta kilómetros de la capital valenciana. Y el 23 de julio las fuerzas republicanas de Cataluña cruzaron el Ebro para atacar a las fuerzas franquistas por la retaguardia. Se iniciaba así la batalla del Ebro, la más larga y cruenta de la guerra. A mediados de noviembre acabó la batalla con la derrota del Ejército Popular de la República. Cuando la batalla estaba a punto de acabar el general Franco declaró a la agencia United Press: «No habrá mediación. No habrá mediación porque los delincuentes no pueden vivir juntos». A continuación añadió: «Tenemos en nuestro archivo más de dos millones de nombres catalogados con las pruebas de sus crímenes».

### La ocupación de Cataluña
El 23 de diciembre de 1938 comenzó la ofensiva de Cataluña. En su avance los cinco Cuerpos de Ejército franquistas no hicieron prisioneros, los ejecutaban de inmediato y también muchos civiles fueron asesinados ―a veces por el mero hecho de hablar catalán― y muchas mujeres fueron violadas, como en Mayals, Vilella Baja, Callús o Marganell. El terror desatado por las fuerzas franquistas provocó un enorme éxodo de refugiados que bloqueaban las carreteras. En el comienzo de la ofensiva el general Franco ya había advertido en una entrevista concedida a Manuel Aznar que no habría ni amnistía ni reconciliación para los republicanos. Solo el castigo y el arrepentimiento abrirían la puerta a su «redención» para los que no fueran «criminales empedernidos», a los que solo les esperaba la muerte. En el mes de enero Ramón Serrano Suñer, que consideraba al nacionalismo catalán una «enfermedad», declaró:

Hoy tenemos a Cataluña en la punta de nuestras bayonetas. El dominio material será rápido. Estoy seguro de que la incorporación moral de Cataluña a España será tan rápida como su incorporación militar...

El 15 de enero de 1939 cayó Tarragona y los vencedores celebraron una solemne ceremonia en la catedral oficiada por el canónigo de la catedral de Salamanca José Artero que en su homilía exclamó: «¡Perros catalanes! No sois dignos del sol que os alumbra». Buena parte de la población de la ciudad había huido en dirección a Barcelona. Enseguida comenzaron las detenciones y los juicios sumarísimos, con escasas garantías jurídicas para los acusados, que continuaron una vez terminada la guerra. Los juicios y los fusilamientos estaban abiertos al público pero muy poca gente acudía lo que desconcertó al nuevo alcalde franquista que hizo llamamientos en tal sentido. También hubo juicios y ejecuciones en otras localidades de la provincia de Tarragona, como Valls, que también se prolongaron a lo largo de todo el año 1939. La prensa publicó diariamente los consejos de guerra que se celebraban que muchos días llegaban a los veinte.
El 26 de enero caía Barcelona. A las cuatro y media de la tarde eran tomados los edificios de la Generalitat y del Ayuntamiento en la plaza de San Jaime. Todo se hizo al grito de Viva Cataluña Española. Según el testimonio del agregado militar británico ante el gobierno de Franco, los primeros en entrar en Barcelona fueron las tropas de las Brigadas de Navarra del general Solchaga «no porque hayan luchado mejor, sino porque odian mejor. Especialmente cuando el objeto de odio es Cataluña o un catalán».
En los días anteriores se había producido un éxodo masivo de personas que abandonaban la ciudad hacia el norte en dirección a Francia. Lo mismo hicieron el presidente de la República Manuel Azaña, el presidente de la Generalitat Lluís Companys y el gobierno de la República presidido por el socialista Juan Negrín. Cerca de medio millón de personas cruzarían la frontera, siendo acogidas en campos de concentración improvisados en las playas. Por el camino fueron bombardeadas y ametralladas por la aviación franquista. Muchas se quedaron por el camino, víctimas también del hambre y del frío. Mientras tanto las tropas franquistas desfilaban en una Barcelona prácticamente desierta. El periodista amigo de Franco Víctor Ruiz Albéniz (‘’el Tebib Arrumi’’) escribió un artículo el 4 de febrero en el que decía lo siguiente:

Están vencidos y soportarán, porque son gente despierta, su derrota y nuestro triunfo; pero… ¿convencidos?... ¡ah! Eso ya es más difícil. Quizás imposible. Barcelona seguirá siendo el “garbanzo negro” de la olla nacional. Por lo menos durante un par de generaciones.
Al enjuiciar así el problema catalán del presente y el porvenir, no era ciertamente de los más pesimistas. Yo he oído a más de una persona de claro juicio propugnar la conveniencia de un castigo bíblico (Sodoma, Gomorra) para purificar la ciudad roja, la sede del anarquismo y del separatismo, y como único remedio para extirpar esos dos cánceres, señalar el termocauterio destructor implacable.

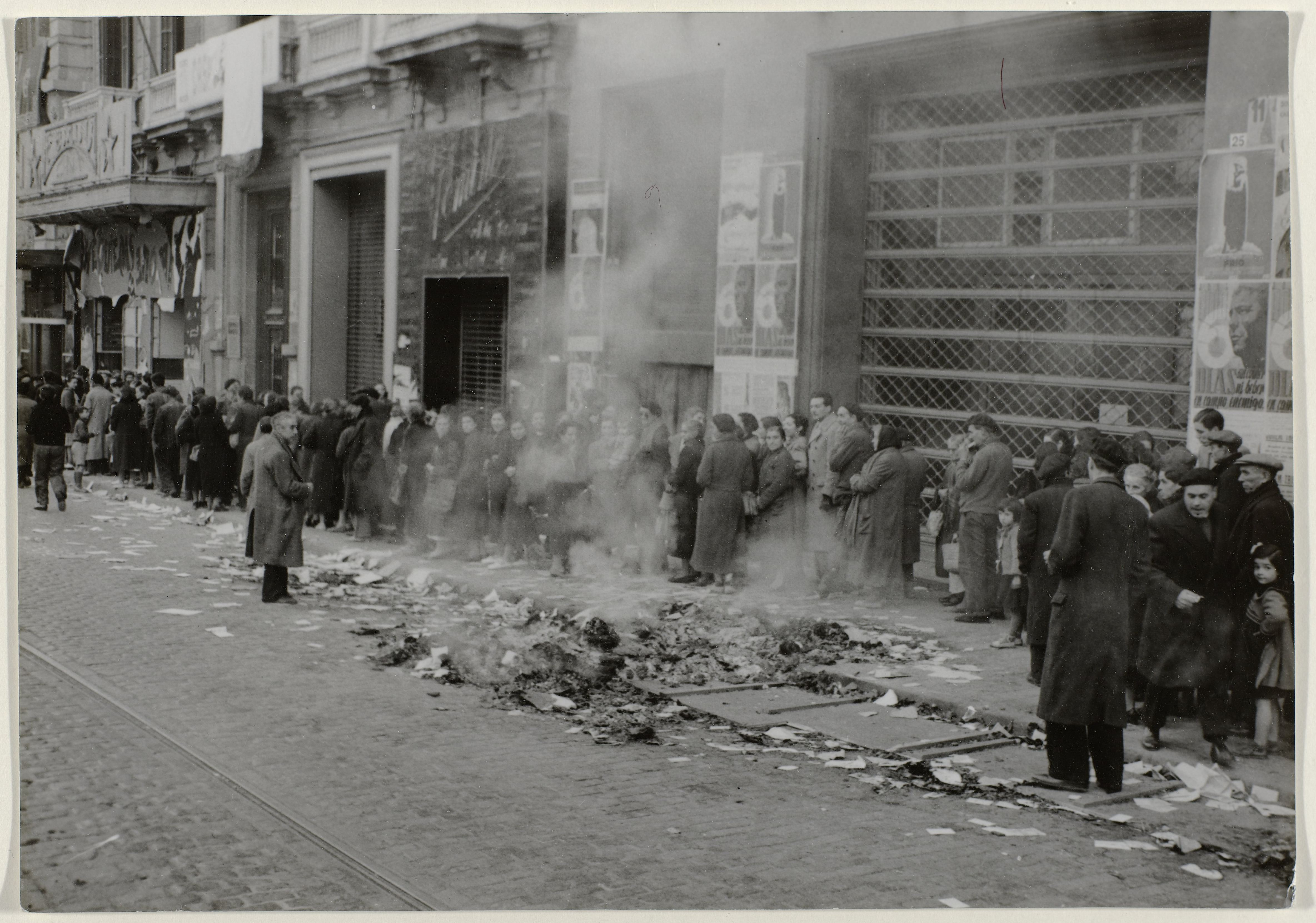
Cola para comprar pan en Barcelona tres días después de haber sido ocupada por las tropas franquistas.

Una de las primeras medidas que tomaron las nuevas autoridades militares fue prohibir el uso público del catalán. Así lo proclamó el general Eliseo Álvarez Arenas, jefe de los Servicios de Ocupación de Barcelona, en su primer bando en el que declaraba que el catalán solo sería tolerado «en el uso privado y familiar». El propio general Franco ya había advertido que «el carácter de cada región será respetado, pero sin perjuicio para la unidad nacional, que la queremos absoluta, con una sola lengua, el castellano, y una sola personalidad, la española». En Barcelona, como en otras localidades catalanas, aparecieron rótulos donde se leía Habla el idioma del imperio y cuando se recriminaba el uso cotidiano del catalán se solía utilizar la expresión Hable usted en cristiano. La Iglesia católica también colaboró. En el Boletín Oficial del Obispado de Barcelona del 15 de marzo de 1939 se decía que «accediendo gustosamente a las indicaciones que nos han sido hechas por las dignísimas Autoridades de esta provincia», se «rogaba» a los párrocos «que en los actos de culto público que se celebren en sus respectivos templos, no se use otra lengua vernácula que la lengua española». También se prohibió a los funcionarios y a los maestros y profesores hablar en catalán en horario laboral. En los telegramas no se permitía el catalán y tampoco en la correspondencia privada que tenía que estar «redactada en español» para pasar por la Censura Militar. Todos los documentos oficiales debían estar escritos también en castellano así como todos los periódicos, revistas y libros. Muchos de los libros escritos en catalán de las bibliotecas fueron quemados o convertidos en pasta de papel.
Y se hizo un llamamiento para que se denunciaran los crímenes cometidos durante la «dominación roja». El diario La Vanguardia, rebautizado La Vanguardia Española, publicó la calle y el número donde se podían encontrar a los «desafectos» para «facilitar al público la presentación de denuncias». Por ello se formaron largas colas ante las oficinas del Servicio de Ocupación y miles de denunciados fueron detenidos. Unos 1700 serían ejecutados. En total en toda Cataluña fueron fusiladas casi cuatro mil personas. Según el testimonio del vicecónsul norteamericano en pocos meses se llevaron a cabo miles de ejecuciones. Según el conde Ciano en el verano de 1939 se producían unas ciento cincuenta ejecuciones diarias en Barcelona. Por su parte el cónsul general británico en Barcelona informó de que bandas armadas de falangistas estaban llevando a cabo ejecuciones en toda la provincia.
En la represión de los «rojo-separatistas» participaron falangistas que realizaban detenciones arbitrarias y ejercían todo tipo de coacciones sobre la población. También un autodenominado Rondín Antimarxista de Barcelona al mando del guardia civil Manuel Bravo Montero que actuaba como una policía paralela. Bravo Montero fue impuesto como directivo del F.C. Barcelona ―hubo un intento de rebautizarlo como «Club España»― a pesar de que había manifestado sentir «odio» por el club. Fuera de Barcelona funcionaron organizaciones similares al Rodín barcelonés. «Sus heroicidades consistían en dar palizas a contrarios o tibios, vejar a las mujeres de rojo-separatistas exiliados, saquear o destruir bibliotecas donde hubiese libros en catalán, escarnecer a parejas no unidas por la Iglesia, aislar social y públicamente a quien se suponía distante del nacionalsindicalismo», han afirmado Josep Maria Solé y Joan Villarroya.

### La ocupación de la zona Centro-Sur

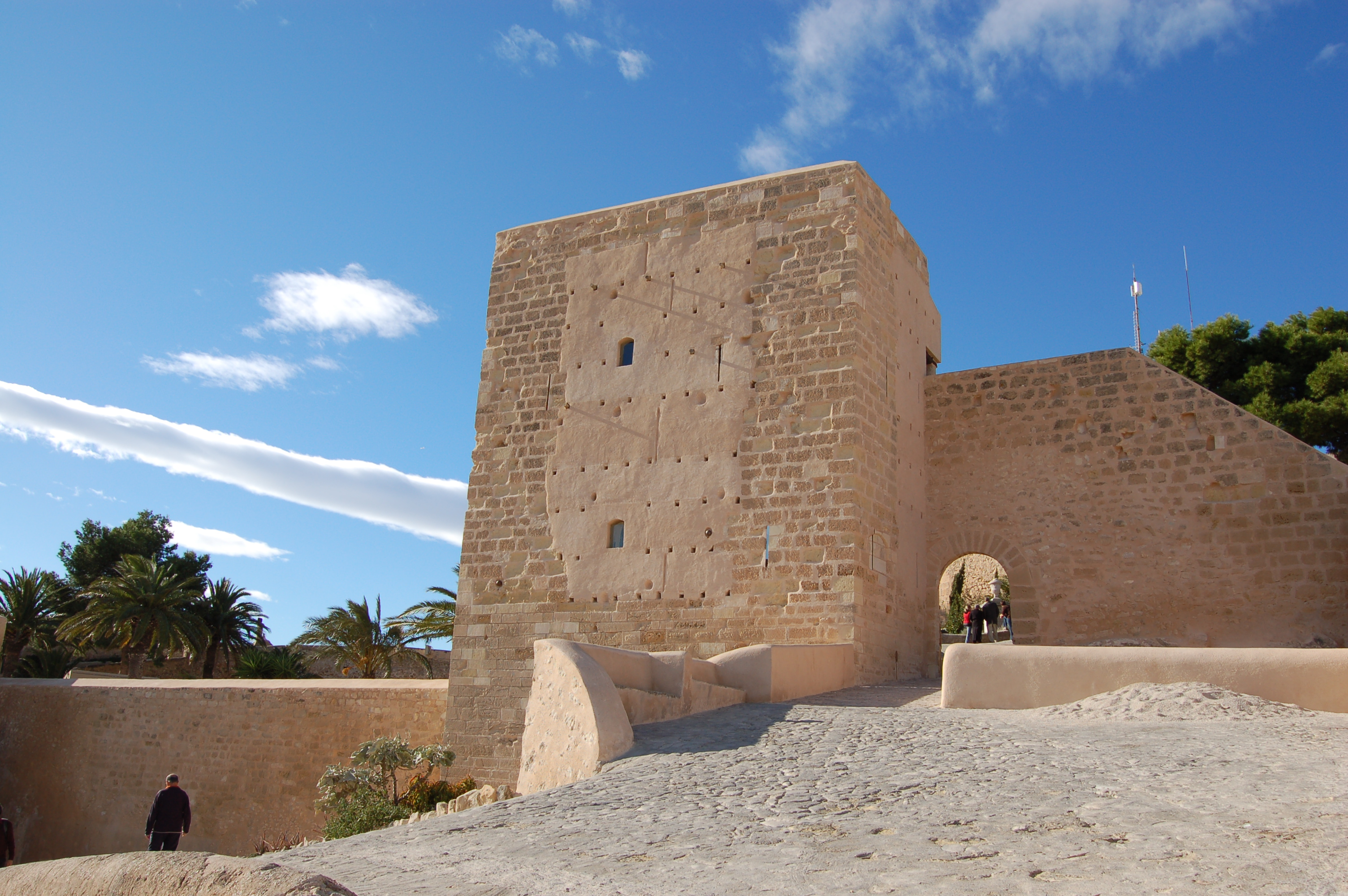
Castillo de Santa Bárbara de Alicante. Uno de los lugares donde fueron encarcelados los republicanos que fueron apresados en el puerto de Alicante cuando intentaban escapar de la represión franquista.

El intento de Negrín de seguir resistiendo en la zona Centro-Sur ―un 30 % del territorio español― fue impedido por el golpe de Casado que acabó triunfando el 12 de marzo de 1939. El coronel Segismundo Casado, jefe del Ejército del Centro, intentó negociar una «paz honrosa» con los emisarios del general Franco pero este únicamente aceptó una «rendición sin condiciones» por lo que solo restaba preparar la evacuación de Casado y el Consejo Nacional de Defensa que había asumido el poder. Estos embarcaron con sus familias el 29 de marzo en el destructor británico que los trasladó a Marsella (el socialista Julián Besteiro decidió quedarse; fallecería en la cárcel de Carmona quince meses después). Un día antes las tropas «nacionales» hicieron su entrada en Madrid y rápidamente los sublevados en su ofensiva final ocuparon prácticamente sin lucha toda la zona Centro-Sur que había permanecido bajo la autoridad de la República durante toda la guerra (el 29 de marzo Cuenca, Albacete, Ciudad Real, Jaén, Almería y Murcia; el 30 de marzo Valencia y Alicante, y el 31 de marzo la ciudad de Cartagena). En Alicante desde el día 29 de marzo unas 15 000 personas, entre jefes militares, políticos republicanos, combatientes y población civil que habían huido de Madrid y de otros lugares se apiñaban en el puerto a la espera de embarcar en algún barco británico o francés, pero la mayoría no lo lograron y fueron apresados por las tropas italianas de la División Littorio, al mando del general Gastone Gambara. Muchos de los capturados fueron ejecutados allí mismo; otros fueron conducidos al campo de concentración de Los Almendros, al campo de concentración de Albatera, al castillo de Santa Bárbara o a la plaza de toros de Alicante. Como ha señalado Paul Preston, «en las regiones que acababan de caer bajo el control de Franco, como Valencia, Alicante, Murcia y Albacete, Almería y la Andalucía oriental, así como el este de Castilla la Nueva, la oleada de detenciones políticas, juicios, ejecuciones y encarcelamientos era inminente».

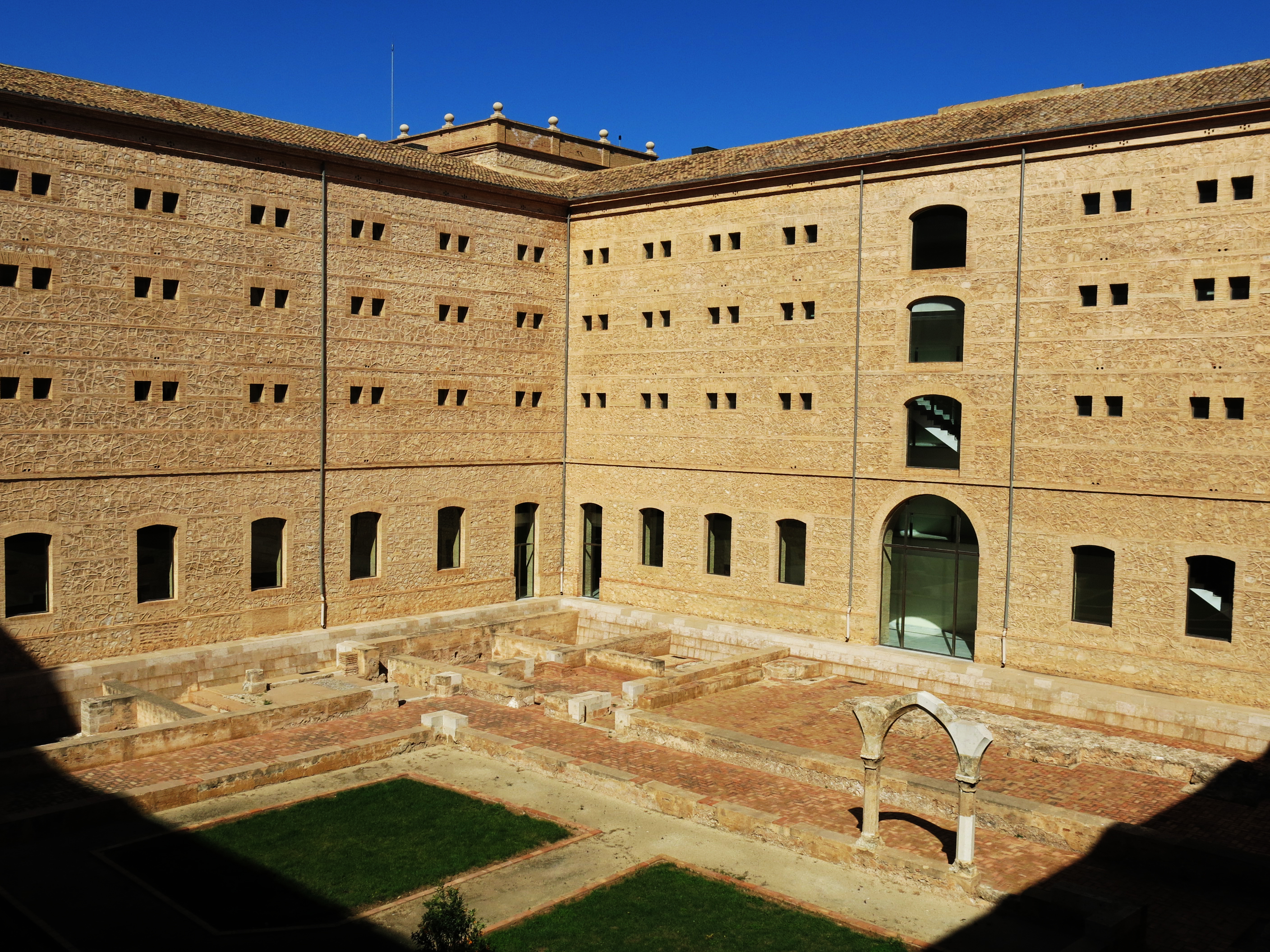
Patio norte del Monasterio de San Miguel de los Reyes en Valencia. Uno de los lugares donde fueron encarcelados los detenidos tras la ocupación franquista de la ciudad.

El 28 de marzo de 1939 las tropas franquistas entraban en Madrid y al día siguiente el general Espinosa de los Monteros, recién nombrado gobernador militar, proclamó el estado de guerra en toda la provincia, según el cual quedaban «sometidos a la jurisdicción militar todos los delitos cometidos a partir del 18 de julio de 1936, sea cualquiera su naturaleza». El 28 no hubo un desfile formal pero mucha gente salió a la calle gritando «¡Franco, Franco, Franco!» y las ventanas y los balcones se llenaron de banderas rojigualdas. En realidad Madrid fue tomada desde dentro, pues fue la «Quinta columna de Franco [la que] se hizo con la ciudad», según relató el corresponsal del Daily Express.
Los franquistas cuando entraron en Madrid llevaban listas negras con nombres de los sospechosos de actividades «criminales» confeccionadas a partir de los testimonios de los habían huido del Madrid republicano en los meses anteriores y de los informes de la quinta columna. Con las tropas entraron unos doscientos oficiales del Cuerpo Jurídico Militar que traían consigo camiones cargados de documentos. Las autoridades franquistas estaban convencidas en 1939 de que en Madrid el «Terror Rojo» había causado 60 000 víctimas mortales ―los estudios actuales sitúan la cifra en 8815―. Un edicto militar del 30 de marzo establecía las que serían las primeras fases del «ineludible» proceso dirigido a castigar a los culpables de delitos cometidos durante la guerra civil. En él se amenazaba a las personas que incumplieran con el deber «patriótico» de denunciar a los «criminales» con ser sometidos a un consejo sumarísimo. El preámbulo del edicto dejaba las cosas claras:

El Caudillo de España os trae, con la Patria y el pan, la justicia. Justicia serena, pero firme, que en el oren penal sabrá imponer a cada cual la sanción que haya merecido, sin que nada ni nadie pueda evitarlo.

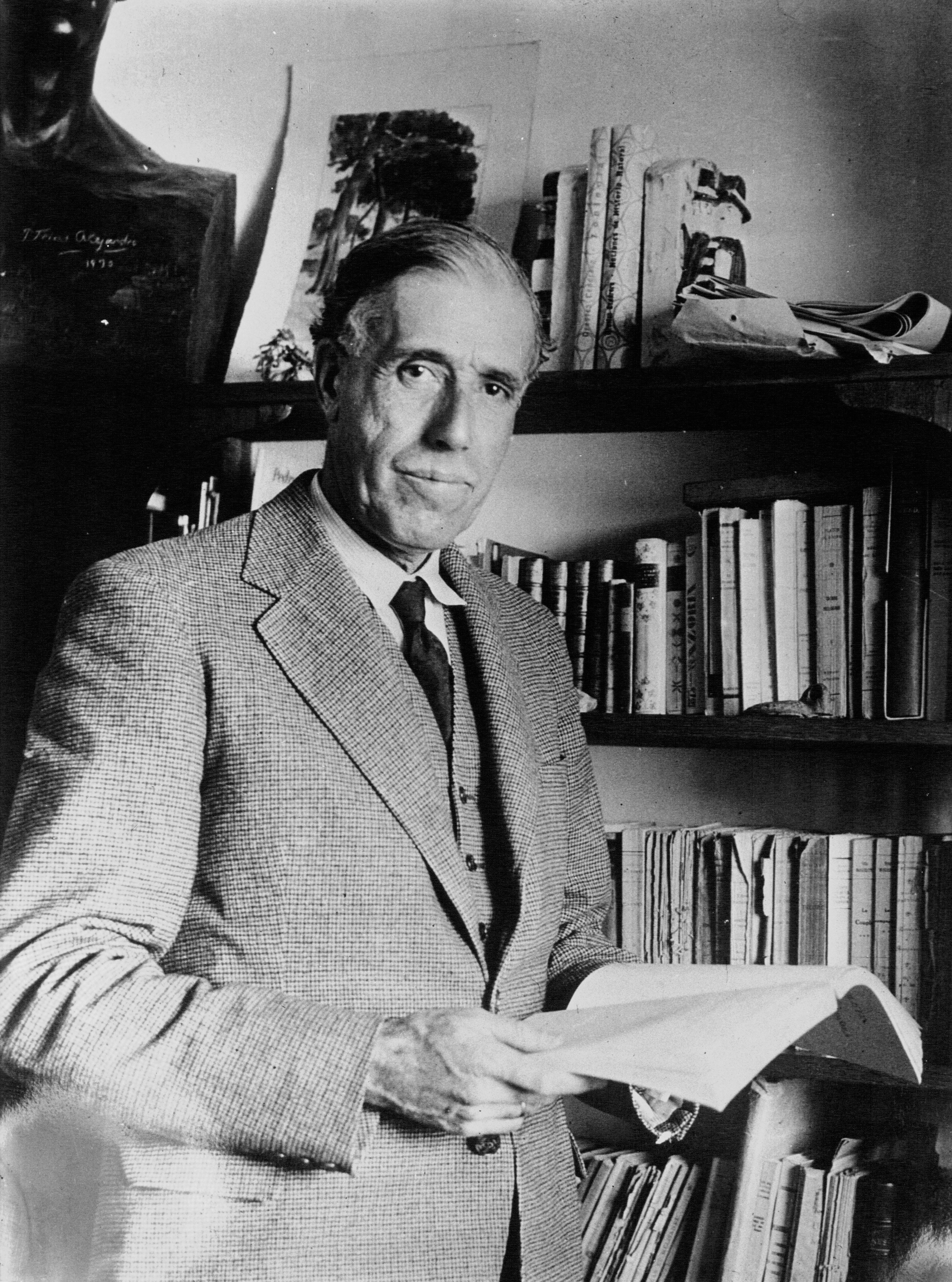
El socialista Julián Besteiro fue el único miembro de la Junta de Casado que decidió quedarse en Madrid. Fue condenado por un consejo de guerra a treinta años de prisión. Murió en la cárcel de Carmona un año después, en septiembre de 1940.

De aplicar el edicto con el objetivo de restablecer la «normalidad» (creación de campos de internamiento de prisioneros, recuperación de la propiedad confiscada, localización de «criminales» en busca y captura) se encargó la «Columna de Orden y Policía de Ocupación», bajo el mando del coronel Emilio Mayoral Fernández, que había sido creada en julio de 1938 junto con otras dos (para Barcelona y Valencia). Comenzó a actuar en la capital el 1 de abril. En esas tareas también participó la Falange de Madrid, que había sido la base fundamental de la «quinta columna». Para ello creó su propio Servicio de Información e Investigación, encargado del arresto de «criminales rojos» sospechosos. Así se produjo una oleada de centenares de detenciones, como la del socialista Julián Besteiro o la del republicano Rafael Sánchez Guerra, ambos miembros de la Junta de Casado. En consecuencia los presos se hacinaron en las cárceles ―menos la cárcel Modelo que fue demolida por haber sido allí donde se había producido el asesinato de cientos de derechistas en agosto de 1936―. Pero no todos los detenidos fueron a prisión, sino que algunos fueron asesinados, y sus cadáveres aparecieron por toda la ciudad, o murieron víctimas de las torturas en los centros de detención.
A finales de abril de 1939 ya había un mínimo de doce tribunales militares funcionando diariamente en el Palacio de Justicia de la plaza de las Salesas. En la provincia había tribunales militares operativos en Aranjuez, Torrelaguna, Navalcarnero, Getafe, Alcalá de Henares, El Escorial y Colmenar Viejo. En esas fechas entre todos ellos ya habían dictado ciento veinticinco condenas a muerte. El primer condenado a muerte ―ejecutado el 25 de abril― fue Manuel Alcázar Montes, un carnicero de Carabanchel Bajo acusado de haber participado en la decapitación del general Eduardo López Ochoa en agosto de 1936 ―aunque después otras tres personas más serían condenadas y ejecutadas por el mismo delito―. Otro de los condenados y ejecutados fue el socialista jefe del Servicio de Investigación Militar (SIM) en Madrid Ángel Pedrero García en cuya sentencia del consejo de guerra no sólo se justificó el «Alzamiento Nacional» sino que se consideraba que los que habían cometido el delito de rebelión militar eran que se habían mantenido fieles a la República (la «justicia invertida», como la llama el historiador Julius Ruiz):

[Es] de público conocimiento que las organizaciones del Frente Popular, durante la incubación de su asalto al poder, planearon y organizaron metódica y progresivamente la campaña de terror que había de culminar a partir del 18 de julio de 1936, y que tuvo especial desarrollo desde el fraude electoral del 16 de febrero del mismo año; se hallaban perfectamente preparadas y dispuestas para instaurar sus procedimientos de crimen y robo cuando, el 18 de julio de 1936, el ejército nacional, dirigido providencialmente por el Caudillo de España, Generalísimo Franco, inició, glorioso e invicto, su Cruzada de liberación de la España Católica e Inmortal; [...] [tras el 18 de julio de 1936, en Madrid] los partidos marxistas... de cuya capacidad criminal y espíritu de venganza no cabe la menor duda... [fueron los] organizadores de esta lucha encarnizada y espantosa que durante tres años ha cubierto de sangre de mártires el suelo de la zona roja, y así a los pocos días de iniciarse el G.A.N. [Glorioso Alzamiento Nacional], el Comité Central del Partido Socialista, instalado en la calle de Carranza, domicilio de Indalecio Prieto, llama en su axilio y a su colaboración a ese hombre frío sanguinario y depravado, delincuente común, que se llama el procesado ÁNGEL PEDRERO GARCÍA.

El embajador británico informó a su gobierno a mediados de junio de 1939 de que en Madrid había unos 30 000 presos esperando juicio y que unos 15 000 habían sido ejecutados —a estos el régimen franquista los llamaba «asesinos políticos y pistoleros»—. El conde Ciano tras una visita a España afirmó que durante el verano de 1939 se estaban produciendo entre doscientas y doscientas cincuenta ejecuciones diarias.
El 28 de marzo de 1939 las tropas del 82 Cuerpo de Ejército al mando del general Orgaz ocupaban Sagunto, a veinticinco kilómetros de Valencia, que en la mañana del día siguiente se vio inundada con una lluvia de octavillas lanzadas por una avioneta en la que se anunciaba la entrada inminente de las tropas franquistas en la ciudad. Entonces mucha gente salió a la calle dando vivas a Franco y a España y las ventanas y los balcones se llenaron de banderas rojigualdas. En Valencia, como en Madrid, se hizo cargo de la represión la Columna de Orden y Policía de Ocupación.
Las primeras sentencias de muerte se dictaron el 2 de abril y los fusilamientos tuvieron lugar al día siguiente. Por orden del juzgado n.º 8 de la Auditoría de Guerra de Valencia fueron fusiladas 2238 personas, entre las cuales había veintiocho menores de 21 años y dos mayores de 70. Los cuarteles de Paterna fueron los lugares donde tuvieron lugar las ejecuciones. Uno de los condenados a muerte y fusilado en Paterna fue el exrector de la Universidad de Valencia, el doctor Joan Peset Aleixandre. En las prisiones se hacinaron miles de detenidos. La Cárcel Modelo de Valencia, con capacidad para quinientos presos, llegó a albergar a quince mil —en junio de 1939 ya albergaba a ocho mil— y en 1941 todavía había más de diez mil. También estaban a rebosar el Monasterio de San Miguel de los Reyes y las Torres de Quart y se habilitó como prisión el Monasterio de Santa María del Puig. Por otro lado, fueron depurados la Diputación Provincial y el Ayuntamiento y organismos como el Colegio de Abogados. Y también el cuerpo de maestros nacionales. El nuevo alcalde de Valencia nombrado por el general Franco fue Joaquín Manglano y Cucaló de Montull, barón de Cárcer. En toda la región valenciana las víctimas de la represión fueron unas cinco mil.
En el resto de provincias de la Zona Centro-Sur la represión también se convirtió en una prioridad absoluta. En Albacete hubo mil veintiséis ejecuciones dictadas por los tribunales militares entre el final de la guerra y 1953. En la ciudad de Jaén hubo mil doscientas ochenta ejecuciones hasta 1950. En la mitad oriental de la provincia de Badajoz hubo novecientos treinta y cinco ejecutados hasta 1945. En el cementerio del Este de Madrid se registraron dos mil seiscientas sesenta y tres víctimas entre 1939 y 1945. «Al menos, 50 000 personas habrían sido ejecutadas en la década posterior al final de la guerra, sin contar las miles de muertes causadas por el hambre y las enfermedades en los diferentes centros penitenciarios, campos de concentración, prisiones, destacamentos penales, colonias penitenciarias militarizadas», afirma Javier Rodrigo.

## La justificación de la represión por la Iglesia católica
La Iglesia católica no solo no alzó su voz contra la represión del bando sublevado sino que la justificó al considerar que lo que se estaba viviendo en España era una «cruzada por la religión, por la patria y por la civilización». Así lo afirma Julián Casanova: «la complicidad del clero con ese terror militar y fascista fue absoluta y no necesitó del anticlericalismo para manifestarse. Desde Gomá al cura que vivía en Zaragoza, Salamanca o Granada, todos conocían la masacre, oían los disparos, veían cómo se llevaban a la gente, les llegaban familiares de los presos o desaparecidos, desesperados, pidiendo ayuda y clemencia. Y salvo raras excepciones, lo menos dañino que hicieron fue asistir espiritualmente a los reos de muerte. La actitud más frecuente fue el silencio, voluntario o impuesto por los superiores, cuando no la acusación o la delación». Santiago Vega Sombría comparte esta valoración: «La Iglesia tuvo un papel fundamental en la justificación de la violencia en el campo insurgente. Legitimó la sublevación que originó la violenta represión, la bendijo y arrastró con su importante influencia a los sectores católicos de la sociedad».

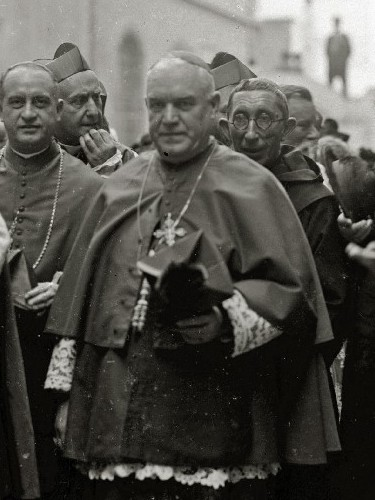
Isidro Gomá, cardenal primado de España. Fue el redactor y promotor de la Carta colectiva de los obispos españoles con motivo de la guerra en España en la que dieron apoyo y justificaron la causa del bando sublevado.

Son numerosas las manifestaciones de miembros de la jerarquía eclesiástica justificando esa violencia. El arzobispo de Zaragoza Rigoberto Doménech Valls declaró el 11 de agosto de 1936: la violencia «no se hace en servicio de la anarquía, sino lícitamente en beneficio del orden, la Patria y la Religión». Por su parte el obispo de Segovia Luciano Pérez Platero, ardiente antirrepublicano que acabaría siendo propuesto por el general Franco para que fuera nombrado arzobispo de Burgos, declaró por las mismas fechas: «Triste, tristísimo es que haya sido necesario encender la hoguera de la guerra civil y llegar a esta situación para librarnos de la hecatombe y de la barbarie que se cernían sobre el suelo de España». Mientras denunciaba los excesos del bando republicano que describía como «un reguero de crímenes atroces y una estela negrísima de vandalismo y barbarie», no solo guardaba silencio sobre la violencia de los sublevado en su diócesis que él conocía muy bien puesto que en muchas de las ejecuciones asistían sacerdotes para confesar a las víctimas, sino que ordenaba a sus párrocos que todos los días «sin omitir uno solo» elevaran «preces al Todopoderoso a fin de obtener el triunfo total y rápido de España en esta guerra contra la barbarie y el ateísmo». También les ordenaba que los muertos del bando sublevado debían ser inscritos en las partidas de defunción de las parroquias con la frase «peleando por Dios y por la Patria».

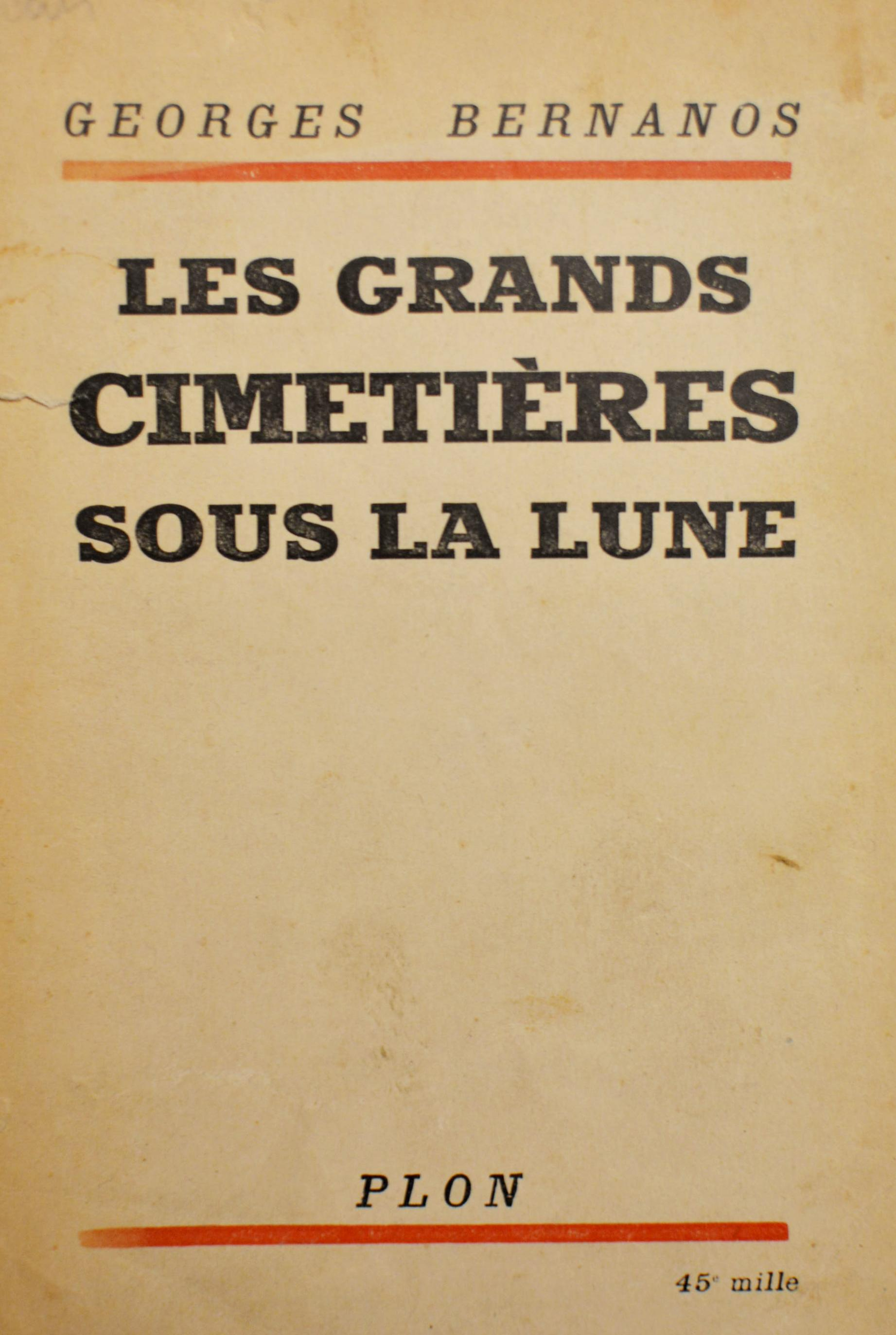
Portada del libro Les grands cimetières sous la Lune del escritor católico francés Georges Bernanos en el que denunció la beligerancia de la Iglesia a favor del bando sublevado y en el que contó la brutal violencia desatada en Mallorca por los sublevados de la que él fue testigo.

La beligerancia de la Iglesia a favor del bando insurgente fue denunciada por el escritor católico Georges Bernanos que fue testigo de la violencia desatada por los sublevados en la isla de Mallorca. Los asesinatos, escribe Bernanos, «los aplaudían públicamente la inmensa mayoría de capellanes, religiosos y monjas de la isla». También se escandalizó el padre Gumersindo de Estella, capellán de la cárcel provincial de Zaragoza: «Mi actitud contrastaba vivamente con la de otros religiosos, incluso superiores míos, que se entregaban a un regocijo extraordinario y no sólo aprobaban cuanto ocurría, sino aplaudían y prorrumpían en vivas con frecuencia».
Las noticias que llegaban de los brutales asesinatos de sacerdotes y religiosos en la zona republicana (6832 miembros del clero fueron asesinados) acentuó aún más el alineamiento de la Iglesia católica con el bando sublevado y la justificación de su violencia. Así el 30 de septiembre el obispo de Salamanca Enrique Plá y Deniel hacía pública una pastoral en la que definía la guerra civil como el combate entre «dos concepciones de la vida, dos sentimientos, dos fuerzas que están aprestadas para una lucha universal en todos los pueblos de la tierra»; a un lado, la «ciudad terrenal» de los «sin Dios»; al otro «la ciudad celeste de los hijos de Dios». La definición de la guerra como una «Cruzada» quedó definitivamente confirmada cuando el 1 de julio de 1937 se hizo pública la Carta colectiva de los obispos españoles con motivo de la guerra en España en la que presentaron el conflicto como la confrontación entre la España católica y la antiespaña. Sobre la Carta Julián Casanova puntualiza: «Cuando apareció esa carta colectiva del Episcopado español, varias decenas de miles de españoles habían sido paseados sin procesos ni garantía judiciales. Entre los asesinos había católicos piadosos, de misa diaria, que además decían en voz alta que estaban haciendo una buena obra, un servicio a España y a la civilización occidental». «El pago por los servicios a la causa de Franco fue un dominio absoluto de los canales educativos y morales en la sociedad española de posguerra», afirma Javier Rodrigo.

## Balance final
En 1977 el general franquista e historiador Ramón Salas Larrazábal en su libro Pérdidas de la guerra afirmó que las víctimas de la represión de los sublevados durante la guerra habían sido 57 662 (y durante la posguerra unas 23 000), y ese cálculo fue aceptado por otros historiadores como Stanley G. Payne o el también franquista Ricardo de la Cierva. Sin embargo, los estudios provinciales y regionales —cuyas fuentes fundamentales eran las defunciones anotadas en los registros civiles, los registros de los cementerios y los testimonios orales— llevados a cabo a lo largo de las dos décadas finales del siglo XX y la primera del siglo XXI cuestionaron seriamente los datos de Larrazábal y concluyeron que la cifra de víctimas había sido muy superior, más del doble. En 2012 los historiadores Francisco Espinosa y José Luis Ledesma publicaron un cuadro resumen de estas investigaciones en el que figuraban el número de muertos víctimas de la represión judicial y extrajudicial en ambas retaguardias durante la guerra civil (y la inmediata posguerra en las zonas ocupadas por el ejército franquista al finalizar la contienda: Madrid, Valencia, Castilla-La Mancha, Murcia y algunas zonas de Andalucía). Espinosa y Ledesma advertían que había 16 provincias (Albacete, Ávila, Burgos, Cádiz, Ciudad Real, Cuenca, Guadalajara, Las Palmas, León, Madrid, Murcia, Palencia, Salamanca, Tenerife, Valladolid y Zamora) en las que el estudio de la represión del bando sublevado estaba aún incompleto, por lo que el número de víctimas podría aumentar en el futuro conforme avancen las investigaciones.
|                                         | Represión del bando sublevado | Represión republicana |
| Andalucía                               | 47 399                        | 8367                  |
| Aragón                                  | 8523                          | 3901                  |
| Asturias                                | 5952                          | 2000                  |
| Baleares                                | 2300                          | 323                   |
| Canarias                                | 2600                          | -                     |
| Cantabria                               | 2535                          | 1283                  |
| Castilla-La Mancha                      | 10 358                        | 7524                  |
| Castilla-León                           | 14 660                        | 575                   |
| Cataluña                                | 3688                          | 8352                  |
| Ceuta-Melilla-Protectorado de Marruecos | 768                           | -                     |
| Extremadura                             | 10 594                        | 1567                  |
| Galicia                                 | 4265                          | -                     |
| Madrid                                  | 3204                          | 8815                  |
| Murcia                                  | 1251                          | 740                   |
| Navarra                                 | 3280                          | -                     |
| País Vasco                              | 1900                          | 945                   |
| La Rioja                                | 2000                          | -                     |
| Comunidad Valenciana                    | 4922                          | 4880                  |
| TOTAL                                   | 130 199                       | 49 272                |